# Вторая карабахская война
Вторая карабахская война (азерб. İkinci Qarabağ müharibəsi), также именуемая в Азербайджане «Отечественной войной» (азерб. Vətən müharibəsi), а в Армении и НКР «Второй Арцахской войной» (арм. Արցախյան երկրորդ պատերազմ) и «Отечественной войной» (арм. Հայրենական պատերազմ), также именуется «44-дневной войной» (азерб. 44 günlük müharibə, арм. 44-օրյա պատերազմ), — крупномасштабный вооружённый конфликт между вооружёнными силами Азербайджана с одной стороны и вооружёнными формированиями непризнанной Нагорно-Карабахской Республики (НКР) и Армении с другой в сентябре-ноябре 2020 года, ставший самым кровопролитным со времени окончания Первой карабахской войны в 1994 году.
Наступление азербайджанских войск с масштабным применением авиации, бронетехники, артиллерии, ударных БПЛА началось утром 27 сентября. По версии Минобороны Азербайджана, речь шла о контрнаступательной операции «Железный кулак» (азерб. “Dəmir yumruq” əməliyyatı), начатой в ответ на обстрел армянской стороной нескольких азербайджанских населённых пунктов. Бои велись по двум направлениям — на севере и юге Карабаха. Азербайджану удалось добиться успехов на южном направлении. После упорных боёв в сентябре-октябре азербайджанским войскам удалось установить контроль над городом Джебраил и посёлком Гадрут, после чего армянский фронт рухнул. Азербайджанская армия, развивая успех, овладела значительными территориями, включая города Физули, Зангелан, Губадлы. Последним сражением войны стала выигранная Азербайджаном битва за стратегически важный город Шуша.
Политическую и военную поддержку Азербайджану оказывала Турция, предоставившая военную технику, в том числе ударных дронов. По утверждению ряда источников, при содействии Турции в Карабах непосредственно перед началом боевых действий были направлены сирийские наёмники из состава протурецких вооружённых формирований. Хотя формально Армения в войне не участвовала, по сути Армения и Нагорный Карабах в военном отношении фактически составляли одно целое. На стороне НКР приняли участие армянские добровольцы из ряда зарубежных стран.
10 ноября 2020 года было опубликовано совместное заявление президента Азербайджана, премьер-министра Армении и президента России о полном прекращении всех военных действий в зоне нагорно-карабахского конфликта с 00 часов 00 минут по московскому времени 10 ноября 2020 года. Соглашение о прекращении огня в Нагорном Карабахе, подписанное Арменией, Азербайджаном и Россией, предусматривает ввод российских миротворцев параллельно с выводом армянских вооружённых сил и оставления под контролем Азербайджана части территории Нагорного Карабаха, в том числе города Шуша.

## Предыстория

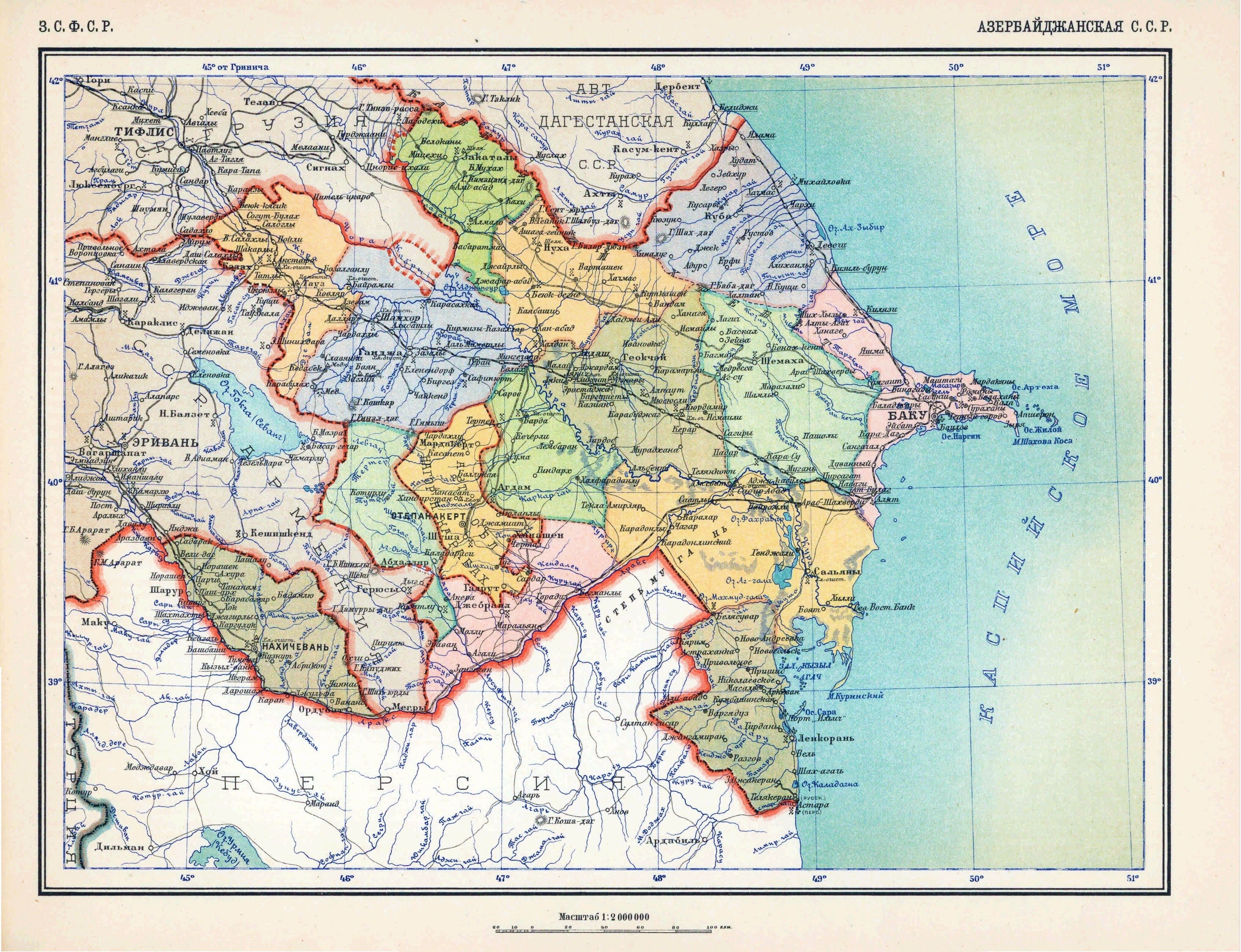
Карта Азербайджанской ССР, включая Нагорно-Карабахскую автономную область

Боевые действия между азербайджанскими и армянскими силами рассматриваются как резкое обострение «замороженного» конфликта вокруг статуса Нагорного Карабаха — международно признанной территории Азербайджана, большинство населения которой составляют армяне.
Этническое насилие, проявившееся в регионе в конце 1980-х годов, привело к самопровозглашению Нагорно-Карабахской Республики (НКР), а после распада СССР переросло в полномасштабную войну, завершившуюся в 1994 году подписанием соглашения о прекращении огня. С тех пор регион полностью находился под контролем НКР, которую поддерживает Армения, причём формирования НКР контролировали не только заявленную при провозглашении независимости территорию, но и прилегающие к ней районы, которые до войны имели преимущественно азербайджанское население (так называемый «пояс безопасности Нагорного Карабаха») — Агдамский, Джебраильский, Физулинский, Кельбаджарский, Губадлинский, Лачинский и Зангеланский районы. Впоследствии эти территории были включены де-факто властями НКР в её административно-территориальную структуру. Подавляющее большинство населения этих районов в результате боевых действий было вынуждено покинуть свои дома.
Согласно оценке Женевской академии международного гуманитарного права и прав человека, «Армения осуществляет свою власть над Нагорным Карабахом, оснащая, финансируя или обучая и оказывая оперативную поддержку самопровозглашённой НКР и её силам, а также координируя и содействуя общему планированию их военной и полувоенной деятельности».
Подписание соглашения о прекращении огня позволило перейти к переговорам о мирном урегулировании конфликта под эгидой Минской группы ОБСЕ. Попытки международного посредничества, однако, зашли в тупик, особенно после провала мирного плана, основанного на Мадридских принципах.
Соглашение о прекращении огня неоднократно нарушалось. Армяно-азербайджанские столкновения периодически происходили и за пределами Нагорного Карабаха, на различных участках межгосударственной границы.

### События, предшествовавшие вооружённому конфликту
По данным Ассамблеи турецких экспортёров, военный экспорт Турции в Азербайджан за первые девять месяцев 2020 года вырос в шесть раз, до 123 миллионов долларов. Большинство закупок поступило в Азербайджан в третьем квартале. В июне Азербайджан, в частности, принял решение о закупке партии современных турецких ударных БПЛА.
12-16 июля на границе между армянским Тавушем и азербайджанским Товузом, за сотни километров от Нагорного Карабаха, произошли боестолкновения, ставшие самым крупным военным инцидентом между сторонами с апреля 2016 года. В ночь на 15 июля в Баку прошёл масштабный митинг, участники которого требовали начать «освободительную войну за Карабах». В ответ президент Алиев заявил, что «не советует никому опережать события», хотя и признал, что вышедшие на улицы, возможно, исходили «из хороших побуждений».
Непосредственно перед началом вооружённого конфликта на территории Армении и Азербайджана прошли военные учения. Так, 23 июля Армения объявила о начале совместных с Россией учений Объединённой системы ПВО. Неделей позже на территории Азербайджана началась серия совместных азербайджано-турецких учений, которые продлились с 29 июля по 10 августа. По завершении учений на азербайджанских аэродромах были оставлены самолёты F-16 турецких ВВС, как утверждают авторы аналитического центра «Институт по изучению войны», в качестве «сдерживающего средства» против Армении.
Тем временем президент Ильхам Алиев отправил в отставку главу МИД Азербайджана Эльмара Мамедъярова, сочтя, что он отстаивает позиции Баку недостаточно активно, и назначил новым главой МИДа Джейхуна Байрамова. Посетивший Москву в конце августа, Байрамов заявил, что Армения не только оккупирует 20 % территории его страны, но и активно заселяет эти территории этническими армянами из соседних регионов, что, по его мнению, «подрывает мирный процесс». Кроме того, Джейхун Байрамов заявил о стремлении армянского руководства поддерживать напряжённость на границе с Азербайджаном путём «запланированных провокаций, чтобы отвлечь внимание от нарастающих проблем внутри страны».
21—25 сентября на полигоне Алагяз в Армении прошла серия совместных учений вооружённых сил Российской Федерации и Армении.
На период 21—26 сентября российским министерством обороны были запланированы стратегические командные учения «Кавказ-2020», к участию в которых были приглашены представители семи государств, в том числе Армении и Азербайджана. Азербайджан, однако, вышел из состава участников.
21 сентября в Азербайджане после перестрелки на границе с Арменией начался внезапный призыв военнослужащих запаса, которых сразу же отправили на учения. Также военные начали реквизировать и ставить на учёт находящиеся в частной собственности пикапы.
Согласно источникам в Сирийской национальной армии (СНА), в район предстоящего вооружённого конфликта при содействии Турции было переброшено до 1500 бойцов СНА. Первые группы сирийцев, согласно этим источникам, начали прибывать в Азербайджан через Турцию к 25 сентября. Первое сообщение в Твиттере о прибытии в Баку десятков бойцов дивизии «Хамза» датировано 22 сентября. В корреспонденции газеты The Jerusalem Post от 26 сентября была приведена информация об отправке в район на границе с Арменией 200 этнических сирийских туркоманов — бойцов дивизии «Султан Мурад». 

## Силы сторон

### Армения и НКР
В боевых действиях были задействована Армия обороны НКР, также в боевых действиях участвовали Пограничные войска СНБ Армении и подразделения полиции Армении.

### Азербайджан
Азербайджан задействовал следующие силы:
- 1-й армейский корпус под командованием генерал-майора Хикмета Гасанова[12][13][83], наступавший на северном направлении[84];
- войсковое объединение под командованием генерал-майора Маиса Бархударова[10], наступавшее на юге[84];
- войсковое соединение во главе с командующим Силами специального назначения МО генерал-лейтенантом Хикметом Мирзаевым[11];
- подразделение Государственной пограничной службы[14] под командованием генерал-лейтенанта Ильхама Мехдиева[15];
- формирования специального назначения и некоторые другие подразделения Отдельной общевойсковой армии[85];
- отряды специального назначения Внутренних войск[86];
- спецподразделение YARASA Службы внешней разведки[87][88].

## Ход конфликта

Карта продвижения азербайджанской армии по дням

### 27 сентября
В 07:30 утра Министерство обороны Азербайджана обвинило Вооружённые силы Армении в предпринятом около 06:00 по местному времени обстреле из крупнокалиберного оружия, миномётов и артиллерийских установок позиций азербайджанской армии вдоль линии фронта и расположенных в прифронтовой зоне селений на территории Тертерского, Агдамского, Физулинского и Джебраильского районов, в результате чего пострадали мирные жители. Позднее ведомством было заявлено о начале крупномасштабной контрнаступательной операции по всему фронту с применением танков, артиллерии, ракетных систем и авиации.

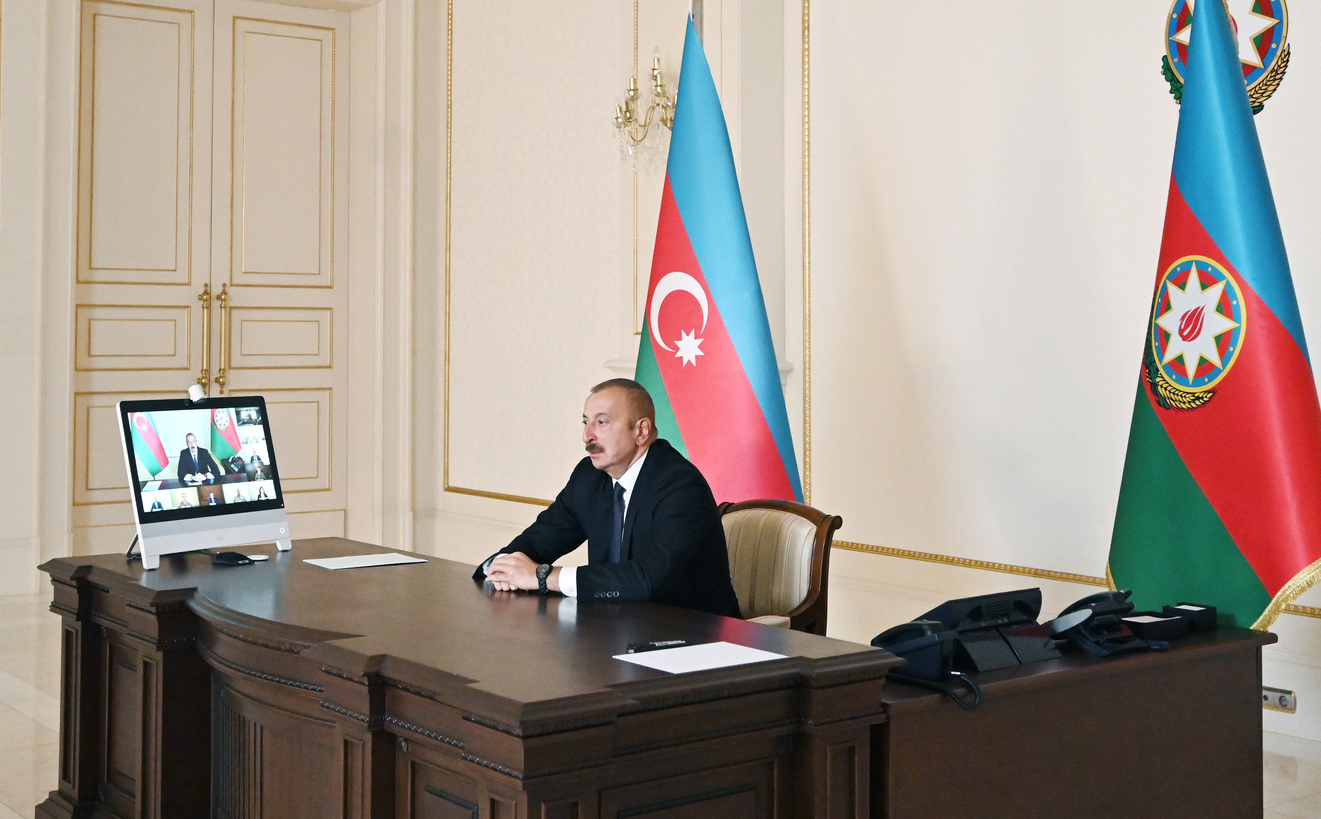
Ильхам Алиев в ходе заседания Совета безопасности. 27 сентября 2020

Руководство НКР заявило, что азербайджанская армия приступила к нанесению авиационно-ракетных ударов по населённым пунктам НКР, включая Степанакерт, и призвало население укрываться в бомбоубежищах. В Степанакерте была объявлена воздушная тревога.
По заявлению Минобороны Армении, наступление азербайджанских сил началось в 08:10 по местному времени (04:10 по Гринвичу). Президент НКР Араик Арутюнян объявил о введении военного положения в стране и мобилизации лиц старше 18 лет. Позже власти Армении также объявили о введении военного положения (отменено 24 марта 2021 года) и начале всеобщей мобилизации.

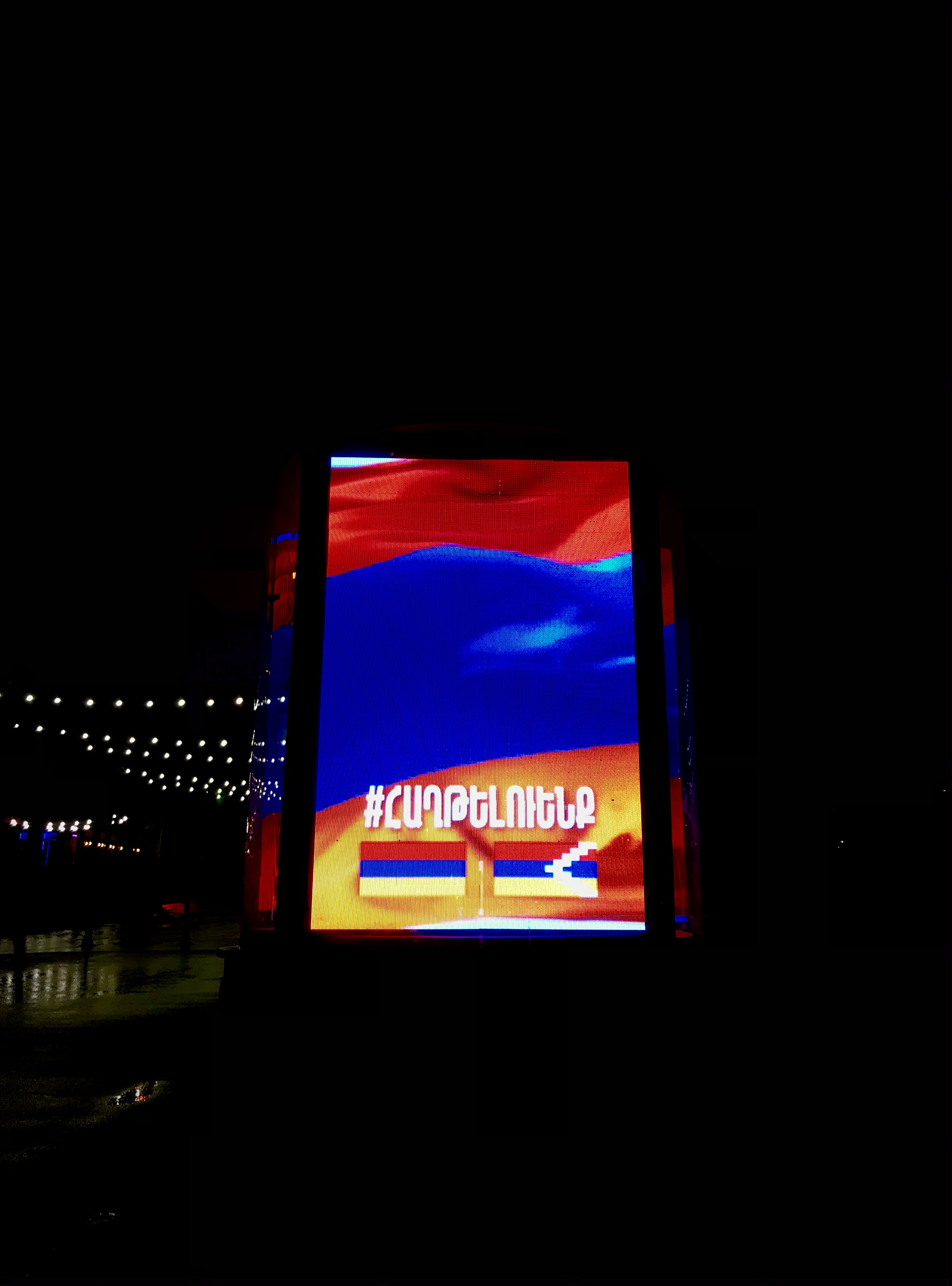
Лозунг в поддержку НКР в столице Армении

Президент Азербайджана Ильхам Алиев в обращении к народу заявил о произведённом утром обстреле населённых пунктов и военных позиции Азербайджана с применением различных видов оружия, в том числе тяжёлой артиллерии, который привёл к потерям, раненым среди мирного населения и военнослужащих, назвав это «очередным проявлением армянского фашизма». По его словам, азербайджанская армия начала обстреливать военные позиции врага, в результате чего большая часть военной техники противника была уничтожена.
Тем временем президент Турции Тайип Эрдоган подверг резкой критике Минскую группу ОБСЕ за неспособность разрешить ситуацию в Нагорном Карабахе и заявил о поддержке Азербайджана в его конфликте с Арменией: «Армения ещё раз продемонстрировала, что она является самой большой угрозой миру и спокойствию в регионе. Турция сегодня, как и всегда, со всеми своими возможностями находится рядом со своими азербайджанскими братьями». В дальнейшем турецкое руководство неоднократно подтверждало эту позицию. Лидеры России, Германии, США, многих других государств, а также ОБСЕ, НАТО, Красный Крест и другие международные организации призвали стороны к скорейшей деэскалации конфликта.
Ко второй половине дня министерство обороны Азербайджана сообщило о том, что азербайджанская армия заняла семь сёл: Ашагы Абдуррахманлы, Караханбейли, Карвенд, Горадиз, Юхары Абдурахманлы (Физулинский район), Бёюк Марджанлы и Нузгер (Джебраильский район). Министерство обороны НКР опровергло эти утверждения. Минобороны Азербайджана также сообщило об уничтожении армянских постов в Агдеринском районе и на высотах Муровдагского хребта, а также о занятии ряда господствующих высот. Позднее руководство НКР признало потерю позиций на некоторых направлениях.

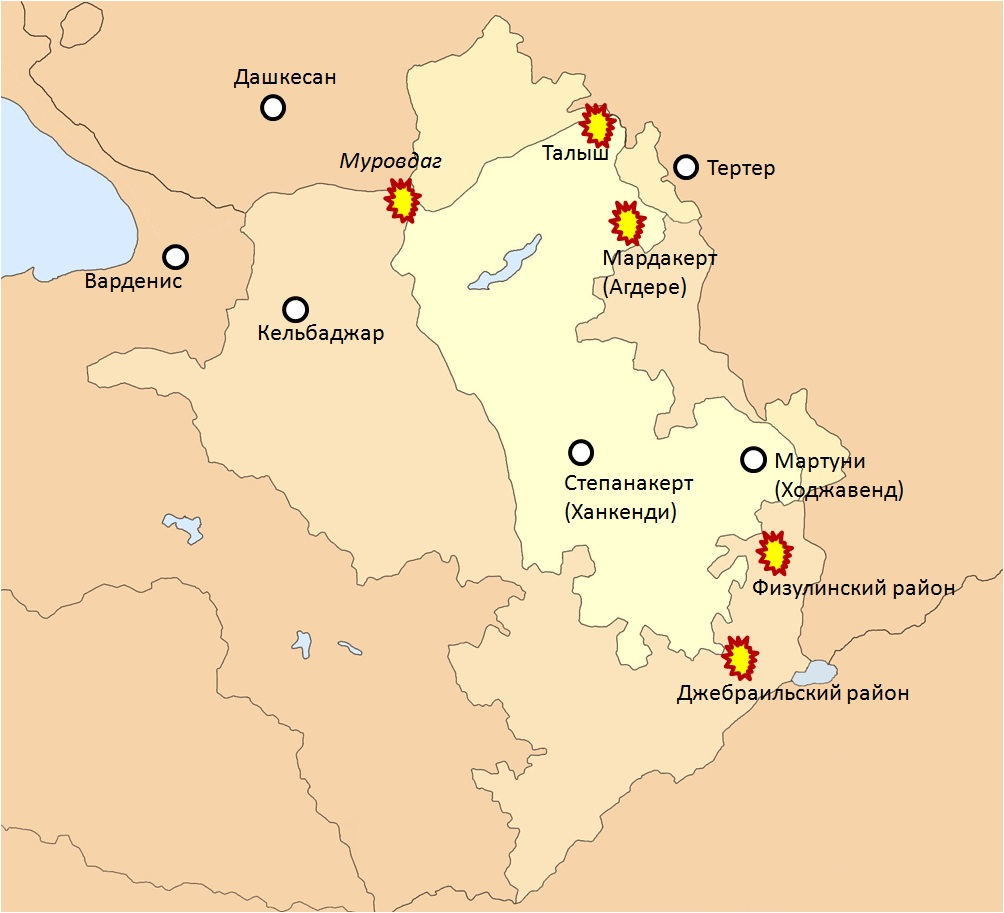
Карта зоны боевых действий
«Пояс безопасности» Нагорного Карабаха, контролируемый формированиями НКР
Территория бывшей НКАО, контролируемая НКР
Территория, заявленная НКР и контролируемая Азербайджаном Районы боёв 27-28 сентября

В Минобороны Азербайджана было также заявлено, что «в результате военной операции в направлении Геранбойского района была освобождена высота Муров хребта Муровдаг, а также взята под контроль автомобильная дорога военного значения Варденис — Агдере».
В этот же день командование азербайджанской армии заявило об окружении Агдере (Мардакерт) и предложило гарнизону сдаться.

### 28 сентября
Президент Азербайджана Ильхам Алиев подписал распоряжение о частичной мобилизации. На всей территории Азербайджана было объявлено военное положение, в ряде районов — введён комендантский час.
По заявлению руководства НКР, в ходе ночных боёв армянские формирования восстановили контроль над рядом ранее утраченных позиций.

По сообщению Минобороны Азербайджана, подразделения азербайджанской армии, продолжая наступление, заняли несколько высот в районе села Талыш. Азербайджан обвинил вооружённые силы Армении в артиллерийском обстреле города Тертер.
Стороны обменялись заявлениями об уничтожении боевой техники противника.
Вечером Минобороны Армении сообщило о начале новой широкомасштабной наступательной операции азербайджанской армии в долине реки Аракс и на направлении Мадагиз — Талыш (север Карабаха).
Минобороны Азербайджана сообщило об артобстреле населённых пунктов Юхары-Агджакенд и Карамусалы (Геранбойский район).
Пресс-секретарь МИД Армении Анна Нагдалян на пресс-брифинге заявила, что МИД Армении располагает информацией о наёмниках, которых турецкие власти вербуют на Ближнем Востоке для переброски их в район боевых действий. Она также заявила, что «рядом с азербайджанцами воюют турецкие инструкторы, которые используют турецкое вооружение, в том числе БПЛА и самолёты».

### 29 сентября
Ночью с 28 на 29 сентября на всей протяжённости фронта продолжались напряжённые бои. Согласно сообщениям Минобороны Азербайджана, армянские силы неоднократно предпринимали попытки контратак с целью вернуть утраченные позиции на Физули-Джебраильском и Агдере-Тертерском направлениях.
Утром азербайджанская армия, согласно заявлению МО Азербайджана, продолжила наступление на город Физули.
По сообщению Минобороны Армении, азербайджанские войска предприняли атаки на северном и северо-восточном направлениях.
Пресс-секретарь Минобороны Армении Шушан Степанян заявила, что азербайджанские войска вдоль всей линии фронта используют тяжёлые огнемётные системы ТОС-1, РСЗО «Смерч» и иные системы. В связи с этим, по её словам, Вооружённые силы Армении в ответ на действия азербайджанской армии могут перейти к применению «ударных систем большой дальности и разрушительной мощи».
29 сентября в связи с уничтожением армянского Су-25, осуществлявшего поддержку действий сухопутных сил, армянская сторона заявила, что самолёт был сбит турецким истребителем F-16, действовавшим с аэродрома Гянджа. Азербайджан опроверг это заявление.
Премьер-министр Армении Никол Пашинян в эфире российского телевидения заявил о наличии у армянской стороны информации о вовлечённости Турции в вооружённый конфликт: «По нашей достоверной информации, военные инструкторы и высокопоставленные военные находятся на командных пунктах Азербайджана, и местами они даже руководят военными действиями». Пашинян охарактеризовал действия азербайджанских сил как операцию, заранее спланированную во время совместных военных учений с ВС Турции. Версию о том, что военная операция азербайджанской армии против армянских сил, возможно, была заранее спланирована при содействии Турции, поддерживают эксперты Института исследования проблем войны, опубликовавшие 12 октября аналитическую справку «Эрдоган стремится разрушить поддерживаемый Кремлём статус-кво в Нагорном Карабахе».
Армянские СМИ сообщили об эвакуации женщин и детей из города Мардакерт. Корреспондент «Известий» сообщил о начале стихийной эвакуации жителей Степанакерта на территорию Армении.

### 30 сентября

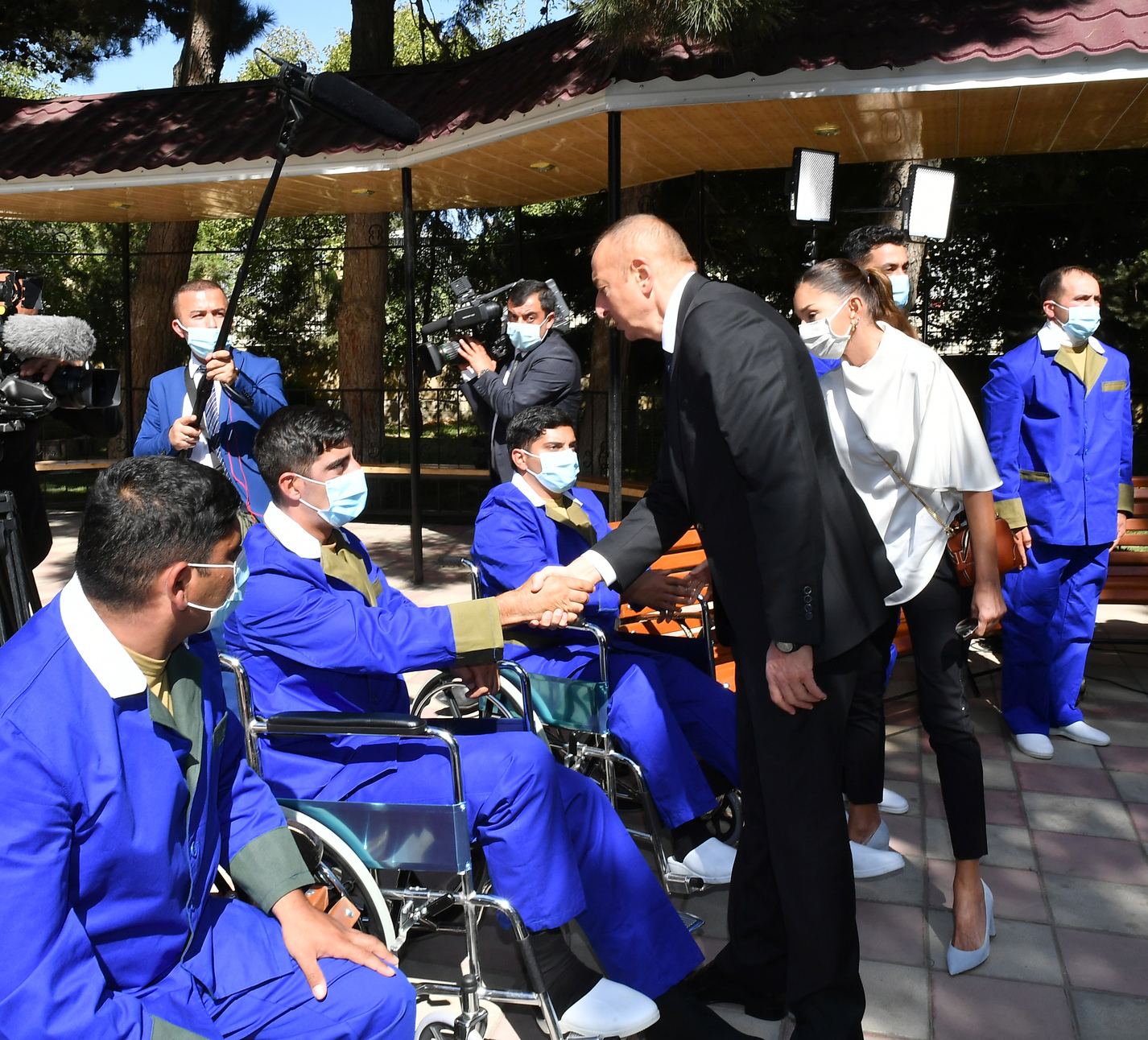
Президент Азербайджана Ильхам Алиев на встрече с ранеными военнослужащими в Центральном военном госпитале Министерства обороны. 30 сентября

Совет Безопасности ООН, собравшийся 29 сентября на закрытое совещание, призвал Армению и Азербайджан незамедлительно прекратить боевые действия. Несмотря на это, ожесточённые столкновения в Карабахе продолжились. Минобороны Азербайджана, в частности, сообщило, что азербайджанской армии удалось вывести из строя армянский зенитно-ракетный комплекс на территории села Шушакенд Ходжалинского района.
Президент Азербайджана Ильхам Алиев, посетивший находящихся на лечении военнослужащих, раненных в ходе боевых действий, заявил, что Азербайджан остановит военные действия в Карабахе, если армянские силы немедленно, полностью и безоговорочно выйдут с территории региона: «Бои идут на азербайджанской земле, Азербайджан восстанавливает свою территориальную целостность, и у нас есть полное право на это».
Президент Франции Макрон заявил, что Франция крайне обеспокоена «воинственными заявлениями, которые Турции делала в последние часы, по сути избавляя от скованности в действиях Азербайджан» и что эти заявления являются «необдуманными и опасными»

### 1 октября
Президенты России и Франции Владимир Путин и Эмманюэль Макрон, обсудив по телефону события в Нагорном Карабахе, призвали стороны к «скорейшему и полному прекращению огня, деэскалации напряжённости и проявлению максимальной сдержанности». Позже от имени лидеров государств — сопредседателей Минской группы ОБСЕ (Россия, Франция и США) было сделано заявление в пользу незамедлительного прекращения вооружённого противостояния и возобновления переговорного процесса. Они осудили эскалацию насилия в зоне карабахского конфликта и призвали руководителей Армении и Азербайджана незамедлительно взять на себя обязательства без выдвижения предварительных условий возобновить переговоры по существу урегулирования при содействии сопредседателей Минской группы ОБСЕ.
Премьер-министр Армении Никол Пашинян в интервью газете Le Figaro заявил, что Армения возлагает надежды на содействие Минской группы в преодолении кризиса: «Это единственный переговорный формат, который сегодня существует… Мы ждём активного участия мирового сообщества в усилиях по прекращению агрессии». Пашинян призвал одновременно приостановить членство Турции в Минской группе, «так как эта страна ведёт себя пристрастно и воинственно».
Обращение сопредседателей Минской группы, однако, не привело к прекращению боевых действий. Армянские формирования вновь подвергли артиллерийским обстрелам города Тертер и Горадиз, селения Джебраильского, Геранбойского, Тертерского и Агдамского районов.
В результате обстрела города Мартуни были ранены два французских журналиста газеты Le Monde. Под огонь азербайджанской армии также попали репортёр портала 24news.am, журналисты AFP и оператор новостного блока телеканала «Армения» Арам Григорян, заместитель главного редактора телеканала «Дождь» Дмитрий Еловский.
Армения отозвала своего посла в Израиле для консультаций в связи с поставками израильского вооружения Азербайджану.

### 2 октября
По заявлению Минобороны Азербайджана, к утру 2 октября азербайджанские войска установили контроль над господствующими высотами вокруг Мадагиза и продвинулись вперёд на Джебраил-Физулинском направлении.

Продвижение азербайджанской армии вдоль реки Аракс на карте

Министерство обороны Азербайджана обвинило армянскую сторону в осуществлении ракетно-артиллерийских обстрелов населённых пунктов Агдамского, Бардинского, Товузского, Шамкирского районов. Помощник президента Азербайджана Хикмет Гаджиев заявил, что Азербайджан, «используя своё право на ответ, для обеспечения безопасности своих граждан примет необходимые меры против легитимных военных объектов на территории Армении, откуда ведётся обстрел азербайджанских территорий».
Минобороны Армении заявило, что азербайджанская сторона произвела массированный обстрел Степанакерта.
МИД Армении приветствовал заявление глав государств — сопредседателей Минской группы ОБСЕ и выразил готовность к переговорам в рамках Минской группы.
Премьер-министр Армении Никол Пашинян провёл телефонный разговор с Владимиром Путиным, в котором «с обеих сторон была выражена серьёзная озабоченность в связи с поступающей информацией о вовлечении в военные действия боевиков незаконных вооружённых формирований с Ближнего Востока». Как отмечает «Коммерсантъ», таким образом российское руководство по сути поддержало заявления о том, что с азербайджанской стороны в боевых действиях участвуют исламисты из Сирии и Ливии.
Главы государств и правительств Евросоюза на своём саммите призвали Турцию прекратить вмешательство в конфликт и начать играть конструктивную роль в деэскалации ситуации. Как говорилось в заявлении саммита, «Евросовет призывает к немедленному прекращению боевых действий и настоятельно призывает стороны вновь подтвердить приверженность прочному прекращению огня и мирному урегулированию конфликта».
Президент Франции Эмманюэль Макрон на брифинге по итогам первого дня саммита ЕС заявил, что «свыше 300 сирийских боевиков-исламистов, вывезенных ранее из района Алеппо, переброшены через Газиантеп в зону конфликта в Нагорном Карабахе. Это подтверждённый факт, эти люди идентифицированы и отслежены, все они имеют связи с террористической организацией „Исламское государство“. Я обсуждал это с президентом Владимиром Путиным, который подтвердил, что Россия также располагает этими данными», — сказал Макрон.
Министр национальной обороны Турции Хулуси Акар назвал призывы Минской группы ОБСЕ к прекращению огня в Нагорном Карабахе «неубедительными и неискренними» и заявил, что «Турция будет до последнего поддерживать братский Азербайджан в справедливой борьбе за освобождение родных земель».

### 3 октября

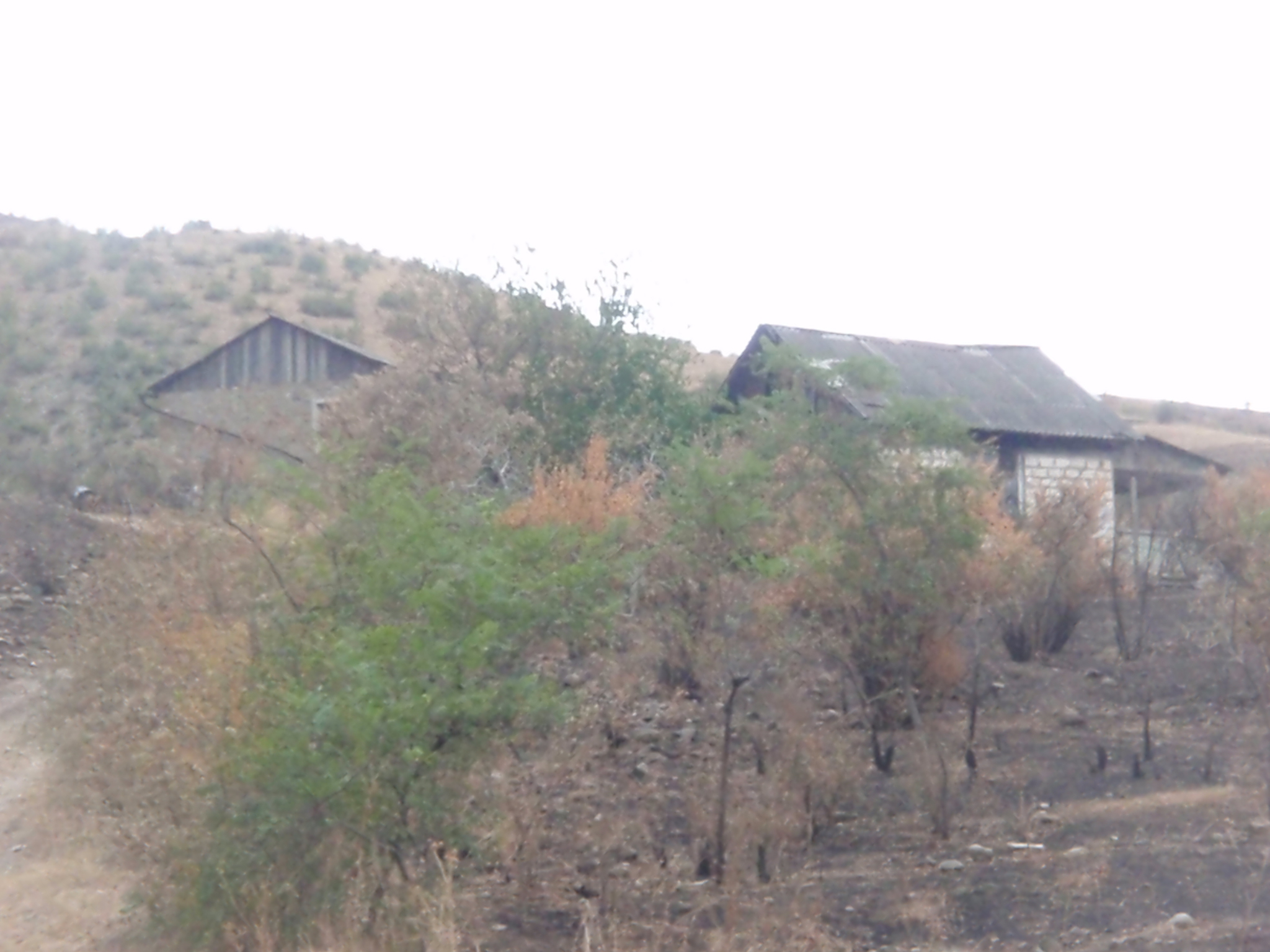
Дома в селе Мадагиз в 2011 году

Минобороны Армении сообщило, что азербайджанские войска в ночь на 3 октября перешли в наступление на южном и северном участках фронта.
Вечером президент Азербайджана Ильхам Алиев заявил, что азербайджанская армия взяла под контроль село Мадагиз. Позднее Алиев заявил, что азербайджанская армия заняла сёла Талыш в Тертерском, Мехдили, Чахырлы, Ашагы Маралян, Шейбей, Куйджак в Джебраильском и Ашагы Абдурахманлы в Физулинском районах.
Президент Азербайджана Ильхам Алиев в интервью телеканалу Al Jazeera выразил мнение, что у России объективно более высокая роль в процессе урегулирования карабахского конфликта, чем у других посредников: «Россия — это страна, которая имеет хорошие исторические отношения с Азербайджаном и Арменией. Поэтому их [российской стороны] роль и возможности для посредничества по объективным причинам, конечно, более высоки, чем у тех, кто расположен вдалеке от региона и, возможно, не имеет полного представления о том, что здесь происходит за последнее десятилетие».

### 4 октября
Стороны продолжили взаимные обвинения в нанесении ракетно-артиллерийских ударов по гражданским объектам и жилым районам.
В частности, Минобороны Азербайджана заявило, что армянские силы обстреляли Гянджу. Армянская сторона заявила, что удары наносились по военному аэродрому.

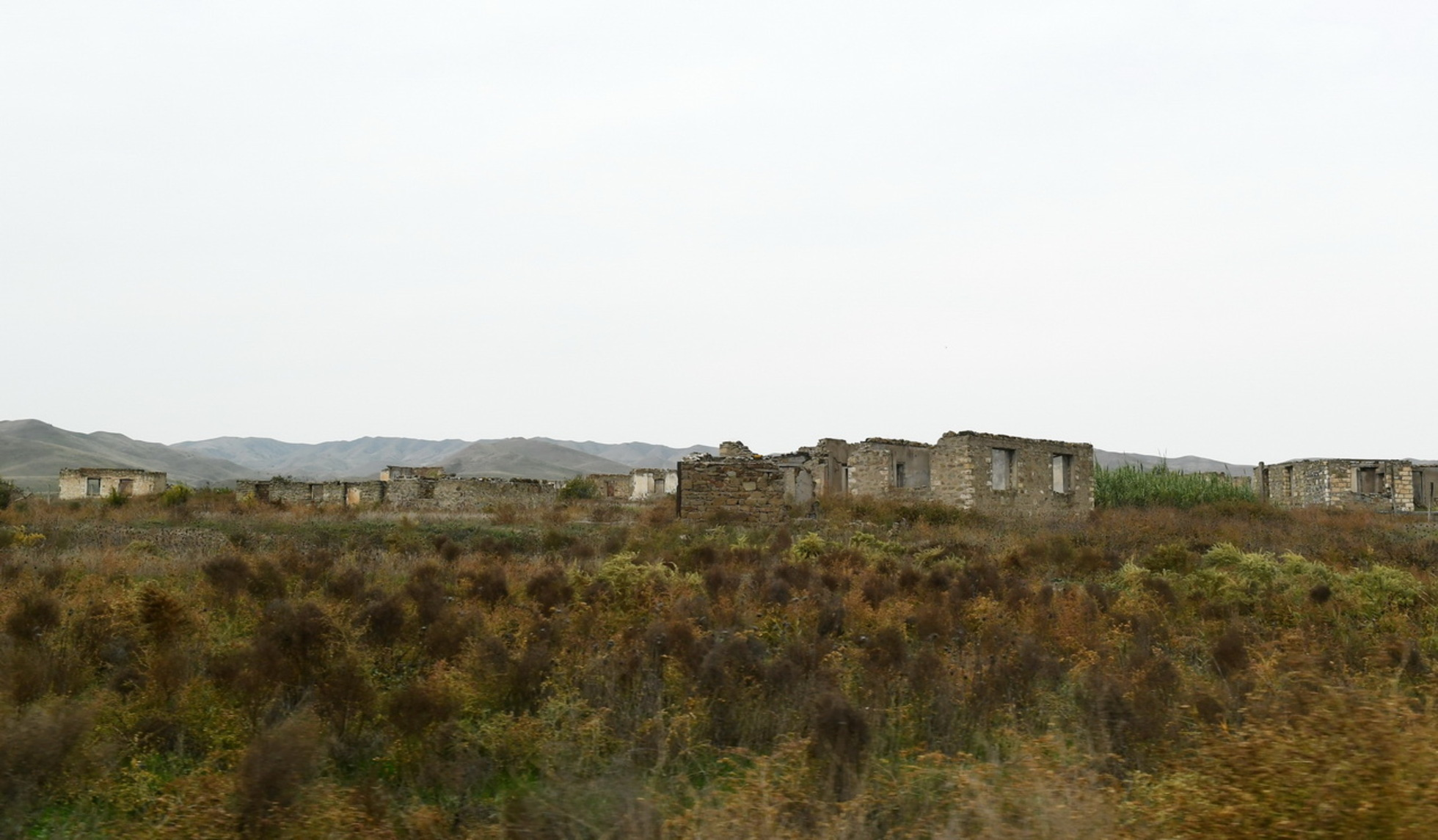
Руины города Джебраил (2020 год). Президент Азербайджана заявил, что Азербайджан взял город под свой контроль 4 октября

Во второй половине дня президент Азербайджана Ильхам Алиев заявил, что азербайджанская армия взяла город Джебраил и несколько сёл Джебраильского района. Позднее в эфире государственного телеканала АзТВ Ильхам Алиев в обращении к народу заявил, что азербайджанская армия взяла девять сёл Джебраильского района: Кархулу, Шукюрбейли, Черекен, Дашкесан, Хоровлу, Махмудлу, Джафарабад, Юхары-Маралян и Дажал. BBC сообщает, что эти сёла, судя по спутниковым снимкам, лежат в руинах и полностью или почти полностью заброшены с тех пор, как в начале 1990-х азербайджанское население их покинуло, спасаясь от наступавших армян.
Поздно вечером помощник президента Азербайджана Хикмет Гаджиев заявил, что армянские силы подвергли ракетному обстрелу город Мингечевир, где расположена гидроэлектростанция.

### 5 октября
Стороны продолжили обвинять друг друга в нанесении ударов по населённым пунктам.
Пресс-секретарь президента НКР Ваграм Погосян признал отступление вооружённых формирований НКР на некоторых участках фронта. Президент Азербайджана Ильхам Алиев заявил о взятии азербайджанской армией сёл Шыхалиагалы, Сарыджалы и Мазра в Джебраильском районе, а также нескольких стратегических высот на различных направлениях.
Премьер-министр Армении Никол Пашинян призвал всех бывших военнослужащих, окончивших службу за последний год, отправиться добровольцами в Нагорный Карабах. Он посетил Нагорный Карабах, где провёл совещание с лидером НКР Араиком Арутюняном и высшим офицерским составом.

### 6 октября
Минобороны Армении сообщило о начале азербайджанскими вооружёнными силами широкомасштабного наступления на юге Нагорного Карабаха.

### 7 октября
В течение дня продолжались бои на юго-востоке Карабаха (в районе Джебраила). Минобороны Азербайджана сообщало об успешном продвижении азербайджанской армии, тогда как премьер-министр Армении заявил о «сокрушительном ударе», нанесённом азербайджанским войскам.

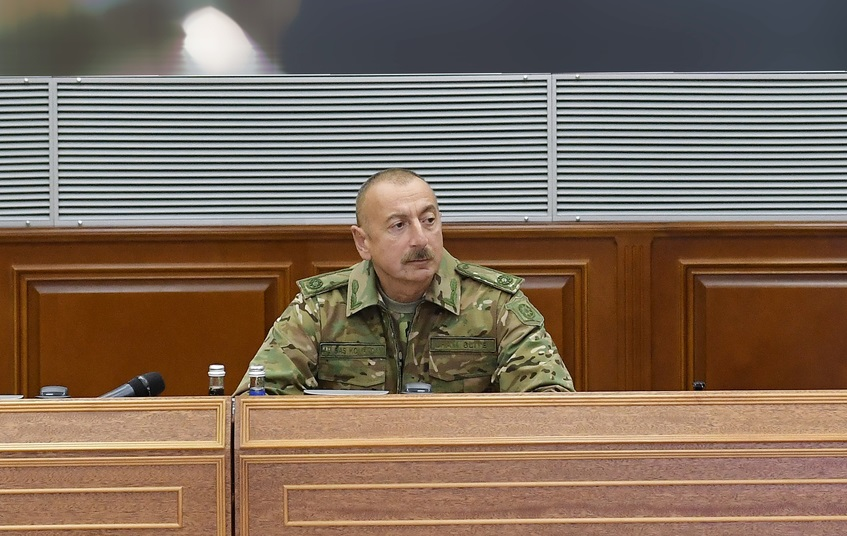
Ильхам Алиев на оперативном совещании в Центральном командном пункте Минобороны. 7 октября

Уполномоченный по правам человека НКР Артак Бегларян заявил, что в связи с боевыми действиями около 70 тысяч человек, то есть половина населения Карабаха, были вынуждены перебраться в другие районы НКР или в Армению.
Пресс-секретарь президента РФ Дмитрий Песков заявил, что Россия, выполняя обязательства по Договору о коллективной безопасности, может встать на защиту Армении, если она подвергнется агрессии, но эти обязательства не распространяются на Нагорный Карабах. Ранее президент РФ Владимир Путин заявил, что у руководства Армении нет вопросов к России по исполнению союзнических обязательств в рамках ОДКБ. Путин напомнил, что РФ несёт обязательства перед Арменией, являющейся членом ОДКБ, и констатировал, что боевые действия ведутся не на территории Армении.

### 8 октября
На южном направлении продолжались упорные бои.

Минобороны Азербайджана обвинило армянские формирования в обстреле селений Геранбойского, Тертерского и Агдамского районов. Информационный штаб НКР, в свою очередь, сообщил, что Степанакерт всю ночь подвергался обстрелам. В городе Шуша дважды был обстрелян Собор Святого Христа Всеспасителя, в результате чего был тяжело ранен находившийся внутри российский военкор Юрий Котенок. Международная организация Human Rights Watch квалифицировал атаку на церковь как возможное военное преступление.
Как сообщила пресс-служба президента РФ, Владимир Путин «после серии телефонных переговоров с президентом Азербайджанской Республики Ильхамом Алиевым и премьер-министром Республики Армения Николом Пашиняном» призвал прекратить боевые действия и пригласил глав МИД Армении и Азербайджана в Москву для консультаций по вопросам обмена пленными и телами погибших в ходе конфликта.

### 9 октября
Ильхам Алиев заявил об «освобождении от оккупации» населённого пункта Гадрут, а также сёл Кышлак, Караджаллы, Эфендиляр, Сулейманлы Джебраильского района, Цур Ходжавендского района, Юхары Гюзляк, Гёразыллы Физулинского района и села Чайлы Тертерского района. Заявление о взятии Гадрута было опровергнуто рядом источников. Бои за Гадрут фактически завершились лишь неделей позже.
С падения Гадрута азербайджанские войска стали продвигаться более интенсивно, а армяне — отступать.

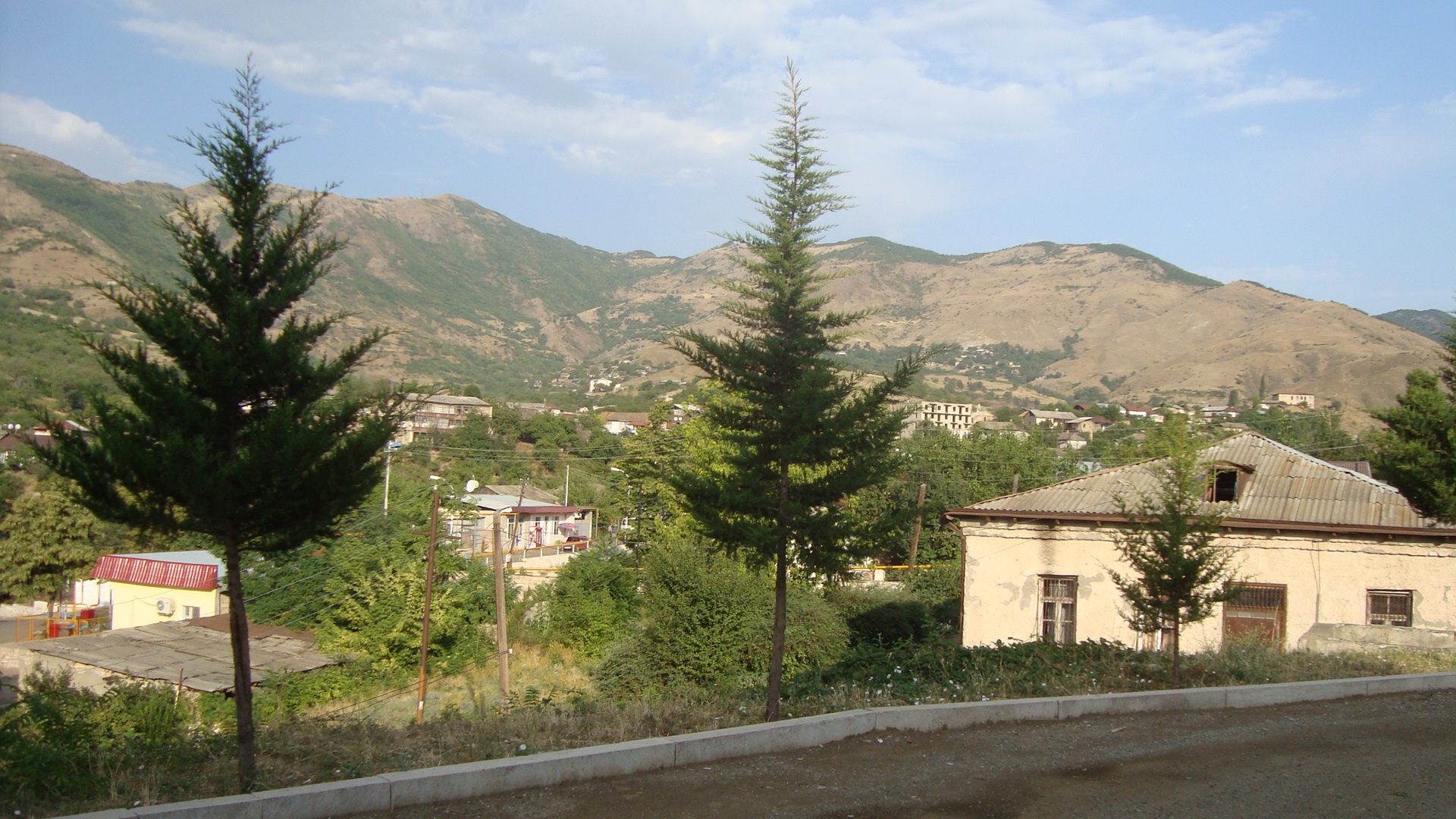
Вид на Гадрут (2010 год)

Выступая на заседании Евразийской межправительственной комиссии в Ереване, премьер-министр Армении Никол Пашинян заявил, что обострение ситуации в Нагорном Карабахе поставило регион на грань гуманитарной катастрофы: «Наши города и сёла находятся под постоянным ракетным и артиллерийским обстрелом. Под прицелом находится гражданское население Нагорного Карабаха, имеется очень много убитых и раненых. Серьёзный урон нанесён инфраструктуре, разрушены жилые здания. Особенно пострадала столица Нагорного Карабаха Степанакерт». Пашинян заявил, что Армения готова к возобновлению мирного процесса по Карабаху «в соответствии с заявлениями, сделанными в последние несколько дней президентами и главами МИД стран — сопредседателей Минской группы ОБСЕ».

### 10 октября
В результате длившихся более десяти часов переговоров в Москве министры иностранных дел Азербайджана Джейхун Байрамов и Армении Зограб Мнацаканян при посредничестве главы МИД России Сергея Лаврова согласовали прекращение огня в гуманитарных целях для обмена военнопленными и другими удерживаемыми лицами и телами погибших. Кроме того, Азербайджан и Армения договорились приступить к субстантивным переговорам с целью скорейшего достижения мирного урегулирования ситуации.
Комментируя подписанное соглашение в интервью российскому изданию РБК, президент Азербайджана заявил, что военная часть нынешнего кризиса вокруг Нагорного Карабаха подошла к концу и стороны вышли на «политическое урегулирование, которое обеспечит, что мы дойдём до конца и получим то, что нам по праву принадлежит». По словам Алиева, главный фактор прочности режима прекращения огня будет заключаться в том, что Армения должна смириться с тем, что территории принадлежат Азербайджану, что армянская сторона «их больше никогда не увидит и не будет делать никаких попыток отбивать это военным путём».
Агентство Азербайджанской Республики по разминированию обвинило армянскую сторону в применении фосфорных боеприпасов в селе Араятлы Физулинского района.
Вечером 10 октября Степанакерт, Шуша и Мартуни подверглись ракетным обстрелам.

### 11 октября
В ночь с 10 на 11 октября в результате попадания армянской ракеты «Эльбрус» в четырёхэтажный жилой дом в городе Гянджа погибло 10 человек и ещё 34 человека получили ранения. Этой же ночью артиллерийским обстрелам подверглись города Степанакерт и Шуша.
По данным Минобороны Азербайджана, азербайджанская армия отразила попытку наступления армянских сил в направлении Гадрута и Джебраила.
Ближе к вечеру Минобороны Азербайджана заявило об обстрелах территории Агдамского, Тертерского, Агджабединского и Физулинского районов.
Президент Азербайджана Ильхам Алиев в интервью телеканалу РБК выразил мнение о необходимости обновления состава Минской группы ОБСЕ, заявив, что роль Турции в урегулировании карабахского конфликта должна быть усилена.
МИД Азербайджана выступил с заявлением о нарушении Арменией договорённостей о прекращении огня в гуманитарных целях. Красный Крест сообщил, что не может начать работу в Карабахе из-за нарушений перемирия. В свою очередь, пресс-секретарь Минобороны Армении Шушан Степанян обвинила азербайджанские ВС в продолжающемся нарушении соглашения о прекращении огня и атаках на южном направлении.

### 12 октября

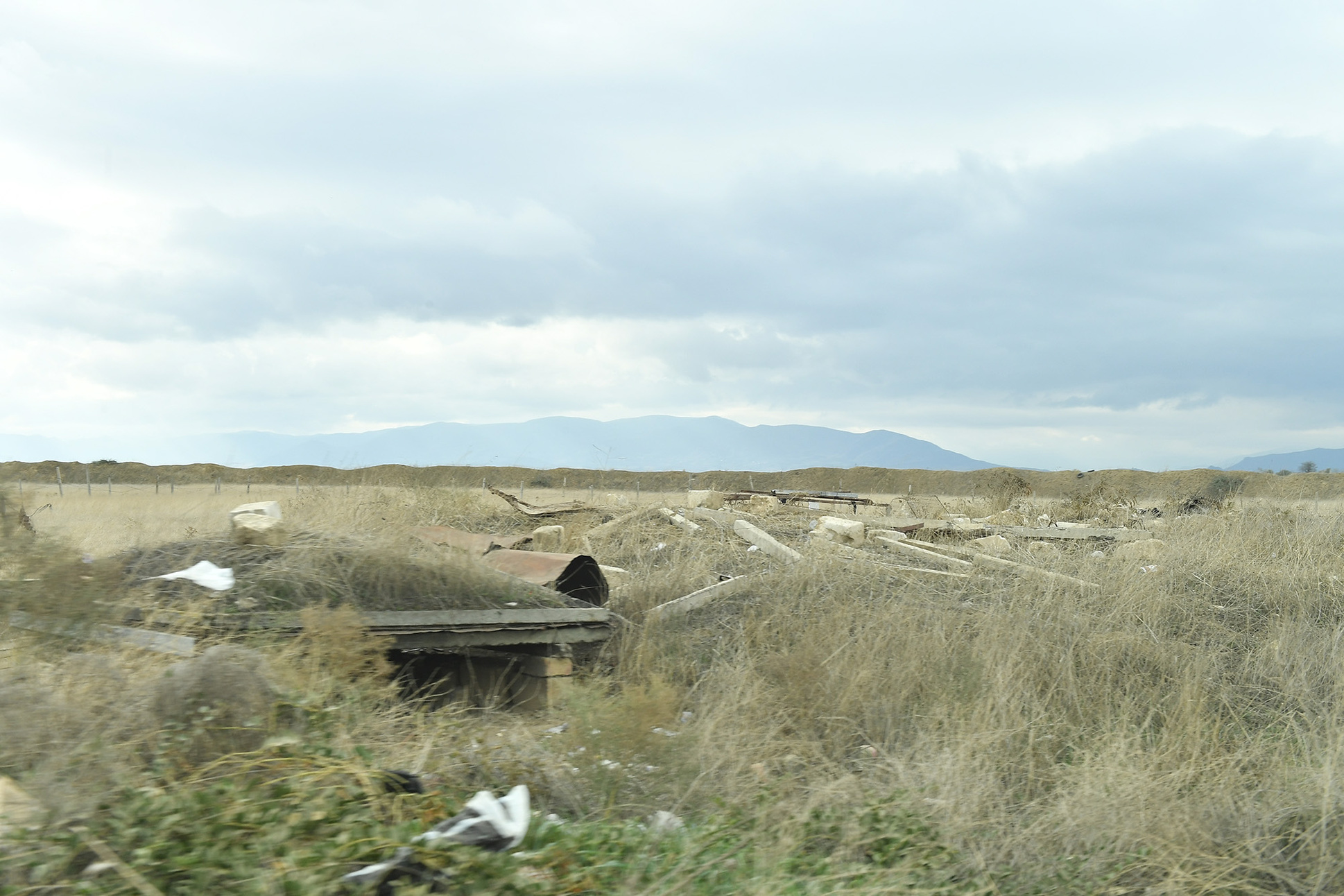
Оборонительные сооружения на территории Агдамского района

В ночь с 11 на 12 октября возобновились бои на Агдере-Агдамском и Физули-Джебраильском направлениях. Минобороны Армении сообщило также о боевых действиях в городе Кельбаджар. В течение дня стороны обвиняли друг друга в осуществлении артобстрелов.
Министр обороны РФ Сергей Шойгу провёл телефонные переговоры с министром национальной обороны Турции Хулуси Акаром. Акар заявил, что «Азербайджан не может ждать ещё 30 лет для решения» ситуации в Нагорном Карабахе и что «Турция поддерживает начатую Азербайджаном операцию по возвращению своей территории».

### 13 октября
Обстановка в районе конфликта продолжала оставаться напряжённой. Пресс-служба Минобороны НКР сообщила, что азербайджанские войска возобновили ракетно-артиллерийский огонь на ряде направлений. Министерство обороны Армении, тем временем, сообщило, что с утра почти по всем направлениям противник перешёл к наступательным действиям. Минобороны Азербайджана заявляло об уничтожении армянской военной техники и живой силы, а также обвинило армянские силы в обстрелах ряда районов.

### 14 октября
По сообщению Минобороны Азербайджана, ВС Азербайджана уничтожили несколько комплексов баллистических ракет Армении, размещённых в приграничной с Кельбаджарским районом зоне и «нацеленных на гражданское население и инфраструктуру в Гяндже, Мингечевире и других городах Азербайджана». Минобороны Армении признало нанесение удара по военной технике на территории Армении.
Президент Азербайджана Ильхам Алиев заявил об освобождении сёл Карадаглы, Хатынбулак, Каракёллу Физулинского района и сёл Булутан, Меликджанлы, Кемракуч, Такь, Тагасер Ходжавендского района (в годы Азербайджанской ССР — Гадрутского района НКАО).
Президент НКР Араик Арутюнян признал, что за период прекращения огня Азербайджан смог добиться успехов на фронте. О «частичном отступлении» армянских формирований заявил в своём видеообращении и премьер-министр Армении Никол Пашинян.
Ильхам Алиев в интервью турецкому телеканалу Habertürk заявил, что Азербайджан немедленно прервёт дипломатические отношения с любой страной, которая признает независимость Нагорного Карабаха.
Как сообщил корреспондент ТАСС, город Шушу, где до начала боевых действий жило около 5 тысяч человек, после регулярных обстрелов покинуло около 80 % жителей, в основном эвакуированных на территорию Армении.

### 15 октября
Президент Азербайджана Ильхам Алиев объявил на своей странице в Твиттере, что азербайджанская армия освободила сёла Эдиша, Чиракуз, Дудукчи и Эдилли Ходжавендского (прежде — Гадрутского) района, село Дошулу Джебраильского района и село Арыш Физулинского района.
Обе стороны продолжали обвинять друг друга в обстреле населённых пунктов. Корреспондент «Дождя» Василий Полонский стал очевидцем артиллерийского обстрела города Тертер. По словам репортёра, удары пришлись на местное кладбище в тот момент, когда там шла похоронная процессия, три мирных жителя погибли, ещё трое ранены.

### 16 октября
Президент Азербайджана Ильхам Алиев объявил о взятии ещё трёх деревень на южном участке фронта, расположенных к северо-востоку от населённого пункта Гадрут: Хрманджук, Агбулак и Ахуллу Ходжавендского района. В этот же день Минобороны Азербайджана опубликовало видео, снятое в центре Гадрута. Позже на вопрос журналистов, кто всё-таки контролирует райцентр Гадрут, пресс-секретарь Минобороны Армении Арцрун Ованнисян ушёл от ответа.

### 17 октября

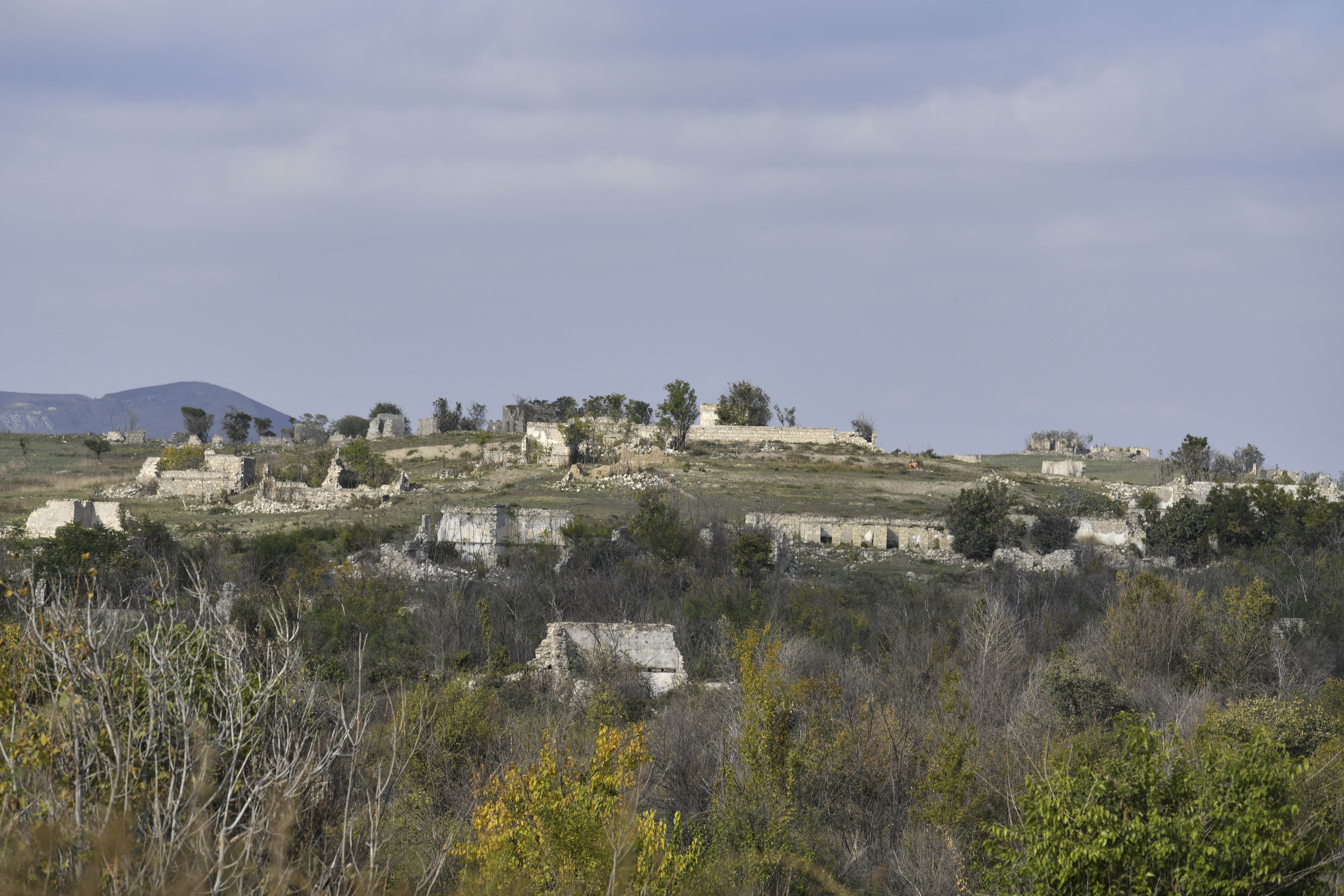
Развалины города Физули (2020 г.). 17 октября президент Азербайджана Ильхам Алиев заявил, что азербайджанские силы взяли город под свой контроль.

В ночь с 16 на 17 октября новый ракетный удар был нанесён по жилым кварталам Гянджи. Одновременно ракетному обстрелу подвергся город Мингечевир. Азербайджанская сторона заявила, что удары были нанесены с территории Армении. По сообщению помощника президента Азербайджана Хикмета Гаджиева, в ходе обстрела Гянджи было разрушено 20 домов. По данным МЧС Азербайджана, в ходе обстрела Гянджи погибло 13 человек) и были ранены 53 мирных жителя. По данным Агентства по разминированию территорий Азербайджана (ANAMA), фрагменты с места падения ракеты свидетельствуют о том, что использовались баллистические ракеты оперативно-тактического ракетного комплекса «Эльбрус».
Корреспондент агентства Франс Пресс в Степанакерте сообщил, что и там этой ночью были слышны сирены и звуки взрывов.
Минобороны Азербайджана заявило о новых успехах на фронте.
В тот же день в видеообращении к нации президент Азербайджана Ильхам Алиев объявил, что азербайджанская армия освободила город Физули, а также сёла Кочахмедли, Чиман, Джуварлы, Пирахмедли, Мусабейли, Ишыглы и Дедели Физулинского района.
Вечером стороны договорились о новом временном гуманитарном прекращении огня.

### 18 октября

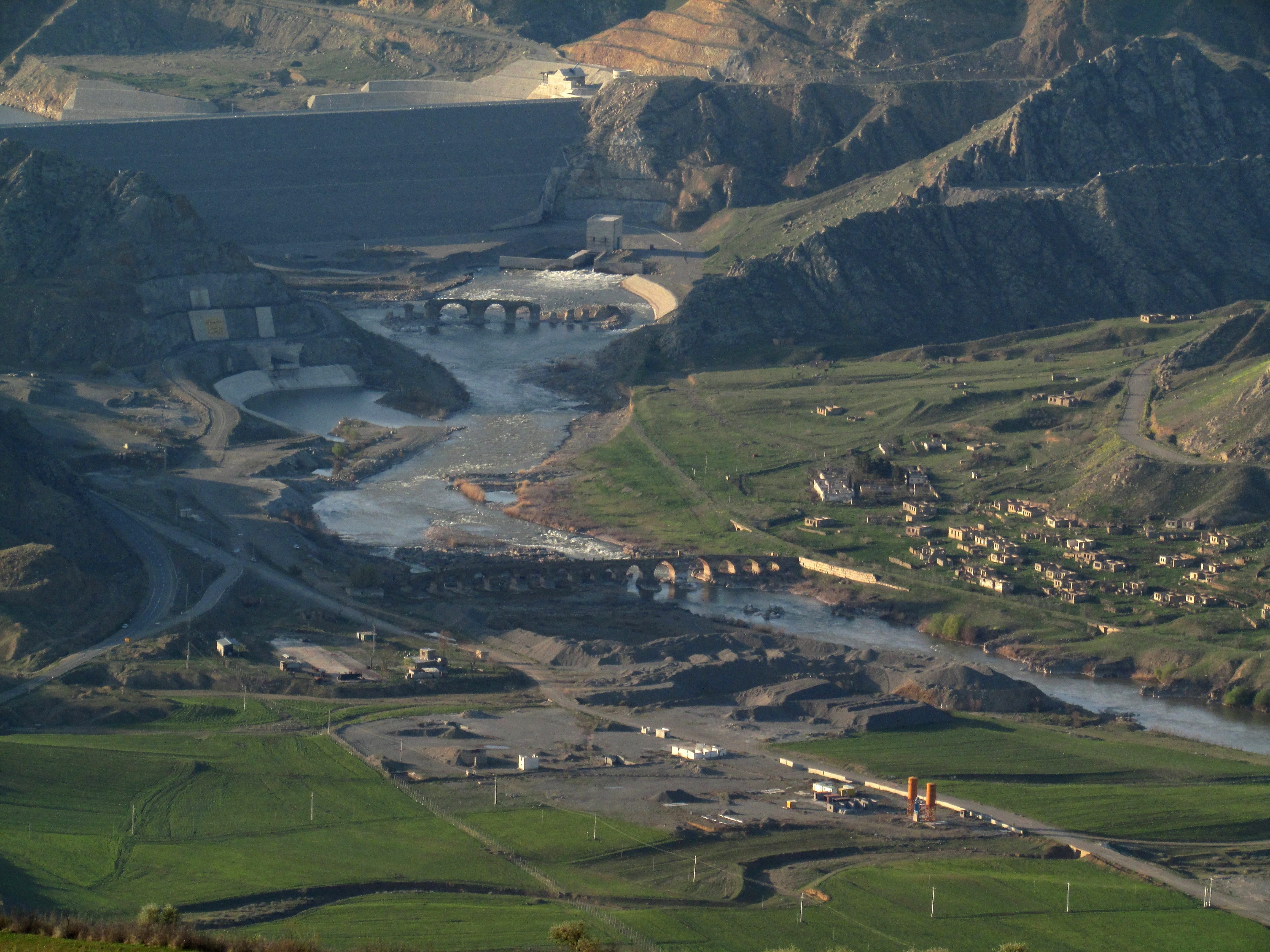
Вид на дамбу, развалины села Худаферин и Худаферинские мосты в 2014 году

Несмотря на соглашение о прекращении огня, боевые действия продолжились. Минобороны Армении сообщило о наступлении азербайджанских войск на южном направлении в районе Худаферинского водохранилища; позже президент Азербайджана Ильхам Алиев объявил на своей странице в Твиттере о поднятии азербайджанского флага над Худаферином.
На сайте Минобороны Азербайджана была размещена видеосъёмка города Физули и церемонии поднятия флага Азербайджана у здания местной администрации.

### 19 октября

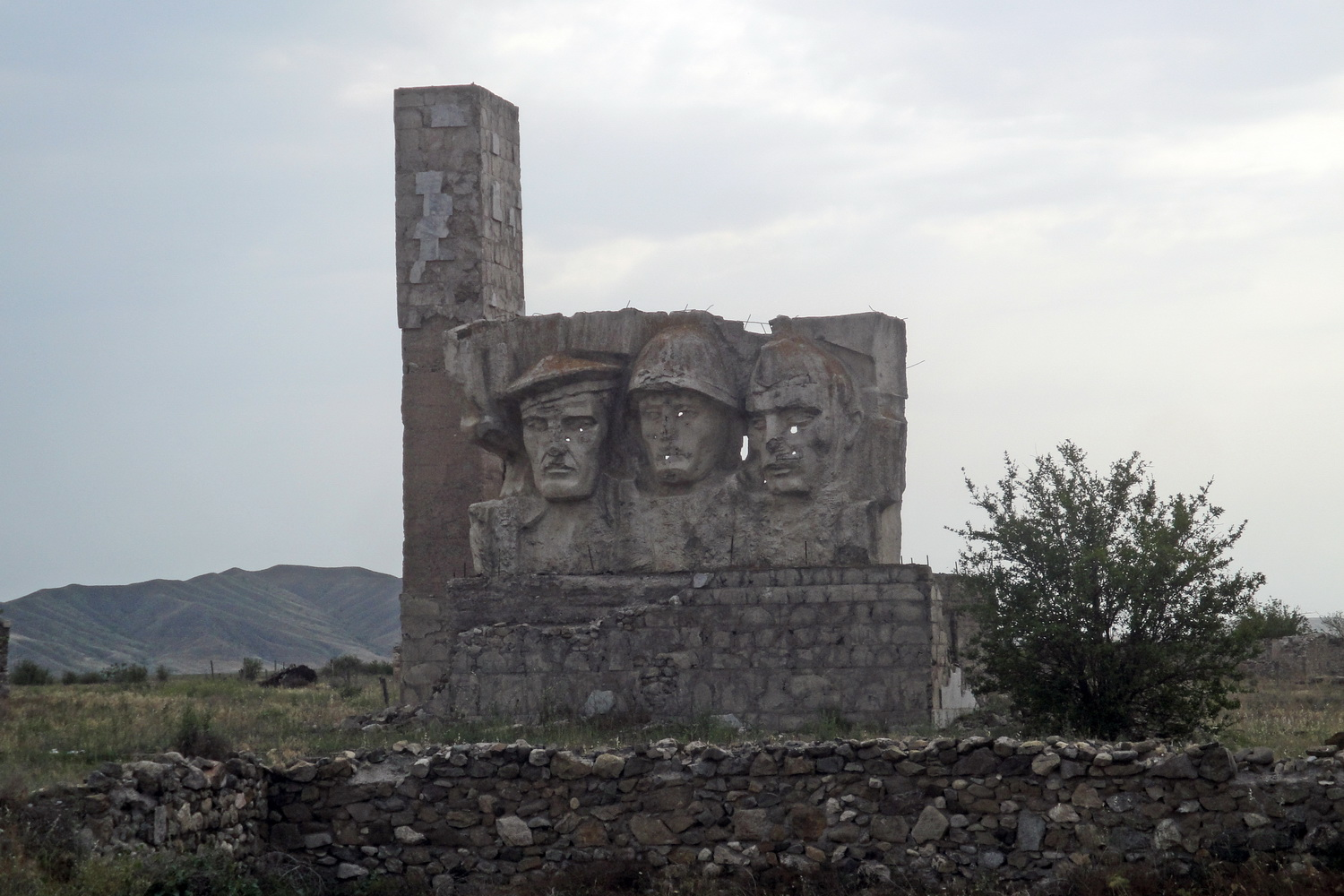
Полуразрушенный мемориал павшим в Великой Отечественной войне в селе Солтанлы Джебраильского района в 2014 году

Утром президент Азербайджана Ильхам Алиев объявил об освобождении сёл Солтанлы, Эмирварлы, Машанлы, Гасанли, Аликейхалы, Кумлак, Гаджылы, Гегерчин-Вейсалли, Ниязкулулар, Кечалмамедли, Шахвелли, Гаджиисмаиллы и Исахлы Джебраильского района.
Минобороны Азербайджана сообщило о продолжавшихся на протяжении всего дня и в ночь на 20 октября боевых действиях на Агдере-Агдамском, Физули-Гадрут-Джебраильском и Губадлы-Зангиланском направлениях.

### 20 октября
Кубадлинско-зангиланское направление впервые было упомянуто в военных сводках.
Президент НКР Араик Арутюнян признал, что на южном участке фронта азербайджанская армия вышла к Зангеланскому району и оказалась в считанных километрах от границы Армении. Наиболее тяжёлые бои, по его словам, проходили в районе сёл Ханлык, Минджеван и города Зангелан.

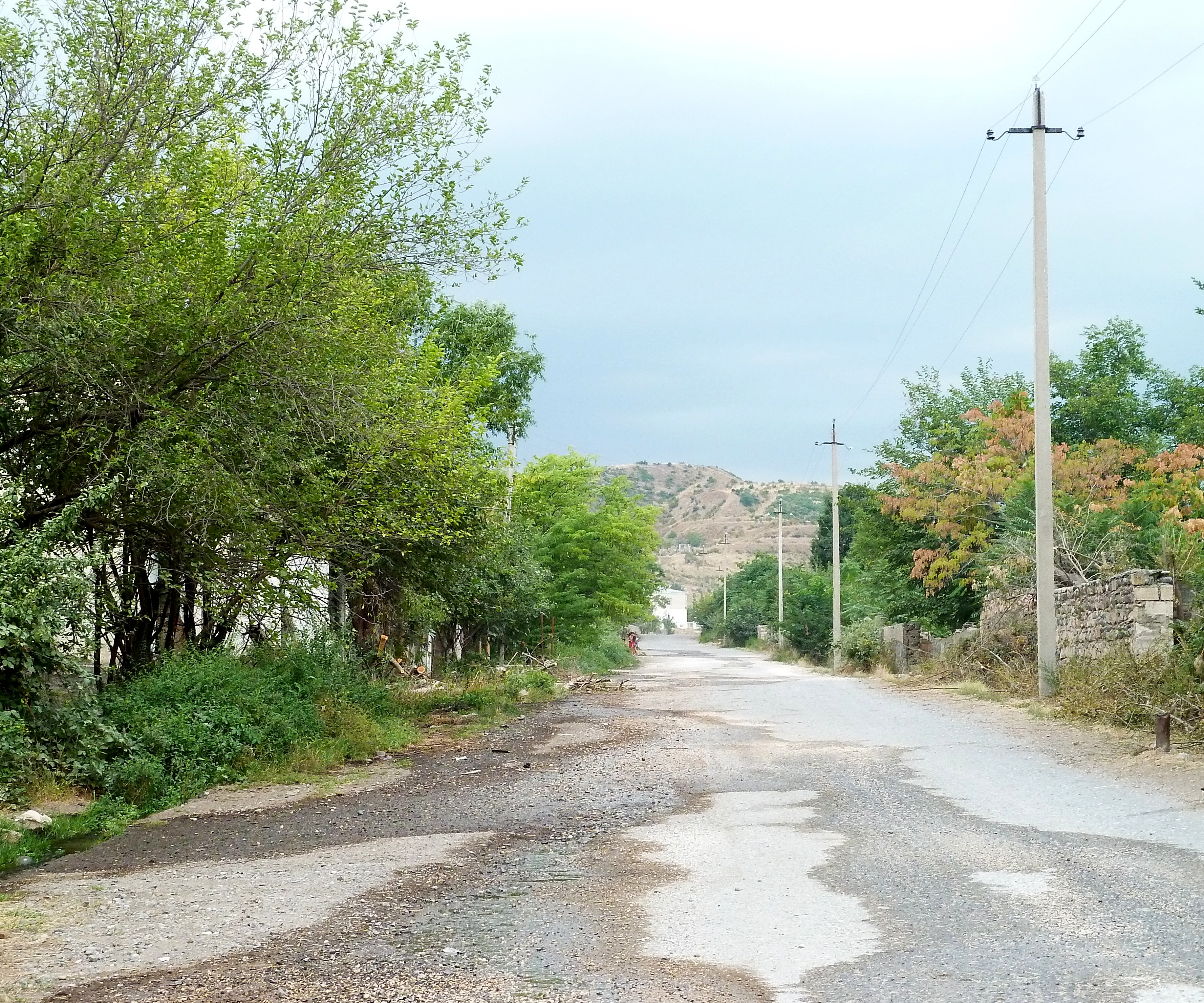
Зангелан в 2011 году

Ближе к вечеру Ильхам Алиев в обращении к народу объявил об «освобождении от оккупации» сёл Дортчинар, Кюрдляр, Юхары Абдурахманлы, Каргабазар, Ашагы Вейсалли, Юхары Аибасанлы Физулинского района, сёл Сафарша, Гасанкайды, Фуганлы, Имамбаги, Даш Вейсалли, Агтепе, Ярахмедли Джебраильского района, сёл Агджакенд, Мюлькюдере, Дашбашы, Гюнешли (бывшее название Норашен), Ванк Ходжавендского района, а также города Зангелан и сёл Хавалы, Зарнали, Мамедбейли, Акари, Шарифан, Муганлы Зангеланского района.

### 21 октября
Вечером президент Азербайджана Ильхам Алиев объявил, что «азербайджанская армия освободила от оккупации» сёла Геджагёзлю, Ашагы Сеидахмедли, Заргяр Физулинского района, Балянд, Папы, Тулус, Гаджылы, Тинли Джебраильского района, посёлок Миндживан, а также сёла Хурама, Хумарлы, Сарыл, Бабайлы, Агалы III, Гаджаллы, Кырых Мушлан, Удгюн, Турабад, Ичари Мушлан, Меликли, Джахангирбейли, Бахарлы Зангеланского района.

### 22 октября
Утром Минобороны Азербайджана заявило, что армянские военные выпустили три ракеты в направлении Сиазанского района, две ракеты в направлении Габалинского и одну ракету в направлении Кюрдамирского районов. По утверждению азербайджанских военных, ракеты были сбиты. Пресс-секретарь минобороны Армении Шушан Степанян опровергла это утверждение. Азербайджанское агентство по разминированию (ANAMA) объявило, что его специалисты, изучив обломки упавших в районе Габалы и Кюрдамира ракет, пришли к выводу, что это были тактические ракеты 8К14 системы «Эльбрус».
Вечером президент Азербайджана Ильхам Алиев объявил, что азербайджанская армия взяла под контроль сёла Моллавели, Юхары Рафадинли, Ашагы Рафадинли Физулинского района, сёла Сирик, Шыхляр, Масталыбейли, Дерзили Джебраильского района, сёла Коллукышлак, Малаткешин, Кенд-Зангелан, Генлик, Великулубейли, Карадере, Чопедере, Татар, Тири, Эмирханлы, Каргулу, Бартаз, Деллекли и посёлок Агбенд Зангеланского района. По словам Алиева, азербайджанская армия таким образом полностью взяла под контроль границу с Ираном. В этот же день в бою под Кубатлы погиб Национальный Герой Азербайджана полковник Шюкюр Гамидов.
Тем временем, пресс-секретарь президента НКР Ваграм Погосян сообщил, что идут ожесточённые бои на подступах к сёлам Шехер и Каджар.

### 23 октября
По сообщениям обеих сторон, локальные бои продолжались по всей линии фронта. Армянская сторона заявила, что Азербайджан применил РСЗО «Смерч» для обстрела города Мардакерт. Кроме того, по её сообщению, рано утром обстрелу подверглись город Мартуни, посёлок Красный Базар и село Тагавард Мартунинского района.
Минобороны Азербайджана объявило о разрушении армянских опорных пунктов и взятии азербайджанской армией территорий и высот на физулинском, джебраильском и кубатлинском направлениях, а также о четырёх сбитых БПЛА противника и сбитом боевом самолёте армянских ВВС в Нагорном Карабахе.
Госсекретарь США Майк Помпео в Вашингтоне по отдельности встретился с МИД Армении и Азербайджана. Помпео «пожал руки и обменялся любезностями, но не сделал никаких существенных заявлений».
Вечером президент Азербайджана Ильхам Алиев объявил, что азербайджанская армия взяла под контроль сёла Доланлар, Буньядлы Ходжавендского (прежде — Гадрутского) района, сёла Дагтумас, Нюсюс, Халафли, Минбашылы, Вейсалли Джебраильского района, сёла Венетли и Мирзагасанлы Зангеланского района, а также сёла Зиланлы, Кюрдмехризли, Муганлы и Алакуршак Кубатлинского района.

### 24 октября
Власти НКР обвинили Азербайджан в обстреле Степанакерта, Мартуни, а также ключевых дорог и инфраструктуры. Азербайджан, в свою очередь, обвинил Армению в ракетном обстреле Нафталанского и Тертерского районов, а также территорий Лачинского и Кубатлинского районов. Также Минобороны Азербайджана заявило о применении ВВС для нанесения авиаударов по военной инфраструктуре вооружённых сил Армении на агдеринском и агдамском направлениях фронта.
Посетившие подконтрольный армянам неназванный населённый пункт Лачинского района журналисты Русской службы Би-би-си рассказали, что вблизи него были слышны залпы орудий.

### 25 октября

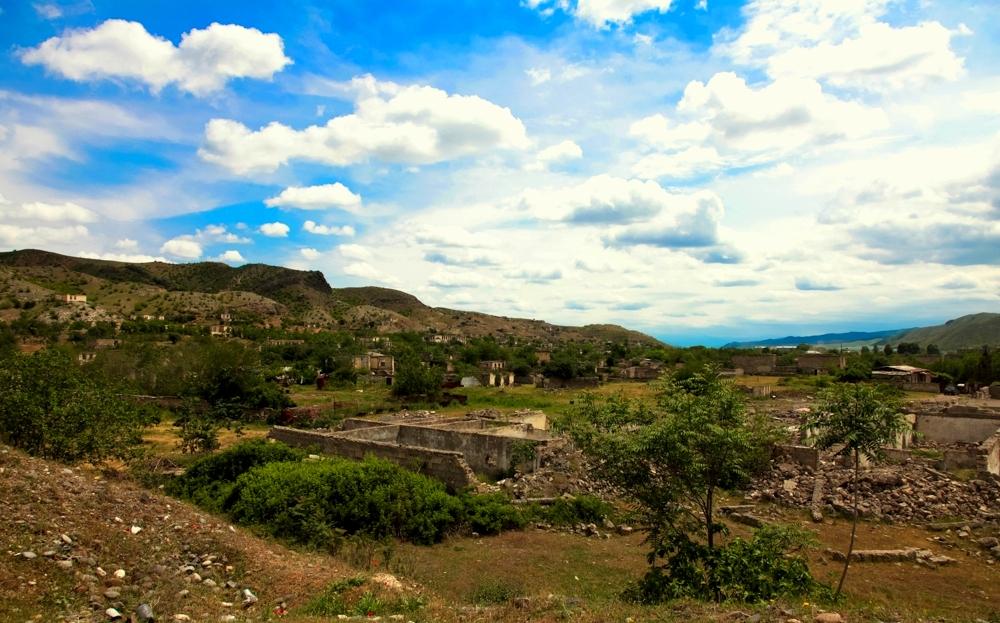
Руины города Кубатлы в 2013 году

Минобороны Азербайджана заявило об уничтожении армянской военной техники и живой силы, расширении взятых под контроль территорий и взятии новых позиций в различных направлениях, а также обвинило армянские силы в обстрелах ряда районов. Армянские военные также сообщали о боях на всех направлениях, а власти НКР, в свою очередь, обвинили Азербайджан об обстрелах прифронтовых населённых пунктов и их окрестностей.
Вечером в Минобороны Армении сообщили, что вблизи города Кубатлы близ границы с Арменией разворачиваются «особенно ожесточённые бои». Примерно через час президент Азербайджана Ильхам Алиев объявил о взятии азербайджанской армией под контроль города Кубатлы, а также «нескольких сёл» Кубатлинского, Зангеланского и Джебраильского районов. На следующий день Минобороны Армении признало, что ВС Азербайджана удалось взять Кубатлы и продвинуться в некоторых направлениях.

### 26 октября
В 08:00 по местному времени вступила в силу третья по счёту договорённость между главами МИД Азербайджана и Армении, на этот раз при посредничестве США, соглашение о гуманитарном перемирии. Однако некоторое время спустя стороны вновь обвинили друг друга в его нарушении. Сначала Минобороны Азербайджана обвинило армянскую сторону в обстреле с направления города Лачин подразделений азербайджанской армии в селе Сафьян Лачинского района, а также города Тертер и сёл района. Затем в Минобороны Армении обвинили Азербайджан в обстреле боевых позиций на северо-востоке Карабаха.
Президент Азербайджана заявил, что под контроль азербайджанских вооружённых сил перешли сёла Падар, Эфендиляр, Юсифбейли, Чайтумас, Ханлык, Сарыятаг, Моллабурхан Кубатлинского района, а также сёла Алыбейли I, Алыбейли II, Рабенд, Еникенд Зангеланского района и сёла Софулу, Дагмашанлы, Кюрдляр, Хавыслы, Челябиляр Джебраильского района.

### 27 октября
Утром Минобороны Азербайджана сообщило о продолжающихся боевых действиях на Ходжавендском, Физулинском и Кубатлинском направлениях фронта. Власти НКР объявили, что министр обороны НКР Джалал Арутюнян получил ранение на боевой позиции, а на его место был назначен Микаэл Арзуманян.
Армения обвинила ВС Азербайджана в том, что они нанесли удар по её территории, в районе, где сходятся границы Армении, Азербайджана и Ирана. Минобороны Азербайджана опровергло данное заявление и совместно с погранслужбой Азербайджана заявило, что имеют полное право бить по военным объектам, если от них исходит угроза азербайджанской территории, независимо от их месторасположения. Вскоре Минобороны Армении сообщило, что Армянские ВС «предприняли превентивные меры».
По данным МИД Азербайджана, в результате ракетного обстрела из РСЗО «Смерч» села Караюсифли Бардинского района погибло четыре мирных жителя (в том числе один ребёнок), 13 человек — получили ранения. Минобороны Азербайджана возложило ответственность за обстрел на ВС Армении. Власти НКР, в свою очередь, обвинили Азербайджан в обстреле городов Мартуни и Лачин.
Вечером Минобороны Армении сообщило, что азербайджанская армия продвинулась вперёд на равнине на пути к городу Лачин, что вдоль нижнего течения реки Баргюшад сформировался новый фронт, откуда противник пытается пробраться к Лачину.

### 28 октября
Минобороны Азербайджана сообщило об успехе в ходе боевых действий на Агдеринском, Ходжавендском, Физулинском, Зангеланском и Кубатлинском направлениях фронта. В Минобороны Армении также сообщили о продолжающихся боях локального значения на некоторых направлениях. Помимо этого власти Армении обвинили Азербайджан в обстреле города Мартуни. Азербайджан, в свою очередь обвинил армянские вооружённые силы в обстреле территории Тертерского района.
Пресс-секретарь Минобороны Армении Шушан Степанян в 2 часа ночи со ссылкой на карабахские власти заявила, что Степанакерт и город Шуша были обстреляны из РСЗО «Смерч». По словам СЧС НКР, в результате обстрела разрушено и повреждено несколько жилых домов, больница и роддом, жертв нет. Позднее Министерство обороны НКР заявило, что их армия «подавила огневые точки противника в глубоком тылу» в ответ на обстрелы Шуши и Степанакерта.
Генеральная прокуратура Азербайджана сообщила, что 28 октября около 13:00 армянские вооружённые силы нанесли удар по городу Барда. В сообщении говорится, что в результате удара по территории торговых объектов погиб 21 человек, около 70 человек получили ранения. По данным Минобороны Азербайджана, Барда была обстреляна из РСЗО «Смерч». Этот ракетный удар по Барде стал рекордным по числу жертв ударом по населённому пункту в этой войне. Под ракетный обстрел армянской стороны попала также ехавшая по главной улице города группа журналистов New York Times, зафиксировавшая «череду оглушительных взрывов» в городе.
Президент Азербайджана сообщил, что под контроль Азербайджана перешли сёла Агалы I, Агалы II Зангеланского района, Мандылы Физулинского района, Казанзами, Ханагябулак, Чуллу, Кушчулар, Караагач Джебраильского района, Кияслы, Абильджа, Гилиджан Кубатлинского района.

### 29 октября
Утром Минобороны Азербайджана сообщило об успехе в ходе боевых действий на Ходжавендском, Физулинском и Кубатлинском направлениях фронта. В частности, была заявлено об уничтожении ряда офицеров ВС Армении и двух Су-25 ВВС Армении в Кубатлинском направлении. Минобороны Армении опровергло сообщении о сбитых самолётах. Утром власти НКР сообщали о тяжёлых боях близ сёл Чанахчи, Сигнах и Карабулак. Вечером президент НКР объявил в видеообращении, что азербайджанская армия находится уже в пяти километрах от города Шуша.
29 октября президент Азербайджана издал указ «об организации временного особого управления на освобождённых территориях». Согласно указу для каждого района расположенного на этих территориях будет назначен временный комендант, координирующий работу органов власти. Назначением комендантов и определением круга их задач займётся МВД Азербайджана. Временная администрация будет согласовывать свои действия с азербайджанскими Минобороны и Госпогранслужбой. Кроме того, при комендатуре будет создан оперативный штаб из представителей Службы госбезопасности, МЧС, Минэкономики, Минфина, Минсельхоза и Минэкологии Азербайджана.
В этот день при посредничестве России состоялся первый случай передачи тел погибших в этой войне. Так, при участии полевой группы МККК и личного представителя действующего председателя ОБСЕ армянской стороне были переданы тела 29 армянских военнослужащих. Помимо этого, из Азербайджана в Армению была возвращена пожилая жительница Гадрута, оставшаяся в городе после того, как его заняла азербайджанская армия.

### 30 октября
Утром Минобороны Азербайджана сообщило о продолжающихся боях в основном на Агдеринском, Ходжавендском и Кубатлинском направлениях фронта. Минобороны Армении, в свою очередь, сообщило об «интенсивных боях» на южном участке фронта и в районе города Шуша. Власти НКР, тем временем заявили о боевых действиях в направлении города Лачин.
Президент Азербайджана Ильхам Алиев заявил, что «азербайджанская армия освободила от оккупации» сёла Худавердили, Курбантепе, Шахвеледли, Хубъярлы Джебраильского района, сёла Аладин, Вежнали Зангеланского района и сёла Кевдадых, Мамар, Моллалы Кубатлинского района. Би-би-си отмечает, что о каком-то продвижении говорит только название Вежнали, остальные сёла уже оказались в азербайджанском тылу.
Министры иностранных дел Азербайджана и Армении встретились в Женеве и провели переговоры вместе с сопредседателями Минской группы ОБСЕ. По окончании встречи сопредседатели Минской группы выпустили заявление, в котором говорилось, что стороны срочно предпримут шаги для реализации процесса обмена пленными и останками погибших, а также воздержатся от сознательных ударов по мирным целям.

### 31 октября
Министерство обороны Азербайджана сообщило, что бои в направлении Агдере, Ходжавенда и Кубатлы продолжались, а «армянские ВС, неся потери, отступали по всему фронту». Министерство обороны Армении, в свою очередь, заявило, что на центральном направлении ВС Азербайджана удалось добиться определённого успеха и улучшения позиций, тогда как на юге и юго-востоке в отдельных локальных боях армянские военные, по словам ведомства, «смогли взять у противника некоторые позиции и обеспечить определённое продвижение».
Омбудсмен Армении Арман Татоян обвинил Азербайджан в использовании в лесах близ населённых пунктов вооружений, содержащих фосфор. Минобороны Азербайджана опровергло обвинения армянской стороны, заявив, что это армянские военные завозят содержащие фосфор боеприпасы в район Мартуни и поджигают с помощью белого фосфора леса близ Шуши, чтобы затруднить азербайджанским дронам обзор.

### 1 ноября
В течение дня Степанакерт, Мардакерт и Шуша несколько раз попадали под обстрел со стороны армии Азербайджана. Со стороны же армянских сил снаряды прилетали по сёлам в Тертерском и Агджабединском районах Азербайджана. В то же время, согласно сообщениям сторон, по всей линии соприкосновения шли боевые столкновения.
Побывавшая в Лачине корреспондент Русской службы Би-би-си сообщила, что «над ущельем, разделяющим Армению и Лачинский район Азербайджана, выстрелы артиллерии раздаются так близко, что можно проследить направление полёта снаряда», а в самом Лачине также «хорошо слышны взрывы и выстрелы».

### 2 ноября
Президент Азербайджана Ильхам Алиев объявил, что под контроль вооружённых сил Азербайджана перешли сёла Чапранд, Гаджи Исаклы, Кошабулак Джебраильского района, сёла Дере Гилятаг, Бёюк Гилятаг Зангеланского района и сёла Ишыглы, Мурадханлы, Миланлы Кубатлинского района.
В этот же день стало известно о гибели заместителя министра обороны и заместителя командующего Армией обороны НКР Артура Саркисяна.
Министерство обороны Азербайджана сообщило, что армянская сторона подвергла артиллерийскому обстрелу посёлок Шихарх, сёла Казьян и Капанлы Тертерского района, а также село Еникенд Геранбойского района.
Вечером МО Армении признало потерю Армией обороны НКР некоторых позиций в направлении Мартуни.

### 3 ноября
В течение дня обе стороны сообщали о боях под Мартуни и на южном и юго-восточном участках фронта. Армянская сторона также сообщала об азербайджанских атаках на севере, по направлению Кельбаджарского района. Азербайджанская сторона, в свою очередь, сообщила о танковых боях в направлении Мартуни.

### 4 ноября

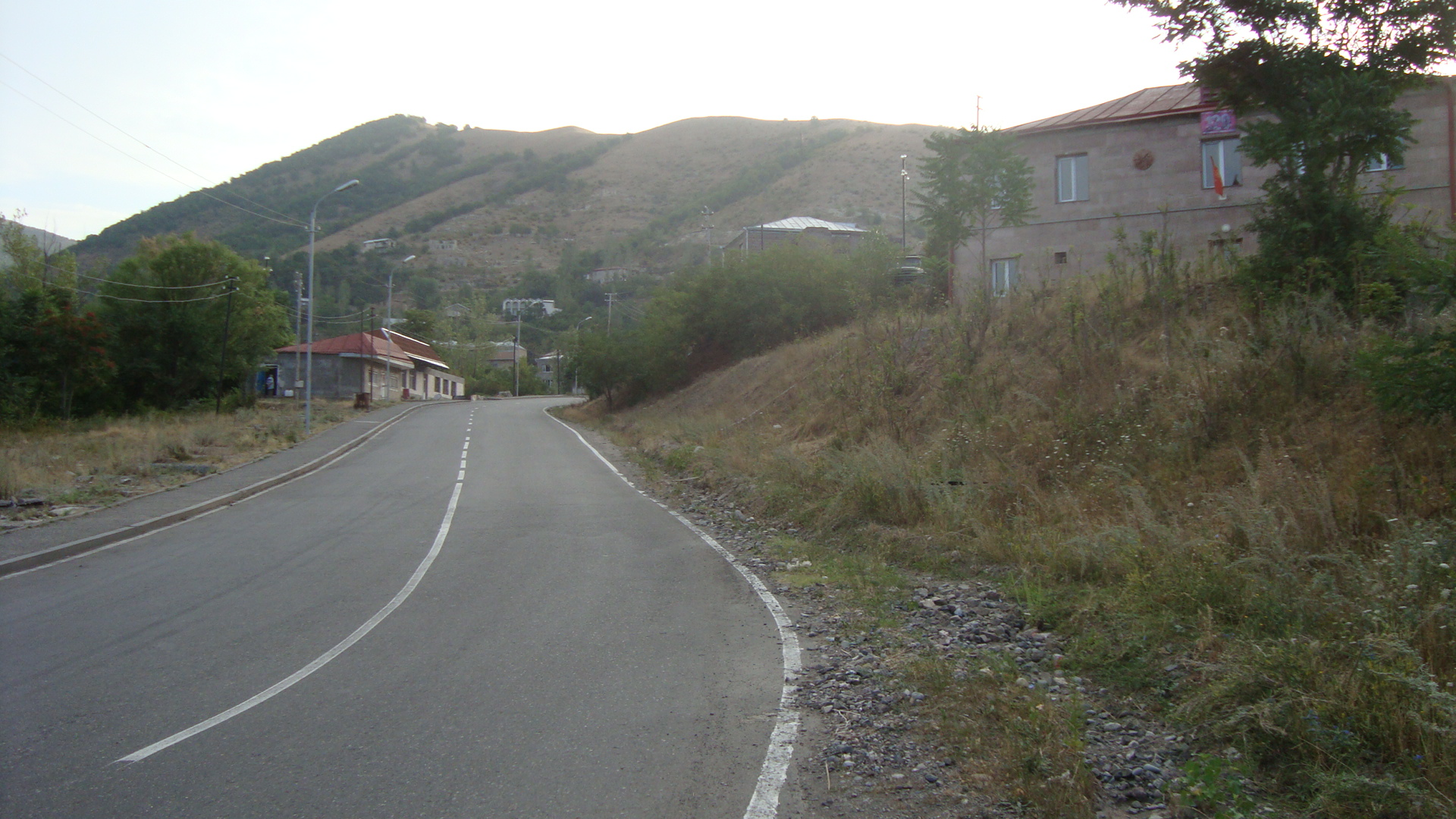
Дорога в городе Лачин, ведущая в Армению

Минобороны Азербайджана сообщило о продолжавшихся боях на нескольких направлениях на южном и юго-восточном участке фронта — по направлению к Агдаму, Мартуни, Зангелану и Кубатлы. Армянская сторона, в свою очередь, сообщила о боях под Шушой, а позднее и под Лачином. Вскоре власти НКР объявили о временном закрытии для гражданских лиц участка дороги Шуша—Лачин, ведущей из Армении в Нагорный Карабах, в связи с интенсивностью боёв в этом направлении.
Министерство обороны Азербайджана заявило, что армянская сторона подвергла артиллерийскому обстрелу город Тертер и посёлок Шихарх Тертерского района; боевые операции с различной интенсивностью продолжались в основном на Агдеринском и Ходжавендском направлениях фронта.
Вечером президент Азербайджана объявил, что под контроль вооружённых сил Азербайджана перешли сёла Миряк и Кавдар Джебраильского района, Мешадиисмаиллы и Шафибейли Зангеланского района, а также сёла Башарат, Каракишиляр и Караджаллы Кубатлинского района.

### 5 ноября
Министерство обороны Азербайджана обвинило армянских военных в обстреле села Киямаддинли Агджабединского района и неназванных «населённых пунктов Геранбойского и Тертерского районов», позднее тот же источник сообщил об обстреле армянской стороной города Тертер, села Сахлаабад Тертерского района, а также сёл Гаджитуралы и Афатли Агдамского района. Власти НКР, в свою очередь, сообщили об обстрелах Лачина и Шуши и прилегающих к ним населённых пунктов.
Министерство обороны Азербайджана сообщило, что на тертерском направлении азербайджанские войска нанесли удар по штабу 7-го горнострелкового полка 10-й горнострелковой дивизии, который располагается в селе Тонашен. Армия НКР, в свою очередь, сообщила о боях с небольшими группами противника в районе сёл Дашалты и Туршсу.
Азербайджанские СМИ сообщили о гибели в ходе боёв в ходжавендском направлении генерал-майора Норайра Мирзояна, заместителя директора Службы национальной безопасности НКР. Армянские структуры никак не отреагировали на это заявление; тем не менее, в апреле 2021 года неофициальные армянские источники, со ссылкой на информацию «в открытом доступе», а также на сведения, поступающие от родственников, включили имя Мирзояна в список погибших военнослужащих, о которых официальные источники молчали.

### 6 ноября
Как сообщила Служба по чрезвычайным ситуациям НКР, вооружённые силы Азербайджана всю ночь интенсивно обстреливали Степанакерт и Шушу. По предварительным данным, погибли три мирных жителя. Обстрелы Степанакерта подтвердил корреспондент «Известий», охарактеризовав из как «очень жёсткие взрывы по всему Степанакерту и окраинам».
Министерство обороны Азербайджана заявило, что армянская сторона подвергла обстрелу город Тертер, сёла Казьян, Капанлы, Кайнаг и Гусанли Тертерского района, село Тапкаракоюнлу Геранбойского района, а также участки армяно-азербайджанской государственной границы в Товузском, Кедабекском и Дашкесанском районах Азербайджана.

### 7 ноября
Утром Минобороны Азербайджана сообщило о продолжающихся боях на всех направлениях фронта, в основном на Агдеринском, Агдамском и Ходжавендском направлениях. Минобороны НКР, в свою очередь, сообщило об ожесточённых боях на участке Шуша—Дашалты.

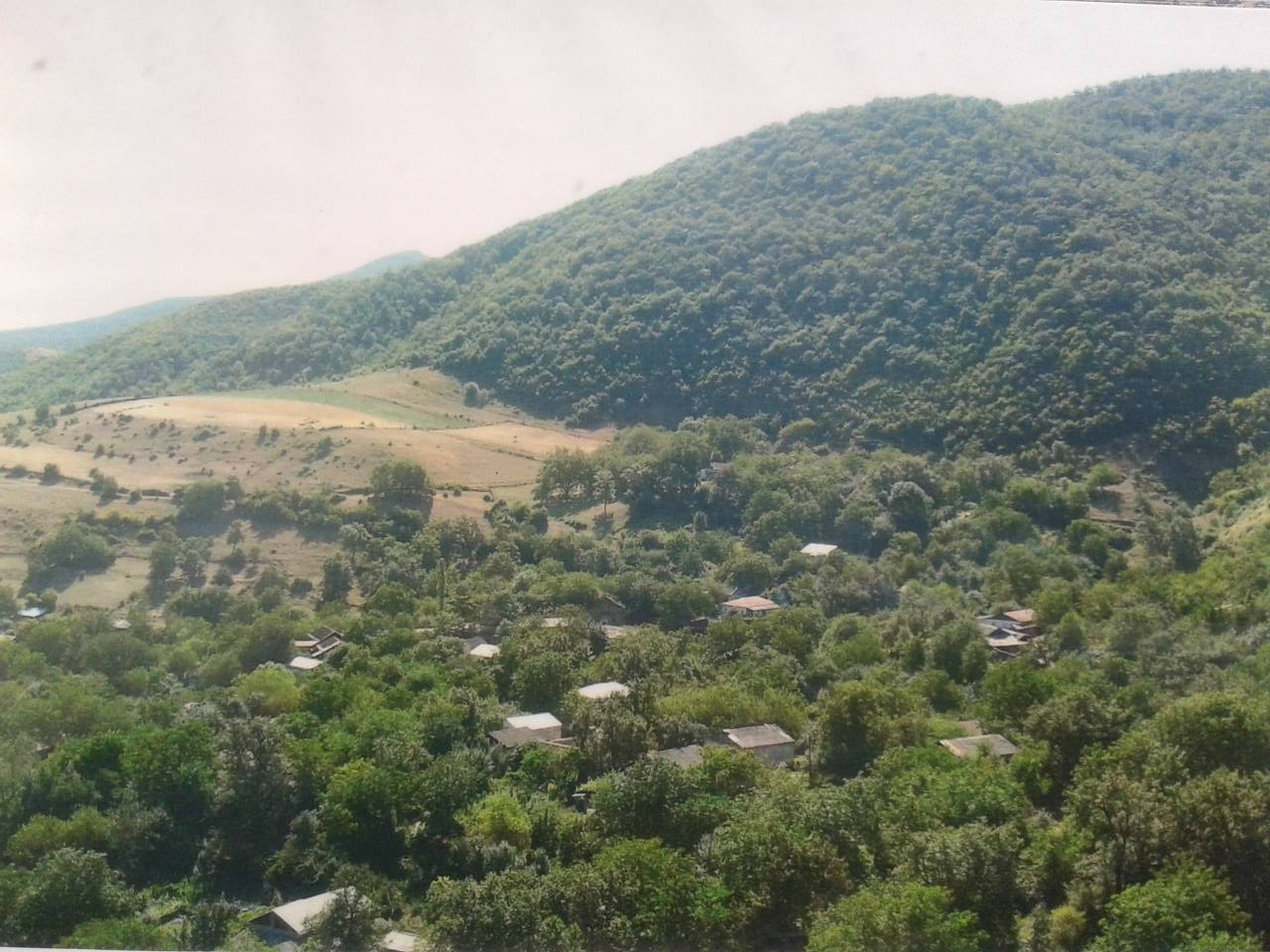
Вид на село Цакури в 2019 году

Днём президент Азербайджана Ильхам Алиев объявил взятии под контроль сёл Юхары Вейсалли, Юхары Сеидахмедли, Корган, Махмудлу 3-е, Каджар, Диваналылар Физулинского района, Юхары Мазра, Янархадж Джебраильского района, Казьян, Бала-Солтанлы, Марданлы Кубатлинского района, Бешдали Зангеланского района, Карабулак, Мошхмаат Ходжалинского (в советский период — Аскеранского) района, Атагут и Цакури Ходжавендского района. Азербайджан впервые с 27 сентября объявил о взятии под контроль сёл в Ходжалинском районе. Армянская сторона, в свою очередь, сообщила о взятии высоты вблизи села Арпагядик в направлении Лачина.
Вечером сообщили о том, что группа добровольцев из Абхазии в составе более 20 человек прибыла в Нагорный Карабах. Некоторые российские корреспонденты заявили, что группа состоит из ветеранов из батальона имени Баграмяна.
Корреспондент Le Monde сообщил из Степанакерта о доставленных в госпиталь города десятках раненых военнослужащих, и, что «защитники Шуши разорваны в клочья». Остальные, по словам репортёра, «спускаются с гор, измождённые, не зная, смогут ли они вернуться в бой, бросая по пути своё обмундирование». Битва за Шушу, согласно газете, обернулась вечером в пятницу 6 ноября в пользу азербайджанских сил.

### 8 ноября

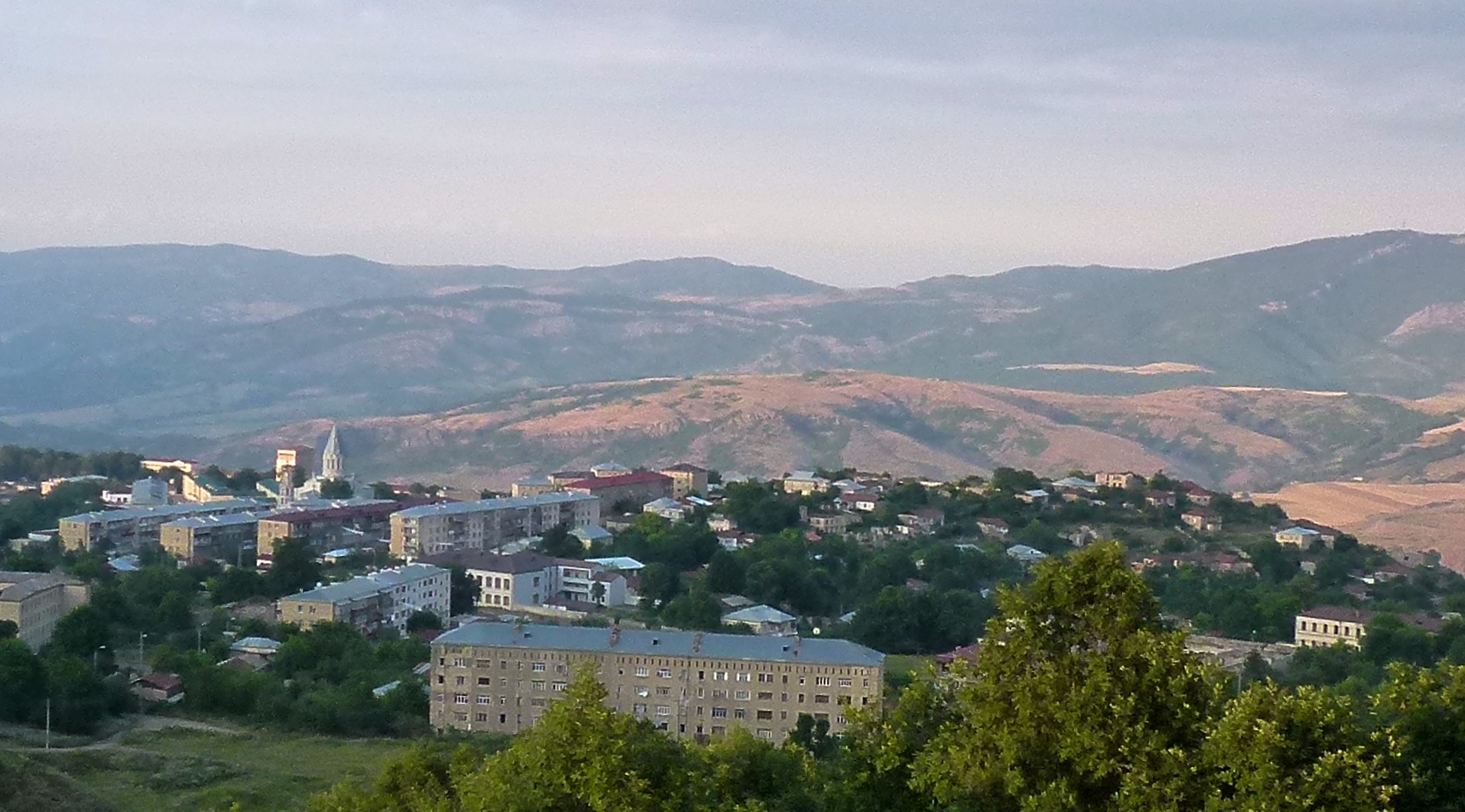
Общий вид города Шуша в 2013 году. 8 ноября Президент Азербайджана объявил об «освобождении города»

Утром Государственная служба по чрезвычайным ситуациям НКР сообщила, что Армия Азербайджана нанесла по Степанакерту восемь ракетных ударов. По предварительной информации, пострадавших нет. Министерство обороны Азербайджана, в свою очередь, сообщило, что вооружённые силы Армении подвергли обстрелу сёла Тертерского, Агдамского и Агджабединского районов.
Источник «Известий» на месте событий сообщил, что журналистов, находившихся в Степанакерте, временно вывезли в Ереван. Из города также вывозили оставшихся там детей и женщин. Источник также отметил, что город Шушу почти сдали Азербайджану, однако в Армении эту информацию опровергли. Там сообщили о непрерывных боях в пригороде Шуши.
Днём президент Азербайджана Ильхам Алиев объявил об «освобождении города Шуша». Представитель минобороны Армении Арцрун Ованнисян заявил в ответ, что Азербайджану «не удалось полностью взять город и отрезать всю идущую туда логистику».

### 9 ноября

#### Ситуация в Нагорном Карабахе
Утром Минобороны Азербайджана сообщило о продолжавшихся боевых операциях на Агдеринском, Агдамском, Ходжавендском и Кубатлинском направлениях фронта. Власти НКР, в свою очередь сообщили, что больше суток отражают атаки противника на Степанакерт со стороны Шуши. Министерство обороны Азербайджана сообщило о том, что армянские силы вблизи села Зарыслы предприняли безуспешную попытку выхода из окружения по дороге Лачин—Шуша.

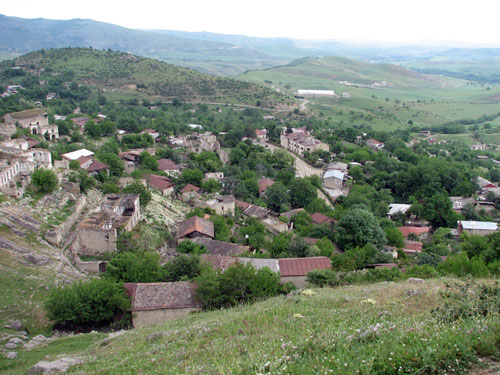
Вид на село Туг в 2009 году

Днём президент Азербайджана Ильхам Алиев объявил о взятии азербайджанской армией под контроль сёл Кобу Дилагарда, Ял Пирахмедли, Юхары-Яглевенд, Дилагарда, Сеид Махмудлу, Алеcкерли Физулинского района, Демирчиляр, Чанахчи, Мадаткенд, Сигнах Ходжалинского района, Сусанлыг, Домы, Туг, Акаку, Азых Ходжавендского района, Гусейналылар, Сеюдлю, Ашагы Сирик Джебраильского района, Юхары Моллу, Ашагы Моллу, Ходжик Кубатлинского района, Кечикли, Ордекли Зангеланского района.
Ближе к вечеру Министерство обороны Азербайджана опубликовало видео из города Шуша. Это стало первым видео, подтверждающим, что подразделения азербайджанской армии действительно контролируют город. Чуть позже пресс-секретарь главы НКР подтвердил, что армянские силы больше не контролируют Шушу, а также что противник «находится на подступах к Степанакерту, и уже под угрозой существование столицы». Взятие города Шуша стало решающим событием в конфликте.

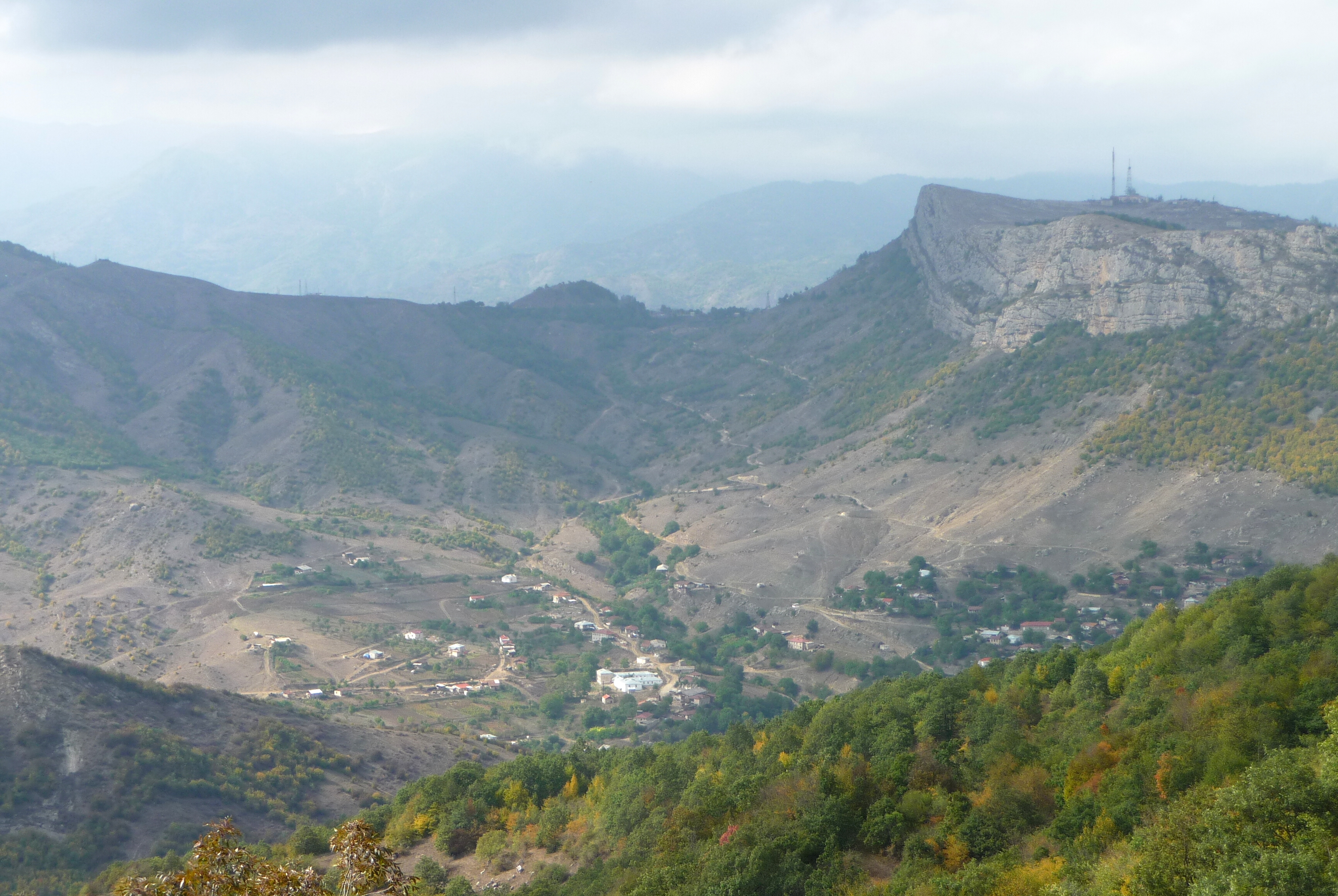
Вид на село Дашалты с восточной стороны в 2010 году

Вечером президент Азербайджана Ильхам Алиев объявил о взятии азербайджанской армией под контроль сёл Мецтаглар, Салакетин, Зогалбулаг, Аракюль, Тагавард, Беюк Тагавард, Зарданашен, Шехер Ходжавендского района, сёл Шушикенд и Мхитарикенд Ходжалинского района, села Дашалты Шушинского района, села Ашагы Гюзляк, Говшатлы, Мирзаджамаллы, Шекерджик, Мердинли, Шыхлы, Карамамедли, Довлетярлы, Гаджилы, Гусейнбейли, Сараджык Физулинского района, сёл Собу, Карагёз, посёлка Бартаз, стратегических высот Бартаз (2300 м), Сыгырт (1370 м) и Шукюратаз (2000 м), а также ещё пяти безымянных высот Зангеланского района, сёл Каладжык, Моллагасанли, Аскерханлы, Юхары Нюсус, Ашуг Меликли, Нифталиляр, Керрар, Челебиляр Джебраильского района, сёл Караиманлы, Хандек, Гамзали, Махризли, Гал, Баллыкая, Улашлы, Тинли, Ходжахан, Боюнагяр, Каракоюнлу, Черели Кубатлинского района, сёл Гюлебирд, Сафьян, Тюркляр Лачинского района.
Вечером 9 ноября вице-спикер законодательного собрания Ульяновской области, лидер фракции КПРФ Айрат Гибатдинов опубликовал в своём аккаунте в Instagram видео с подписью «31-я бригада направляется в Нагорный Карабах! Кому нужна эта война? Удачи нашим ребятам». На опубликованных депутатом кадрах была видна колонна грузовиков, выстроившаяся то ли на плацу, то ли на военном аэродроме.

#### Инцидент с российским вертолётом
9 ноября 2020 года в 18:30 по местному времени в воздушном пространстве Армении близ границы с Нахичеванской Автономной Республикой ВС Азербайджана сбили российский военный вертолёт Ми-24 (хвостовой номер RF-91855). Вертолёт упал в ущелье, на пути ведущем из села Ерасх в село Паруйр Севак. МИД Азербайджана принёс извинения российской стороне в связи с данным трагическим инцидентом и заявил о готовности выплатить компенсацию. В ведомстве объяснили, что ошибка произошла из-за того, что вертолёт пролетал в непосредственной близости к армяно-азербайджанской границе, в то время как в ходе нагорно-карабахского конфликта продолжаются активные боевые столкновения. По словам МИД Азербайджана, полёт проходил в тёмное время суток, на малой высоте и вне зоны радарного обнаружения средств ПВО. Кроме того, российские вертолёты прежде не были замечены в районе, где произошёл инцидент. Согласно заявлению МИД, решение открыть огонь на поражение было принято дежурным боевым расчётом «в свете напряжённой обстановки в регионе и повышенной боевой готовности в связи с возможными провокациями армянской стороны». По данным российской стороны, российский вертолёт Ми-24 находился в воздушном пространстве Армении вне зоны боевых действий и был сбит азербайджанскими военными из переносного зенитного ракетного комплекса, инцидент произошёл примерно в 17:30 по московского времени, вертолёт упал в горной местности у села Ерасх, он сопровождал двигавшуюся по территории Армении автоколонну 102-й российской военной базы. Два члена экипажа погибли, третий получил травмы средней тяжести и был доставлен на аэродром базирования. Погибшими российскими лётчиками были майор Ищук Юрий Викторович, командир экипажа, и старший лейтенант Феди́на Роман Васильевич. МИД России отреагировал на признание Баку вины за сбитый вертолёт. В МИД РФ сообщили, что Россия позитивно оценивает незамедлительное признание Баку своей вины за сбитый вертолёт. Генеральная прокуратура Армении возбудила уголовное дело после крушения российского вертолёта по статьям «Убийство» и «Развязывание или ведение агрессивной войны». Генеральная прокуратура Азербайджана завела уголовное дело по статье 342.2 УК (халатное отношение к службе, повлёкшее смерть двух и более человек по неосторожности, имевшее место в военное время и в боевых условиях).

## Прекращения огня, после конфликта

### 10 ноября

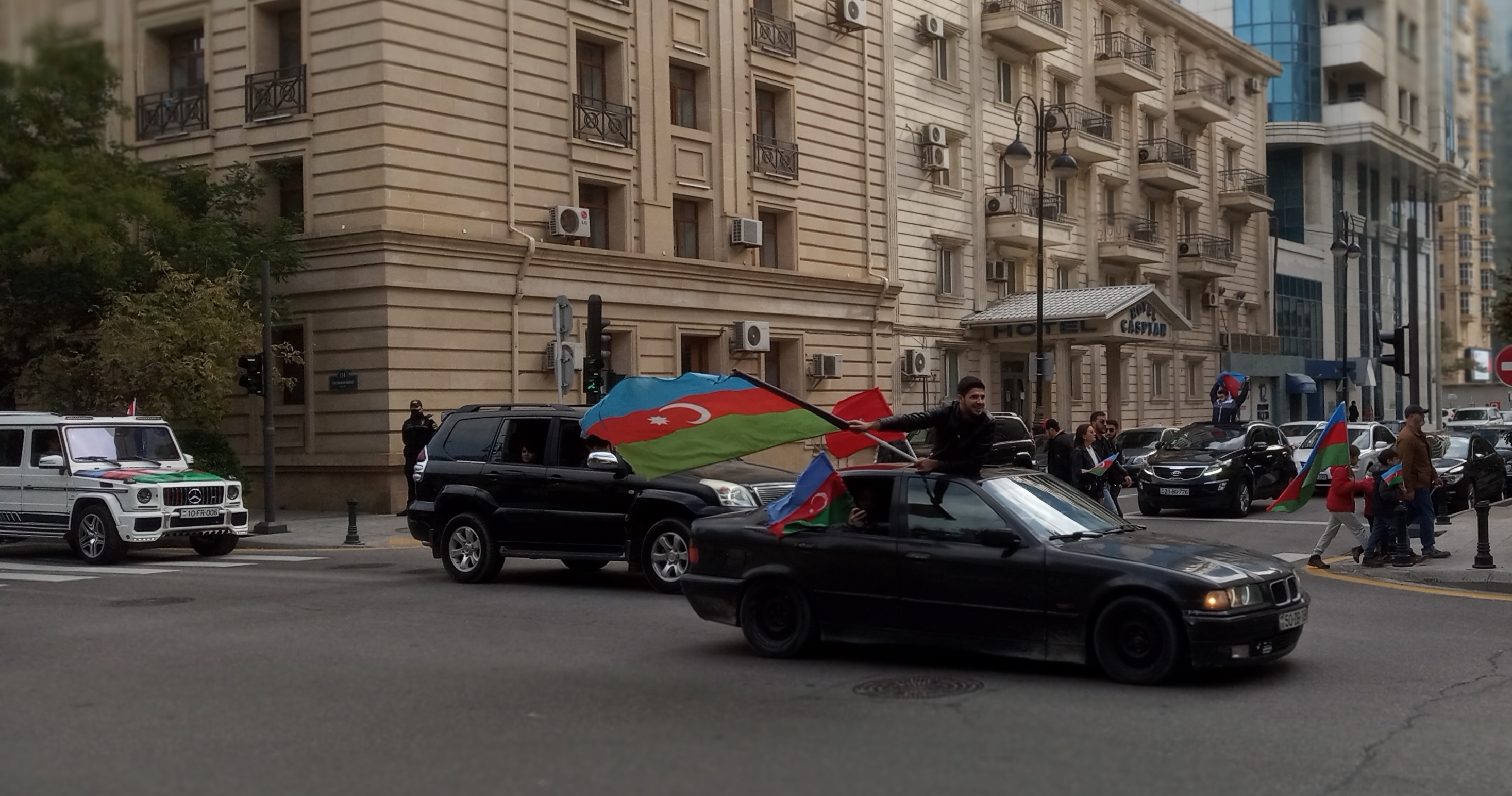
Жители Баку празднуют победу. 10 ноября 2020 года

10 ноября было опубликовано совместное заявление Президента Азербайджанской Республики Ильхама Алиева, Премьер-министра Республики Армения Никола Пашиняна и Президента Российской Федерации Владимира Путина о полном прекращении огня и всех военных действий в зоне нагорно-карабахского конфликта с 00 часов 00 минут по московскому времени 10 ноября 2020 года. Это вызвало волнения в Ереване, около 2:30 ночи по местному времени (1:30 мск) протестующие ворвалась в здание правительства Армении, где они искали Никола Пашиняна. Президент Азербайджана Ильхам Алиев в ходе видеоконференции с Путиным заявил, что в Нагорном Карабахе после завершения боевых действий будет развёрнута совместная миротворческая миссия из военнослужащих России и Турции. По сообщению Министерства обороны России, для формирования миротворческого контингента транспортными самолётами Ил-76 с аэродрома Ульяновска в район конфликта отправлена 15-я отдельная мотострелковая бригада Центрального военного округа. Источник в МИД РФ сообщил ТАСС, что на азербайджанской территории, не примыкающей к Нагорному Карабаху, будет создан российско-турецкий центр по контролю за прекращением огня.
Министерство обороны Азербайджана заявило, что 10 ноября в 00:20 армянская сторона подвергла артиллерийскому обстрелу город Тертер, в результате обстрела был ранен один мирный житель.
Президент НКР Араик Арутюнян заявил, что если бы боевые действия продолжились, то в течение нескольких дней был бы потерян весь Арцах, имелось бы больше жертв.

### 15 ноября
Помощник Президента Азербайджана, Хикмет Гаджиев заявил, что при посредничестве России по просьбе армянской стороны Азербайджан согласился сдвинуть срок возврата Кельбаджарского района на 25 ноября.

### 20 ноября
В 7:56 утра 20 ноября Министерство обороны Азербайджана сообщило, что азербайджанские войска вошли в Агдамский район, в 12:00 президент Азербайджана заявил в прямом эфире, что Агдамский район полностью перешёл под контроль армии Азербайджана. Вывод армянских войск из Агдамского района и передачу его территории азербайджанской стороне обеспечили российские миротворцы, переход района под контроль Азербайджана прошёл в штатном режиме, без инцидентов и провокаций.
Россия удовлетворила просьбу Армении о размещении дополнительных сил российских пограничников на границе Армении и Азербайджана на участке и организованных постах в населённых пунктах Тех (у Лачинского коридора) и Сыгырт (у создаваемого транспортного коридора из Зангеланского района Азербайджана в Нахичеванскую Автономную Республику). Пограничное управление ФСБ РФ в Республике Армения выделило дополнительный резерв в количестве 188 военнослужащих и необходимого количества техники, которые будут использованы для развёртывания дополнительных сил на участке и организованных постах. Об этом была проинформирована азербайджанская сторона и с нею было организовано необходимое взаимодействие. Управление авиации ФСБ России и Министерства обороны РФ осуществили переброску указанных резервов в Армению. Как заявил директор ФСБ России Александр Бортников, на момент 20 ноября проводилось слаживание прибывших сил, после чего к 22 ноября «резерв совершит передвижение на участки ответственности и приступит к выполнению поставленных задач». В пункте базирования 127-го российского погранотряда в армянском городе Мегри будет развёрнута оперативная группа ФСБ, задачей которой станет осуществление руководства и управления резервом, а также взаимодействие и координация действий с межведомственным центром гуманитарного реагирования и миротворческим контингентом РФ.
В отставку отправлен министр обороны Армении Давид Тоноян.

### 21 ноября
Министр национальной обороны Турции Хулуси Акар заявил, что все работы по подготовке к отправке в Азербайджан сухопутных войск Турции завершены и в самые сжатые сроки в Нагорный Карабах будут направлены турецкие войска.
В Ереван для обсуждения вопросов реализации заявления по Карабаху прибыла российская делегация в составе министра обороны РФ Сергея Шойгу, министра иностранных дел РФ Сергея Лаврова, вице-премьера Алексея Оверчука, главы МЧС России Евгения Зиничева, министра здравоохранения Михаила Мурашко и главы Роспотребнадзора Анны Поповой. У министров Лаврова и Шойгу состоялись встречи и переговоры с премьер-министром Армении Пашиняном. Шойгу также встретился с новым министром обороны Армении Вагаршаком Арутюняном. Сторонами был подписан пакет документов, регулирующих круг действия миротворческого контингента РФ в зоне карабахского конфликта.
В Степанакерт прибыла первая колонна МЧС РФ с гуманитарным грузом, вторая колонна МЧС России уже выдвинулась из Ростовской области в столицу Нагорного Карабаха. В сумме обе колонны доставят в Степанакерт 345 тонн гуманитарной помощи. Специальным транспортом доставляются строительные материалы для восстановления социальной инфраструктуры и домов пострадавшего населения. Всего в Степанакерт было доставлено 45 т строительных материалов: 627 м² стекла и 40 м³ пиломатериалов.
После посещения Армении российская делегация направилась в Баку и в тот же день министр обороны России Шойгу имел встречу с президентом Азербайджана Ильхамом Алиевым, а затем с ним также встретился министр иностранных дел России Лавров.

### 25 ноября
25 ноября 2020 года подразделения вооружённых сил Азербайджана вошли в Кельбаджарский район. На направлениях передвижения войск были проведены инженерные работы, производится разминирование и подготавливаются труднопроходимые горные дороги.
25 ноября 2020 года Сенат Франции принял резолюцию с рекомендацией признать независимость НКР, МИД Азербайджана расценил эту резолюцию как «провокацию». Посол Франции в Азербайджане Захари Гросс прокомментировал ситуацию и заявил, что резолюция Сената не меняет официальной позиции Парижа и Франция не признаёт «Нагорно-Карабахскую Республику». МИД Франции, в свою очередь, распространил заявление, подтвердив, что Франция не признаёт независимость НКР.

### 26 ноября

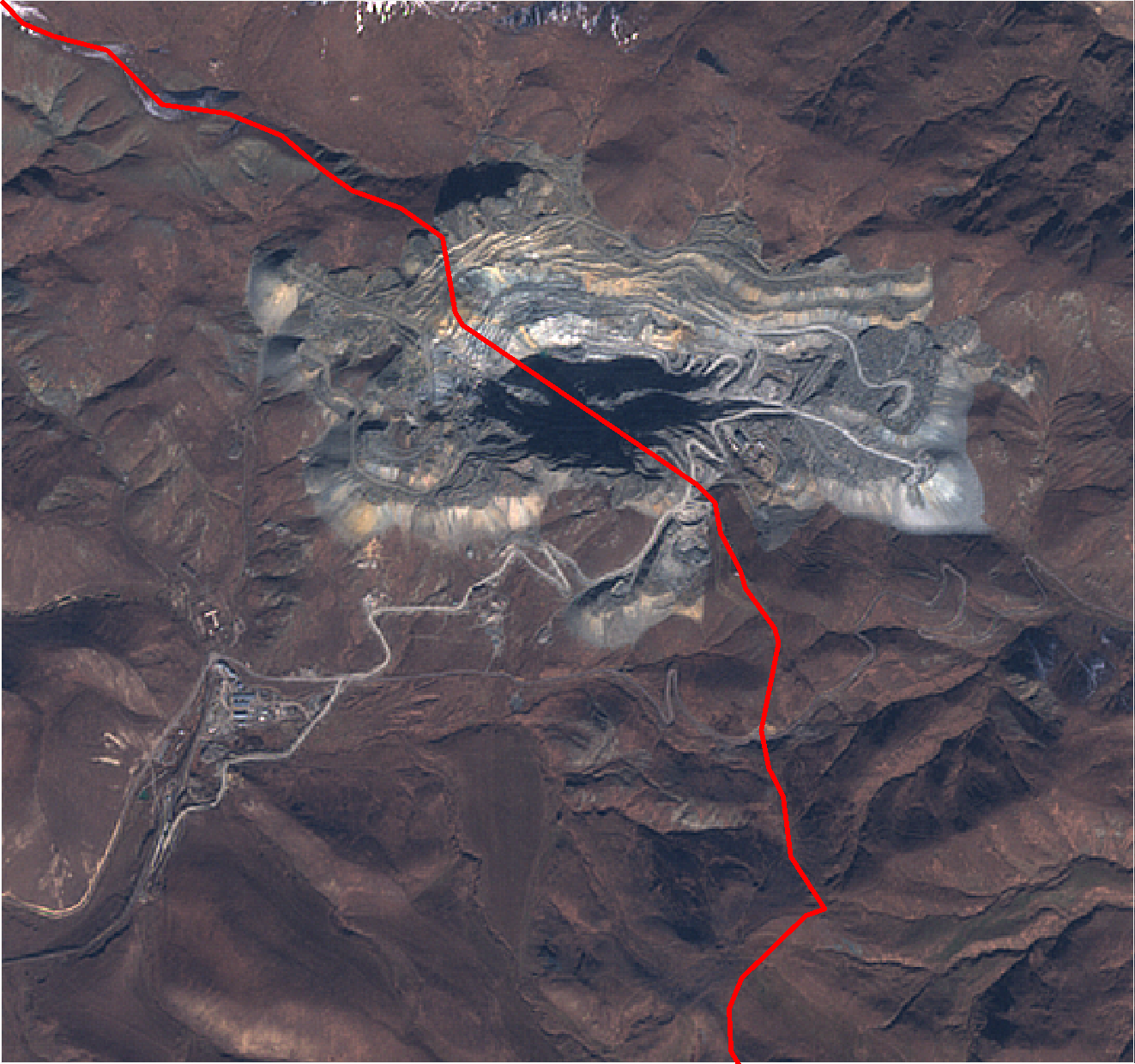
Сотское золоторудное месторождение на границе Армении и Азербайджана на космическом снимке Sentinel-2 от 14 ноября 2020 года. Красным показана линия государственной границы Армении (слева) и Азербайджана (справа) в соответствии с её положением на советской топографической карте масштаба 1:100 000. Чёрное пятно в центре — глубокая солнечная тень, солнце освещает с юга (снизу снимка).

Министерство обороны Армении сообщило о том, что начались демаркационные работы по обозначению на местности (демаркации) границы Армении и Азербайджана на участке границы, который ранее проходил по смежеству с непризнанной НКР, а в настоящее время перешёл под контроль Азербайджана. Работы проводятся совместно представителями вооружённых сил Армении, России и Азербайджана с использованием GPS-координирования. Демаркация даст возможность вооружённым силам Армении и Азербайджана произвести размещение боевых опорных пунктов каждой из сторон на своей территории и осуществлять боевое дежурство. Одновременно был разрешён вопрос с Зодским золоторудным месторождением, его горные выработки рассечены государственной границей, при этом бо́льшая часть горных выработок располагается на азербайджанской стороне, а меньшая часть выработок, как и производственная и управленческая инфраструктура, располагаются на армянской стороне.

### 30 ноября
Сапёры Вооружённых сил Турции приступили к оказанию помощи азербайджанской армии по обезвреживанию мин и самодельных взрывных устройств на оставленных армянскими силами территориях. Также турецкие военные специалисты проведут учебные занятия для азербайджанских сапёрно-инженерных подразделений.
Самолётами военно-транспортной авиации Ил-76 из Хабаровска в Ереван был переброшен медицинский отряд специального назначения (МОСН) Восточного военного округа. 29 ноября подразделения МОСН совершили суточный 300-километровый переход из Еревана в Степанакерт на технике в составе колонны в сопровождении патрулей российского миротворческого контингента и военной полиции. В составе первого подразделения МОСН прибыли свыше 60 медицинских специалистов (врачи, средний и младший медицинский персонал), в том числе военные хирурги, анестезиологи-реаниматологи, терапевты и эпидемиологи. Всего для развёртывания в Нагорный Карабах будут переброшены 122 военнослужащих, 54 единицы автомобильной и специальной техники, 66 тонн материальных средств.
30 ноября на территории аэропорта в городе Степанакерте подразделения МОСН развернули пневмокаркасные модули военного госпиталя. Специалистами МОСН будет организовано медицинское обеспечение как военнослужащим российского миротворческого контингента, но и будет оказываться медицинская помощь населению Нагорного Карабаха. Коечный фонд госпиталя составляет до 40 мест.

### 1 декабря
Сразу после полуночи Министерство обороны Азербайджана сообщило о том, что подразделения азербайджанской армии 1 декабря вошли в Лачинский район. В полдень президент Азербайджана Ильхам Алиев выступил с обращением к народу в связи с переходом Лачинского района под азербайджанский контроль. Алиев заявил о том, что, по его мнению, «нагорно-карабахский конфликт» разрешён и остался в прошлом. Также он перечислил потери армянской стороны в данном конфликте и ряд обстоятельств процесса разработки и согласования текста трёхстороннего соглашения от 10 ноября.
В тот же день было опубликовано распоряжение президента Азербайджана Ильхама Алиева об увольнении со 2 декабря с военной службы ряда категорий военнослужащих, которые были призваны на службу в соответствии с распоряжением президента Азербайджана от 28 сентября 2020 года о мобилизации. Увольняются военнослужащие следующих категорий: (1) имеющие трёх и более детей, (2) имеющие на иждивении лицо, являющееся инвалидом I группы, (3) имеющие на иждивении несовершеннолетних братьев и сестёр, (4) являющиеся единственным сыном в семье, (5) чьи отцы или братья погибли или скончались в ходе боевых операций, а также при исполнении обязанностей по военной службе, (6) получившие ранения в ходе боевых операций, (7) признанные военно-врачебными комиссиями негодными к военной службе в мирное время и ограниченно годными в военное время, (8) те, чьи близкие родственники погибли в результате военных провокаций Республики Армения и обстрела ею территорий Азербайджанской Республики, (9) получающие образование в форме дневного обучения в бакалавриате, магистратуре, докторантуре (адъюнктуре), основное (базовое высшее) медицинское образование и в резидентуре.

### 10 декабря
В Азербайджане состоялся парад Победы в Баку.

### 12 декабря
В Азербайджане было отменено военное положение, действовавшее со дня начала конфликта (27 сентября) по 11 декабря 2020 года.
В Баку прибыла делегация Минской группы ОБСЕ: сопредседатель от Франции Стефан Висконти, сопредседатель от США Эндрю Шофер, личный представитель действующего председателя ОБСЕ Анджей Каспшик. Эта делегация, вместе с представляющим российскую сторону чрезвычайным и полномочным послом России в Азербайджане Михаилом Бочарниковым, была принята президентом Азербайджана Ильхамом Алиевым.

### 30 января
Начал работу Совместный российско-турецкий мониторинговый центр по контролю за прекращением огня и военных действий в Нагорном Карабахе. Центр был сооружён на той части территории Агдамского района, которая контролируется Азербайджаном после окончания Первой карабахской войны (1992—1994 гг.) в 4 км от прежней линии соприкосновения, существовавшей до передачи Агдамского района под азербайджанский контроль 20 ноября 2020 года, 4 км южнее населённого пункта Киямаддинли Агджабединского района Азербайджана.
Центр был создан на основании меморандума, подписанного Российской Федерацией и Турецкой Республикой 11 ноября 2020 года. В церемонии открытия Центра принимали участие министр обороны Азербайджана генерал-полковник Закир Гасанов, заместитель министра обороны Российской Федерации генерал-полковник Александр Фомин и заместитель министра национальной обороны Турции Юнус Эмре Караосманоглу.
Командиром российского личного состава Центра назначен генерал-майор Виктор Федоренко, командиром турецкого личного состава — генерал-майор Абдулла Гатырчы.

## Заявление о прекращении военных действий от 10 ноября 2020 года

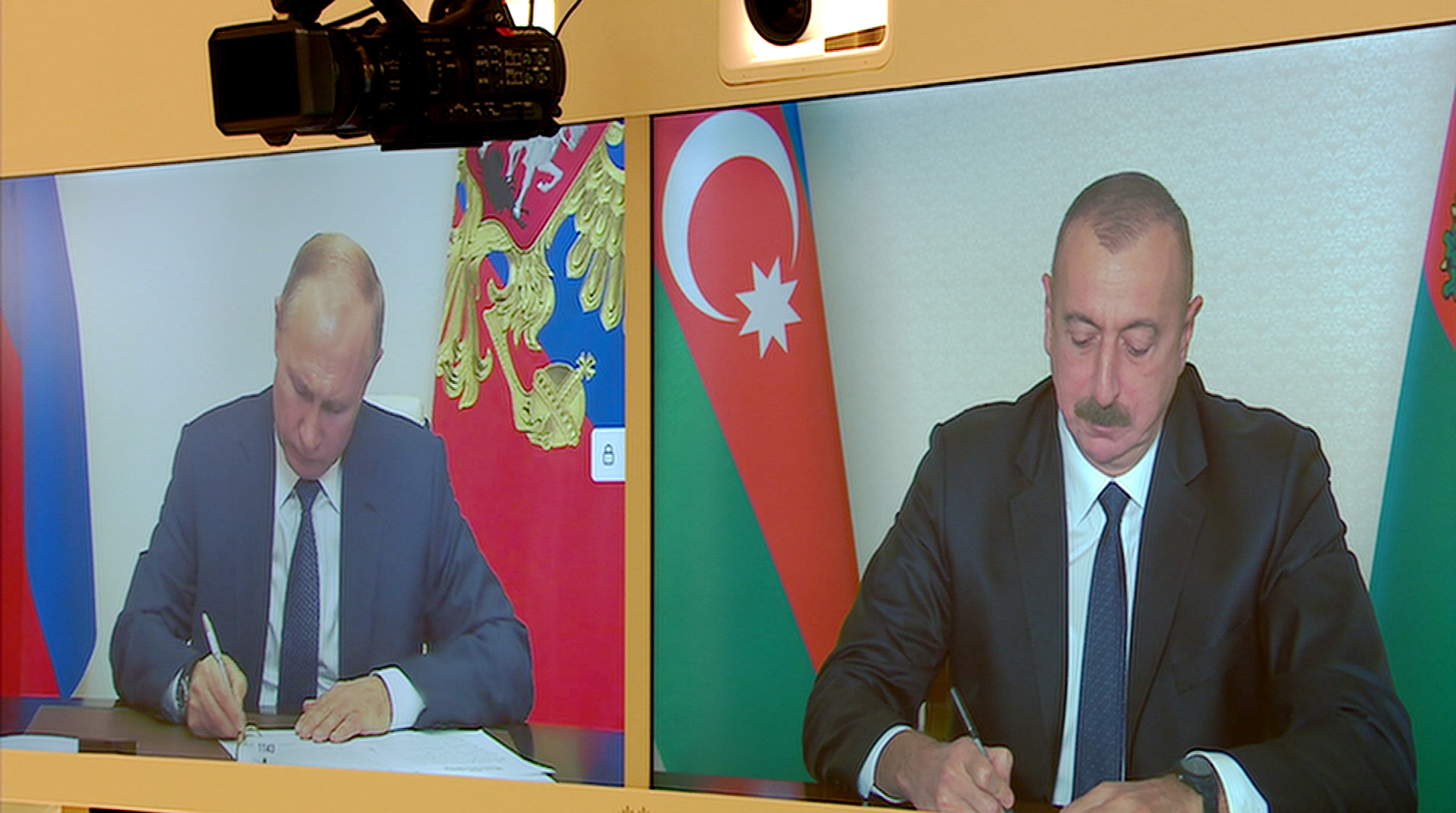
Владимир Путин и Ильхам Алиев подписывают заявление о прекращении огня в онлайн-режиме

В ночь с 9 на 10 ноября (01:00 местного времени, 00:00 московского времени) было подписано заявление о перемирии в Карабахе. Это соглашение было подписано премьер-министром Армении Николом Пашиняном, президентом России Владимиром Путиным и президентом Азербайджана Ильхамом Алиевым.

### Прекращение огня
Соглашением предусмотрено прекращение огня с 00:00 часов 10 ноября. Для контроля за прекращением огня будет развёрнут миротворческий центр.

### Территориальный вопрос
Стороны останавливаются на занимаемых ими позициях. Соглашением предусмотрено возвращение Азербайджану ряда контролируемых Арменией территорий:
- Кельбаджарский район должен был быть возвращён под азербайджанский контроль до 15 ноября 2020 года. Впоследствии по просьбе армянской стороны Азербайджан согласился сдвинуть срок возврата на 25 ноября[417];
- Агдамский район должен быть возвращён под азербайджанский контроль до 20 ноября 2020 года;
- Лачинский район должен быть возвращён под азербайджанский контроль до 1 декабря 2020 года, за исключением Лачинского коридора, который останется под контролем миротворческого контингента Российской Федерации.

### Лачинский коридор
- Лачинский коридор шириной 5 км будет обеспечивать связь Нагорного Карабаха с Арменией, вдоль коридора будут размещены российские миротворческие силы.
- В течение ближайших трёх лет будет определён план строительства нового маршрута движения по Лачинскому коридору, который обеспечит связь между Степанакертом и Арменией, с последующей передислокацией российского миротворческого контингента для охраны этого нового маршрута.
- Азербайджан даёт гарантии безопасности движения по Лачинскому коридору для граждан, транспортных средств и грузов в обоих направлениях.

### Гуманитарные аспекты
- Будет проведён обмен военнопленными и другими удерживаемыми лицами, а также телами погибших.
- Внутренние перемещённые лица и беженцы будут возвращаться на территорию Нагорного Карабаха и прилегающие районы под контролем Управления Верховного комиссара ООН по делам беженцев.
- Будут разблокированы все экономические и транспортные связи в регионе.

### Транспортное сообщение между западными районами Азербайджана и Нахичеванской Автономной Республикой
- Армения обязалась гарантировать безопасность транспортного сообщения[447] между западными районами Азербайджана и Нахичеванской Автономной Республикой для беспрепятственного движения граждан, транспортных средств и грузов в обоих направлениях.
- Контроль за транспортным сообщением будут осуществлять органы Пограничной службы ФСБ России.
- По согласованию сторон будет обеспечено строительство новых транспортных коммуникаций, которые свяжут Нахичеванскую Автономную Республику с западными районами Азербайджана.

### Российский миротворческий контингент и Пограничная служба ФСБ России
- Российский миротворческий контингент должен быть размещён вдоль линии соприкосновения в Нагорном Карабахе и вдоль Лачинского коридора.
- Численность российского миротворческого контингента составит 1960 военнослужащих со стрелковым оружием, 90 бронетранспортёров, 380 единиц автомобильной и специальной техники, по 4 вертолёта Ми-8 и Ми-24 армейской авиации ВКС России, 7 БПЛА[448]. Основу составляют военнослужащие 15-й отдельной мотострелковой бригады (миротворческой) Центрального военного округа. Так же входят более 100 специалистов Международного противоминного центра. Командование миротворческих сил — Степанакерт. Командующий — генерал-лейтенант Рустам Мурадов.
- Миротворческий контингент Российской Федерации развёртывается параллельно с выводом армянских вооружённых сил.
- Срок пребывания миротворческого контингента Российской Федерации определён в 5 лет с автоматическим продлением на очередные 5-летние периоды, если ни одна из сторон соглашения не заявит за 6 месяцев до истечения срока о намерении прекратить применение данного положения.
- На территории Армении контроль за транспортным сообщением по транспортному коридору между западными районами Азербайджана и Нахичеванской Автономной Республикой будут осуществлять органы Пограничной службы ФСБ России.

## Исполнение условий соглашения

### Миротворческая деятельность
После подписания соглашения стороны стали соблюдать режим прекращения огня по всей линии соприкосновения в Карабахе.

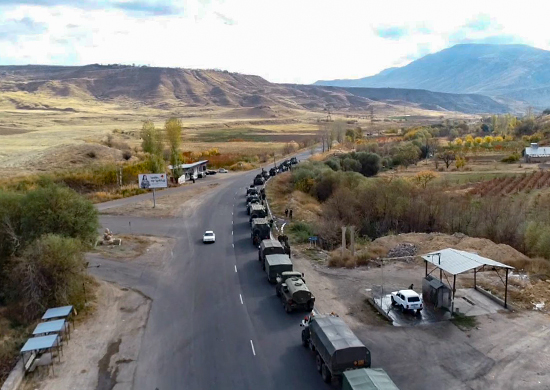
Марш российского миротворческого контингента в сторону Лачинского коридора

10 ноября первые Ил-76 с миротворческим контингентом, состоящим из подразделений 15-й отдельной мотострелковой бригады Центрального военного округа, вылетели с аэродрома Ульяновск-Восточный для того, чтобы доставить в зону конфликта личный состав, автомобильную технику, бронетранспортёры и материальные средства. 11 ноября подразделения миротворческого контингента Вооружённых сил Российской Федерации взяли под контроль Лачинский коридор и участок дороги Лачин — совхоз «Лысогорский» (под селом Туршсу) с выставлением временных наблюдательных постов. Подразделения 1-го миротворческого батальона бригады после разгрузки на аэродроме «Эребуни» совершили 300-километровый марш, сосредоточившись в районе Гориса. Главой российского миротворческого контингента в Нагорном Карабахе был назначен генерал-лейтенант Рустам Мурадов.
12 ноября Владимир Путин подписал указ о порядке работы миротворцев в Нагорном Карабахе. Также, согласно указу президента, обеспечение Арменией транспортного сообщения между западными районами Азербайджана и Нахичеванской АР будет контролировать ФСБ РФ. В этот же день миротворческий батальон 15-й отдельной мотострелковой бригады вошёл в Степанакерт. К 13 ноября в районе городов Степанакерт и Шуша были выставлены четыре наблюдательных поста. В целом, за трое суток был совершено 73 самолёто-рейса, перевезено 1103 военнослужащих и 168 единиц техники.

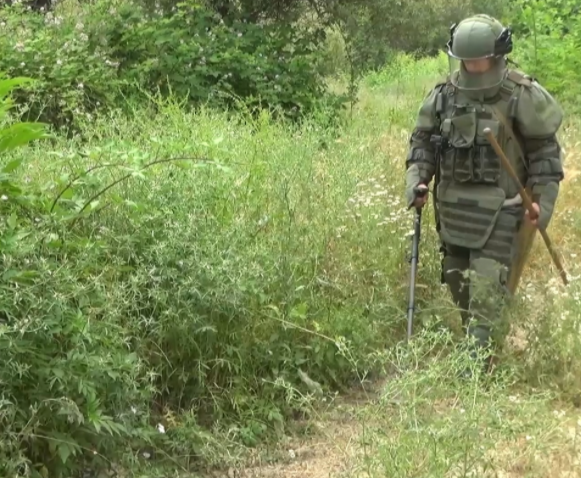
Российский сапёр за работой по разминированию. Нагорный Карабах. Июнь 2021 года

С 14 ноября в составе миротворческого контингента формировался, а с 20 ноября приступил к работе Межведомственный центр гуманитарного реагирования, в задачи которого входит обеспечение безопасность при возвращении беженцев в Нагорный Карабах. В состав центра, кроме специалистов Минобороны России, входят оперативная группа МЧС России, представители МИДа России, силы и средства Пограничной службы ФСБ России и представители других федеральных органов исполнительной власти России. Начальником центра назначен генерал-майор Андрей Волков. Межведомственный центр гуманитарного реагирования включает пять центров: Центр гуманитарного разминирования; Центр примирения враждующих сторон (в том числе отдел психологической работы, теле- и радиовещательные станции, редакция газеты «Вестник миротворца»); Центр транспортного обеспечения; Центр медицинского обеспечения; Центр торгово-бытового обеспечения).
К 15 ноября российские миротворческие силы выставили семь временных наблюдательных постов в Лачинском коридоре (вдоль дороги Забух—свх. Лысогорский—Зарыслы) и 18 наблюдательных постов в Нагорном Карабахе. Управление российскими миротворческими силами осуществляется с командного пункта, развёрнутого в Степанакерте.
Типовая инфраструктура наблюдательного поста российского миротворческого контингента в Нагорном Карабахе включает:
- комфортабельные жилые модули для проживания личного состава
- блок-модуль для приготовления и приёма пищи
- транспортно-технологический блок-модуль, оборудованный агрегатами для подачи постоянной электроэнергии.

Все наблюдательные посты оборудованы фортификационными сооружениями, предназначенными для защиты военнослужащих миротворческого контингента от стрелкового оружия и осколков.
23 ноября 2020 года к разминированию районов Нагорного Карабаха приступили специалисты российского Международного противоминного центра.
17 декабря при разминировании участка дороги погиб офицер российского миротворческого контингента.

### Контроль за соблюдением прекращения огня
11 ноября министры обороны России и Турции Сергей Шойгу и Хулуси Акар подписали меморандум о создании совместного центра по контролю за прекращением огня в Нагорном Карабахе. По словам Владимира Путина, Турция будет принимать участие в контроле за соблюдением прекращения огня по просьбе Азербайджана. Что касается миротворческой миссии и возможности участия Турции в миротворческих операциях, то, по словам Путина, это могло бы провоцировать армянскую сторону наличием турецких солдат на линии соприкосновения и президент Турции «это прекрасно понимал и понял».

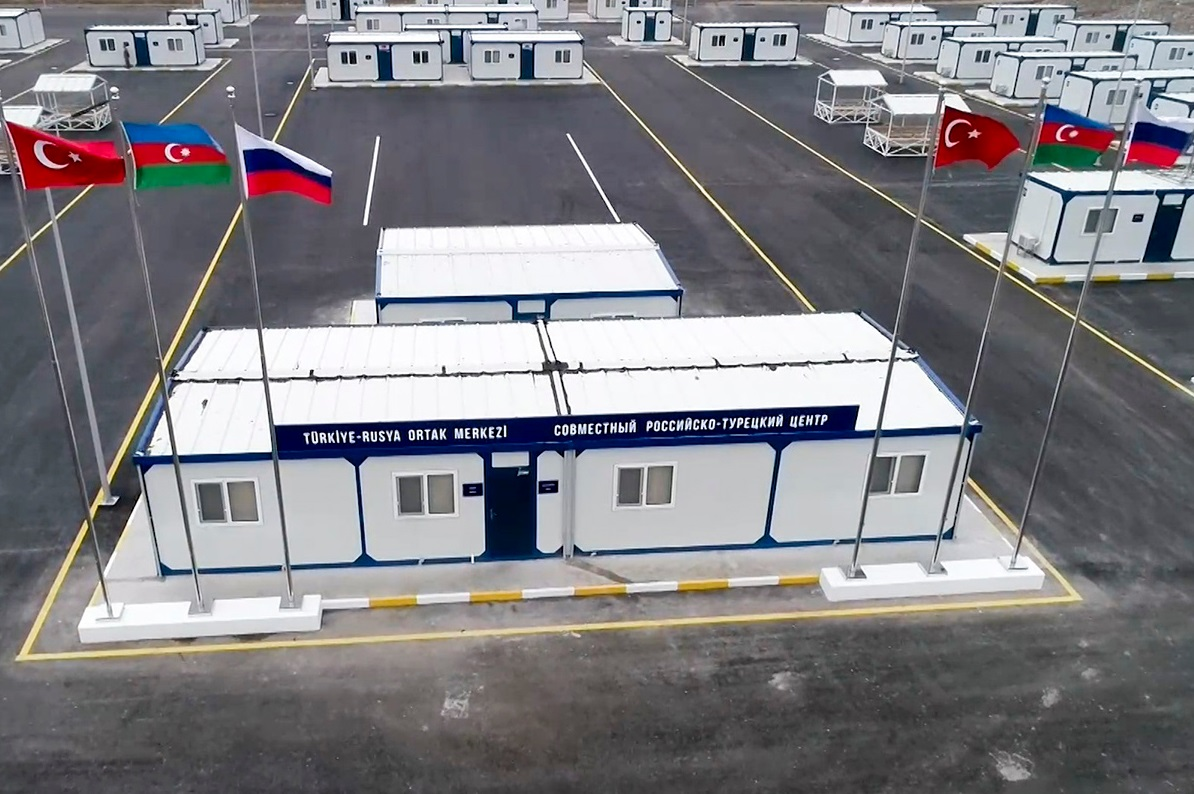
Совместный российско-турецкий мониторинговый центр

1 декабря, официальный представитель Минобороны России генерал-майор Игорь Конашенков сообщил, что соответствии с меморандумом, подписанным 11 ноября между министерством обороны РФ и министерством национальной обороны Турецкой Республики, достигнуто соглашение по порядку развёртывания и функционирования Совместного российско-турецкого центра по контролю за прекращением огня и всех военных действий. Центр, по словам Конашенкова, будет размещён на территории Азербайджана, количество российского и турецкого персонала в организационной структуре совместного центра будет равнозначным.
Совместный российско-турецкий мониторинговый центр для контроля за прекращением огня в Нагорном Карабахе открылся 30 января 2021 года в Агдамском районе и проработал до апреля 2024 года.

### Возвращение территорий «пояса безопасности»
Армянское население передаваемого под азербайджанский контроль Кельбаджарского района вывозило в Армению на грузовиках и микроавтобусах всё возможное к транспортировке имущество, а остальное движимое и недвижимое имущество (жилые дома, школы, магазины, скот) уходящие жители подвергали уничтожению, чтобы всё это имущество не досталось азербайджанцам. Аналогичные акты уничтожения армянской стороной покидаемых ими домов и имущества наблюдались также в Агдамском и Лачинском районах.

#### Агдамский район
18 ноября властями НКР в Мардакерте была начата эвакуация около 2 тыс. жителей сёл Алиагалы, Паправенд, Кызыл Кенгерли, Моллалар, Ени-Гаралар, Бойахмедли и Галайчылар Агдамского района, которые, согласно юрисдикции НКР, были в составе Мартакертского района и в которых имелось население. Жителям на переезд дали время до 23 часов 19 ноября. Шесть из семи упомянутых сёл в советское время были частью Агдамского района, а одно (Ени-Гаралар, на месте которого построено село Нор Сейсулан) было эксклавной частью Мардакертского района Нагорно-Карабахской автономной области, со всех сторон окружённое территорией Агдамского района. 19 ноября руководитель азербайджанской общины Карабаха Турал Гянджалиев сообщил, что Вооружённые силы Азербайджана вошли в город Агдам. В 7:56 утра 20 ноября Министерство обороны Азербайджана сообщило, что 20 ноября азербайджанские войска вошли в Агдамский район, при этом для обеспечения безопасного перемещения азербайджанских войск по занимаемой территории Агдамского района в ночь с 19 на 20 ноября инженерно-сапёрными подразделениями азербайджанской армии было произведено разминирование дорог, по которым предстояла выдвигаться войскам. В 12:00 президент Азербайджана заявил в прямом эфире, что Агдамский район полностью перешёл под контроль армии Азербайджана. Вывод армянских войск из Агдамского района и передачу его территории азербайджанской стороне обеспечили российские миротворцы, переход района под контроль Азербайджана прошёл в штатном режиме, без инцидентов и провокаций. Позднее Алиев заявил, что в ходе самого конфликта планировалось также проведение военной операции в Агдаме по его возвращению под контроль Азербайджана.

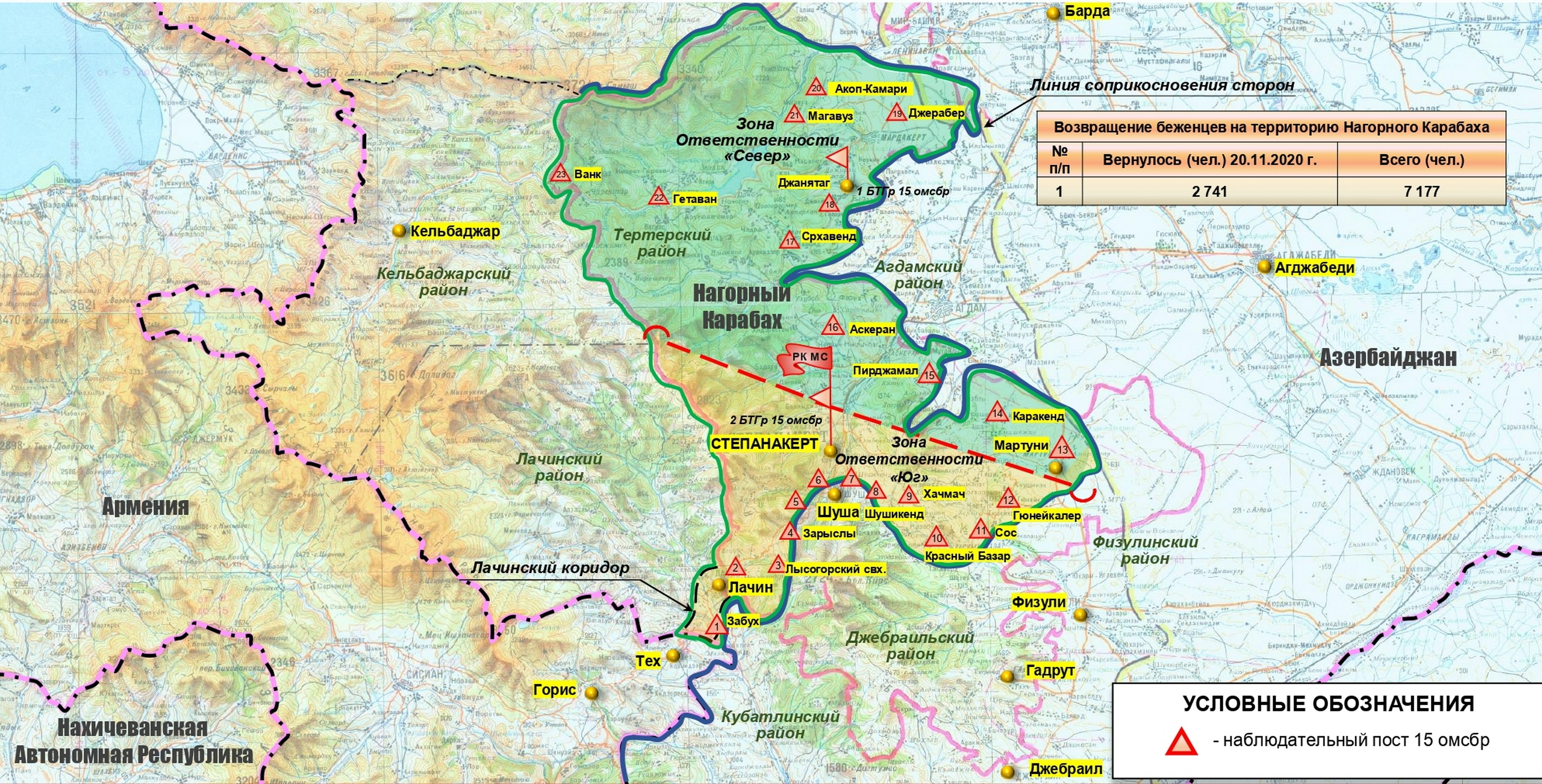
Обстановка района проведения миротворческой операции в Нагорном Карабахе по состоянию на 21 ноября 2020 года

В центре города Агдам 20 ноября состоялась встреча командования миротворческими силами РФ в Нагорном Карабахе в лице генерал-майора Андрея Волкова и командования вооружённых сил Азербайджана в лице заместителя министра обороны Азербайджана генерал-лейтенанта Керима Велиева. В ходе встречи было отмечено, что большинство армянского населения, проживавшего на передаваемых Азербайджану территориях Агдамского района, покинула его территорию, однако жители нескольких сёл решили остаться в своих домах, мотивируя это тем, что им некуда переезжать. Генерал Велиев заявил, что жителям, которые захотели остаться или решат вернуться обратно в Агдамский район, будет обеспечена полная безопасность, а также сохранность имущества, у оставшихся жителей не будут изыматься хозяйства или скот. Велиев также заверил, ни одна армянская церковь, находящаяся в Агдамском районе, не будет уничтожена.

#### Кельбаджарский район
12 ноября стало известно, что армянские власти начали процесс эвакуации людей и вывоза военной техники из Кельбаджарского района в Армению. Местные жители стали вывозить на грузовиках и микроавтобусах всё, что возможно, а то, что было невозможно забрать с собой, многие отъезжающие стали уничтожать: сжигать свои дома, имущество, школы, убивать скот, чтобы всё это имущество не досталось азербайджанцам. Уезжающие даже пилили деревья вдоль дороги и увозили с собой древесину. Наблюдались случаи мародёрства. Имели место недоразумения, армянские жители села Чаректар (данный населённый пункт до событий 1988—1994 гг. входил в состав Мардакертского района НКАО, хотя и был населён этническими азербайджанцами, которые в ходе тех событий вынуждены были покинуть этот регион) узнали о том, что село не подлежит немедленной передаче под контроль азербайджанских войск, уже после того как сами сожгли свои дома, вывезли имущество и демонтировали крышу сельской школы. Схожие недоразумения произошли и с другими прежде азербайджанонаселёнными сёлами бывшей НКАО — Умудлу (Акнаберд) и Нарынджлар (Нарештар), хотя и без фактического уничтожения этих сёл.

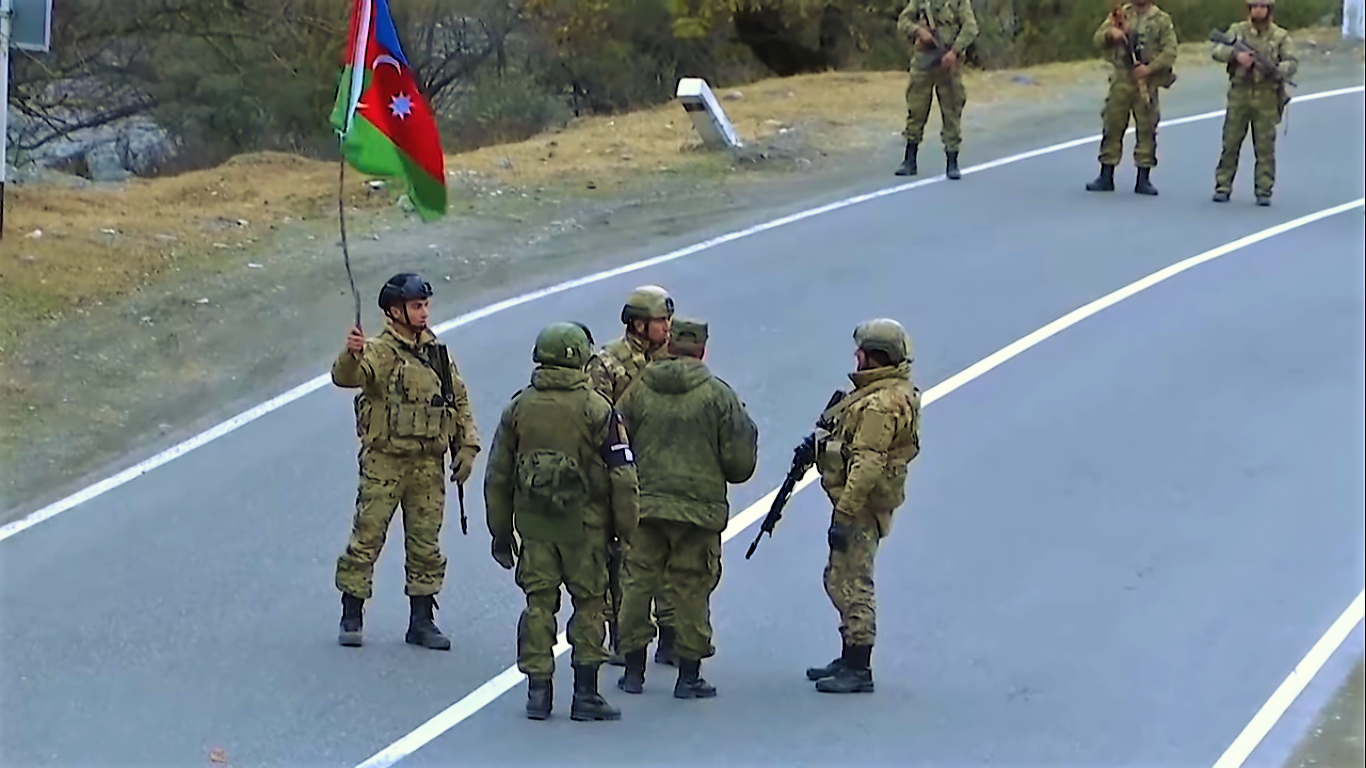
Встреча азербайджанских военнослужащих с российскими миротворцами близ села Венг в Кельбаджарском районе 25 ноября 2020 года

15 ноября помощник президента Азербайджана Хикмет Гаджиев заявил, что в связи со сложными природными условиями, учитывая наличие единственной дороги из Кельбаджара в Армению, армянская сторона обратилась к России с посреднической миссией передать Азербайджану просьбу перенести окончательный вывод гражданского населения и войск до 25 ноября. По словам Гаджиева, азербайджанская сторона, исходя из принципов гуманизма, пошла на уступку и согласилась с изменением даты передачи Кельбаджарского района под азербайджанский контроль. Однако аналогичная передача Агдамского и Лачинского районов будет осуществлена в сроки, которые предусмотрены ранее подписанным соглашением.
16 ноября у монастыря Дадиванк, на границе с бывшей НКАО, был размещён наблюдательный пост № 23 российской миротворческой миссии.
Сразу после полуночи 25 ноября 2020 года подразделения вооружённых сил Азербайджана вошли в Кельбаджарский район. На направлениях передвижения войск были проведены инженерные работы, производится разминирование и подготавливаются труднопроходимые горные дороги. В полдень того же дня президент Азербайджана Ильхам Алиев в обращении народу заявил о полном переходе под контроль вооружённых сил Азербайджана Кельбаджарского района, в том числе города Кельбаджар. Переход района под контроль Азербайджана прошёл при участии российских миротворцев.
26 ноября азербайджанские военные, по словам главы общины Гегамасар Акопа Аветяна, вошли на территорию Зодского золотого рудника, часть которого расположена на территории Кельбаджарского района. По словам Аветяна, азербайджанцы без стрельбы или нападения расположились и потребовали освободить территорию, начались переговоры. Сотрудники рудника стали покидать территорию, однако никаких угроз, согласно Аветяну, не было. Вечером стало известно, что на том участке Зодского рудника, который был частью Кельбаджарского района, при участии представителей Армении, России и Азербайджана начались делимитационные работы с использованием специальных средств GPS. На своей части территории рудника азербайджанские военные разместили три поста.

#### Лачинский район
Сразу после полуночи 1 декабря 2020 года Министерство обороны Азербайджана сообщило о том, что азербайджанские войска вошли в Лачинский район. Накануне территорию района покинуло армянское население. Как и в двух предыдущих районах, уход армян сопровождался вывозом имущества, поджогами домов, вырубкой деревьев и уничтожением линий электропередач.
3 декабря азербайджанские войска подошли к окрестностям приграничного села Тех Сюникской области и потребовали от армянских военных отойти с занимаемых позиций в Лачинском районе. Армянские войска отказывались выполнять это требование. 6 декабря между азербайджанскими и армянскими военными была уточнена линия разграничения, армянский отряд, состоящий из жителей села Аравус, отошёл на 800 метров, переместившись с территории Лачинского района в Сюникскую область.

### Разблокирование транспортных коммуникаций

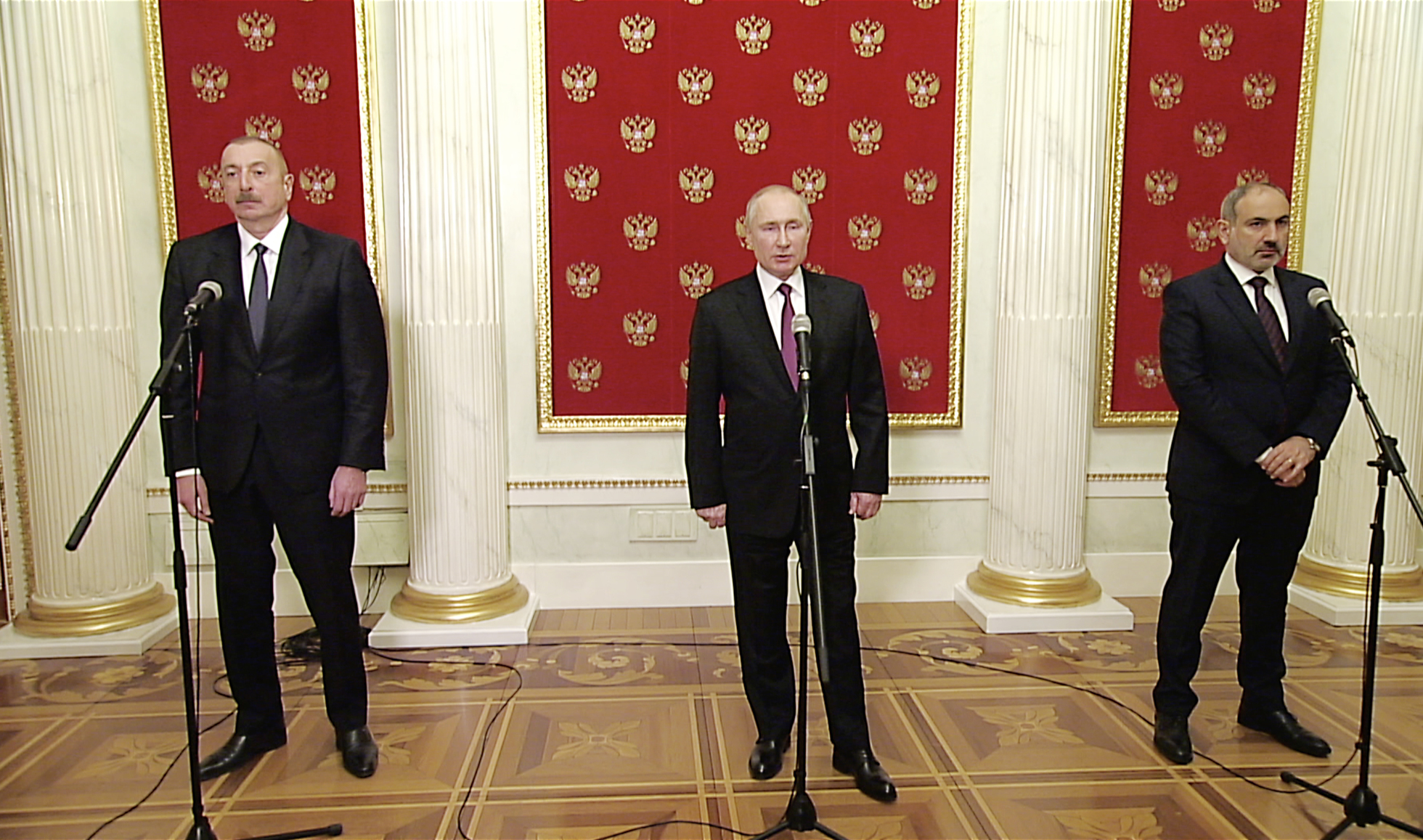
Выступление лидеров Азербайджана, России, и Армении после подписания совместного заявления 11 января 2021 года

11 января 2021 года в Москве состоялась встреча президента России Владимира Путина с лидерами Азербайджана и Армении Ильхамом Алиевым и Николом Пашиняном. По итогам трёхсторонних переговоров было подписано совместное заявление о развитии Нагорного Карабаха. Согласно заявлению, вице-премьеры Азербайджана и Армении до марта должны создать рабочие экспертные подгруппы, а также представить конкретные планы по развитию транспортной инфраструктуры и экономики региона.

### Обмен военнопленными и телами погибших
14 ноября при посредничестве и участии российских миротворческих сил, был осуществлён сбор тел нескольких военнослужащих, погибших на поле боя вокруг города Шуша. Были собраны и переданы армянской стороне тела армянских военнослужащих. Азербайджанской стороне были переданы тела шести военнослужащих, погибших во время боёв вокруг города.
9 декабря вице-премьер Армении сообщил, что Азербайджан передал Армении троих гражданских лиц преклонного возраста. Передача происходила при посредничестве России.
14 декабря между Азербайджаном и Армений состоялся обмен пленными по принципу «всех на всех». Переговоры об обмене пленными вёл командующий российским миротворческим контингентом генерал-лейтенант Рустам Мурадов. В результате достигнутых договорённостей, лично командующий российскими миротворческими силами передал азербайджанской стороне 12 человек, армянской стороне — 44 человека. Госкомиссия Азербайджана по вопросам военнопленных, пропавших без вести и заложников сообщила, что из армянского плена было освобождено 14 человек.

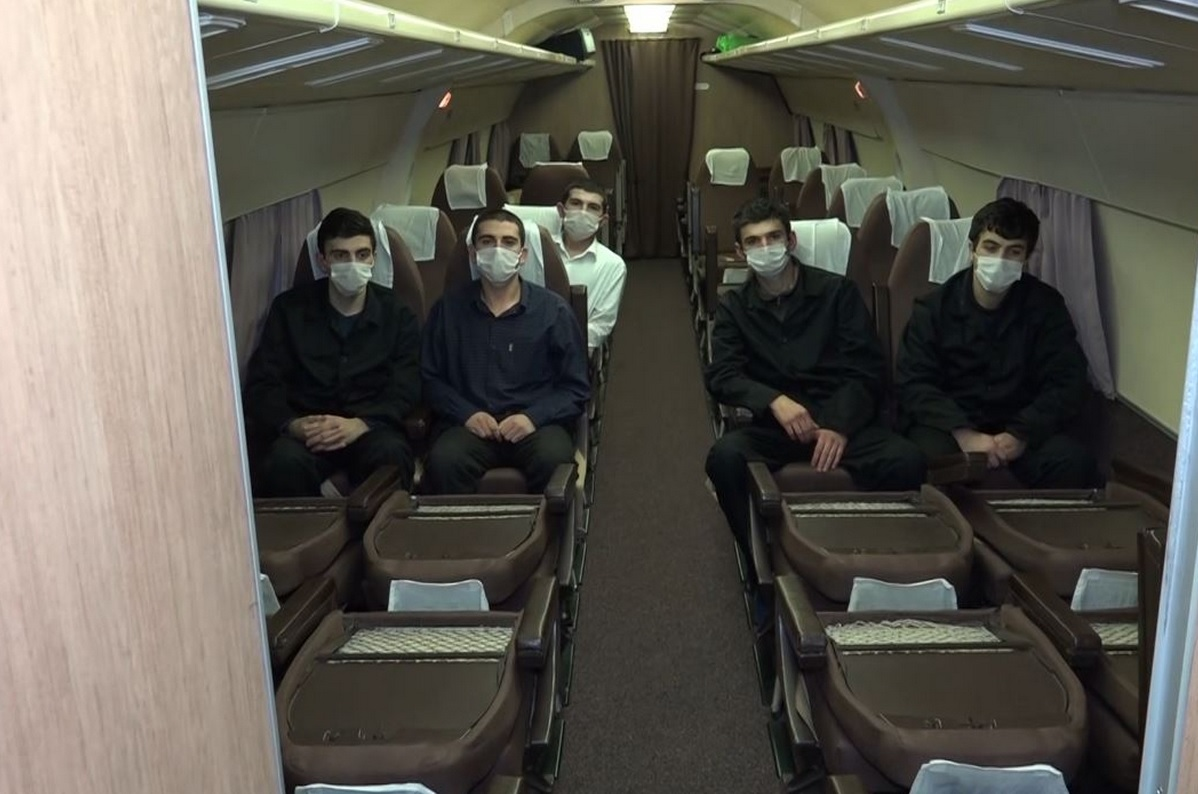
Пять армянских военнопленных на борту самолёта, летящего в Ереван. 10 февраля 2021 года

15 декабря из Нахичеванской АР Азербайджана в Армению был передан гражданин Армении, перешедший границу в июле 2020 года.
16 декабря азербайджанские военнослужащие проводили до поста российских миротворцев группу армянских военных в составе более 30 человек взятых в плен после почти двухдневных боёв за сёла Хинтаглар и Хцаберт. На следующий день на армянских позициях в направлении сёл Хинтаглар и Хцаберт российскими миротворцами были найдены и переданы командованию Армии обороны НКР тела 9 погибших армянских военных.
17 декабря заместитель руководителя Государственной комиссии Азербайджана по делам военнопленных, заложников и без вести пропавших граждан заявил, что при посредничестве миротворческих сил РФ и Международного Комитета Красного Креста за весь период из зоны боевых действий были вынесены тела 314 азербайджанских военнослужащих и 775 армянских военнослужащих. В тот же день в Госслужбе по ЧС НКР сообщили, что с момента начала поиска погибших были найдены тела 933 армянских военнослужащих.
24 января 2021 года Азербайджан передал армянской стороне останки 30 военнослужащих, а 27 января останки ещё 31 военнослужащего.
28 января был проведён ещё один обмен пленными. В Азербайджан был возвращён 1 человек, в Армению — 5.
9 февраля состоялся очередной обмен пленными, в результате которого в Азербайджан был возвращён 1 человек, в Армению — 5.
13 февраля останки 7 предполагаемых граждан Азербайджана, пропавших без вести во время Первой карабахской войны, были эксгумированы и переданы азербайджанской стороне.
16 февраля азербайджанская сторона передала армянской тела 106 лиц, погибших во время эскалации конфликта в регионе.
В общей сложности Азербайджан вернула армянской стороне останки 1 713 армянских военнослужащих, найденные на землях, перешедших под контроль азербайджанских ВС и 159 армянских военнопленных, задержанных в разное время.

### Турецко-российское миротворчество
11 ноября министры обороны России и Турции подписали на прошлой неделе меморандум о взаимопонимании по созданию совместного центра мониторинга в Азербайджане, хотя российские официальные лица заявили, что участие Турции в миротворческих операциях не повлияет на Нагорный Карабах. 16 ноября правительство Турции представило Великому национальному собранию предложение о размещении миротворцев в Азербайджане. Парламент Турции одобрил предложение на следующий день, предоставив турецким вооружённым силам однолетний мандат на отправку войск в Азербайджан. 1 декабря турецкие сапёры прибыли в Азербайджан и вместе с азербайджанскими сапёрами начали разминировать контролируемые Азербайджаном территории в регионе, а на следующий день Министр национальной обороны Турции Хулуси Акар заявил, что турецкие правительство договорилось с Россией, и что совместный центр мониторинга находится в стадии строительства. По словам министра иностранных дел России Сергея Лаврова, центр будет работать удалённо с использованием дронов и других технических средств для отслеживания возможных нарушений. 16 декабря 136 членов специальной группы по разминированию сухопутных войск Турции были отправлены в Азербайджан для оказания помощи в разминировании региона, а также для обучения персонала по разминированию Азербайджана. 29 декабря Турция направила в Азербайджан 35 своих офицеров.
К 22 ноября в регион вернулось 25 000 перемещённых армян. 10 декабря мэр Степанакерта заявил, что около 18 000 перемещённых армян вернулись в город. 11 декабря на трассе Степанакерт—Аскеран автомобиль, принадлежащий гражданскому лицу Армении, столкнулся с грузовиком российских миротворческих сил.
В начале января 2021 года власти Азербайджана обвинили российских миротворцев в «проявлении проармянской позиции вместо того, чтобы занять необходимую нейтральную позицию для выполнения мирного соглашения». Председатель Академии Государственного таможенного комитета Араз Асланлы заявил, что некоторые действия российских миротворцев «не способствовали окончательному решению нагорно-карабахской проблемы» и вызвали «сомнения в Азербайджане и Турции в добрых намерениях России». Назим Джафарсой, заместитель председателя Кавказского центра международных отношений и стратегических исследований, обвинил российских миротворцев в «продолжении присутствия незаконных вооружённых сил в регионе, а не в обеспечении мира между армянами и азербайджанцами». Встреча Рустама Мурадова с высокопоставленными деятелями НКР и наличие флага НКР на встречах Мурадова вызвали негативную реакцию властей Азербайджана, а использование фразы «Нагорно-Карабахская Республика» было удалено с официального сайта Министерства обороны России после возражений Азербайджана. 7 января президент Азербайджана Ильхам Алиев осудил министра иностранных дел Армении Ара Айвазяна за его недавний визит в Нагорный Карабах, назвав его «провокационным шагом» и добавив, что в случае продолжения «Армения пожалеет ещё больше.» Алиев также повторил, что Азербайджан не разрешает посещение Нагорного Карабаха иностранным гражданам без его разрешения.
2 января 2021 года турецкая проправительственная газета Yeni Şafak сообщила, что Россия нарушила условия соглашения о прекращении огня, отправив более пяти тысяч человек в регион «под именем солдат, государственных служащих, технических экспертов, врачей, медсестёр и строительных рабочих».

## Иностранное участие

### На стороне Азербайджана

#### Предполагаемое участие сирийских наёмников
Одной из первых публикаций о наёмниках из Сирии в Азербайджане стала статья в Jerusalem Post, появившаяся ещё до начала конфликта, 26 сентября. Автор статьи ссылался на размещённые в социальных сетях сообщения о вербовке Турцией несколько сотен наёмников для участия в боевых действиях в Карабахе.
Сразу после начала конфликта ряд СМИ (Гардиан, Рейтер, арабская и турецкая службы Би-би-си и др.) опубликовали статьи, в которых раскрывались подробности вербовки наёмников через турецкие структуры и переброски их в зону боевых действий. Эти материалы основывались на переписке с предполагаемыми боевиками в мессенджерах, на сообщениях в социальных сетях, интервью с родственниками убитых и на информации базирующегося в Великобритании Сирийского центра мониторинга за соблюдением прав человека (SOHR). В дальнейшем материалы об участии сирийских наёмников в конфликте, со ссылками на собственные источники, публиковали и другие СМИ: Уолл Стрит Джорнал, Вашингтон пост, The National Interest, Аш-Шарк аль-Аусат и др.. По данным Asia Times организованная Турцией вербовка наёмников началась ещё за месяц до начала конфликта. BBC и France24 отмечают, что есть верифицированные журналистами и экспертами по геолокации фото- и видеоматериалы, свидетельствующие об участии сирийских наёмников на стороне Азербайджана.
Президент Франции Эмманюэль Макрон ещё 1 октября заявил, что располагает «информацией, свидетельствующей, что сирийские боевики из джихадистских группировок были через Газиантеп переброшены в зону военных действий в Нагорном Карабахе» и призвал партнёров по НАТО противостоять поведению Турции.
6 октября директор Службы внешней разведки РФ (СВР) Сергей Нарышкин заявил, что, по имеющейся в СВР информации, «в зону конфликта активно подтягиваются наёмники из воюющих на Ближнем Востоке международных террористических организаций, в частности, „Джабхат ан-Нусра“, „Фиркат Хамза“, „Султан Мурад“».
В середине ноября государственный секретарь США Майк Помпео в интервью газете «Фигаро» назвал в числе проявлений агрессивной внешней политики президента Реджепа Эрдогана «поддержку» Турцией Азербайджана в войне против Армении и что «она разместила сирийские силы и в этом регионе».
Европейский парламент в резолюции от 20 января 2021 года «осудил отправку Турцией иностранных боевиков-террористов из Сирии и других стран в Нагорный Карабах».
По данным Рабочей группы ООН по использованию наёмников сообщения об использовании Турцией сирийских наёмников получили широкое распространение. По мнению Рабочей группы, способы вербовки, транспортировки и использования этих лиц соответствуют международно-правовому определению наёмников, а предполагаемая роль Турции соответствует аналогичным обвинениям в её адрес в ливийском конфликте. Представитель министерства иностранных дел Турции Хами Аксой заявил, что эти обвинения в адрес Турции «не соответствуют действительности».
Турция и Азербайджан опровергают сообщения прессы о наличии в Азербайджане сирийских наёмников, называя их «фейками» и «вбросом армянской пропаганды».
11 марта 2021 года в Европарламенте была принята резолюция, в которой помимо всего выражается осуждение действий Турции, которая «в нарушение международного права перебросила сирийских наёмников в Нагорный Карабах для участия в конфликте», при этом отмечается, что данные основаны на информации, полученной от стран-сопредседателей Минской группы ОБСЕ.

#### Предполагаемое участие турецких военнослужащих
16 октября на сайте издания «Коммерсантъ» со ссылкой на «военно-дипломатические источники» была размещена информация, касающаяся возможной вовлечённости ВС Турции в боевые действия в Карабахе. Согласно их утверждениям, по завершении турецко-азербайджанских учений, проходивших в июле—августе — в Азербайджане осталась группировка из 600 турецких военнослужащих, участвовавшая в планировании, координации и поддержке наступательной операции в Нагорном Карабахе. В её состав входит батальонная тактическая группа численностью 200 человек, а также военные советники, инструктора, лётно-технический состав и операторы БПЛА. До 34 единиц авиационной техники (включая 6 самолётов, 8 вертолётов, до 20 БПЛА) обеспечивали разведку в районе Карабаха и на территории Армении. По данным источников «Коммерсанта», 28-30 сентября в Азербайджане находились командующий сухопутными войсками Турции Умит Дюндар и министр обороны Хулуси Акар, которые участвовали в руководстве ходом операции на карабахском фронте. В сентябре-октябре было отмечено резкое увеличение количества полётов в Азербайджан военно-транспортной авиации Турции, доставлявшей личный состав, оружие, боеприпасы и медикаменты. Источники «Коммерсанта» также подтвердили информацию о вербовке турецкой частной военной компанией «Sadat» сирийских наёмников и переброске их в Азербайджан.
Турецкая газета Hürriyet отмечает, что в ходе конфликта «турецкий генеральный штаб и другие ключевые учреждения оказывали Азербайджану экспертную и иную помощь».
Президент Азербайджана Ильхам Алиев опроверг сообщения о каком-либо военном участии Турции в конфликте, включая участие турецких операторов БПЛА.

### На стороне НКР
Существуют свидетельства участия на стороне НКР армянских добровольцев из стран Ближнего Востока, Европы и Америки. Армения и власти НКР не отрицают присутствие таких добровольцев. По словам главы «Армянской революционной федерации» в Ливане, добровольцы из его страны едут в зону конфликта самостоятельно, ни одна организация не регистрировала или не отправляла добровольцев из Ливана.
Рабочая группа ООН отметила сообщения о причастности Армении к переправке иностранных граждан в зону конфликта для участия в боевых действиях и заявила, что изучает, являются ли эти случаи наёмничеством.

#### Предполагаемое участие российских наёмников
28 сентября российские СМИ сообщили, что российские частные военные компании готовы воевать против Азербайджана в Нагорном Карабахе. 1 октября Радио Свободная Европа/Радио Свобода со ссылкой на источник в группе Вагнера заявило, что они уже находятся в Нагорном Карабахе и участвуют в боевых действиях. Сообщалось об участии в боевых действиях 500 «вагнеровцев».
Российский бизнесмен Евгений Пригожин, связанный с группой Вагнера, отрицал какую-либо причастность российских ЧВК к войне. По словам армянской журналистки Карине Газарян, писавшей для Bellingcat, не было «каких-либо убедительных доказательств их прибытия или участия в войне». Она заявила, что «Обратная сторона медали» (RSOTM), медиа-канал, связанный с группой Вагнера, который, по словам Газарян, был основным источником сообщений, не является «источником последних новостей».

## Использование вооружения неизбирательного действия
По заявлению Human Rights Watch Азербайджан неоднократно применял кассетные боеприпасы в жилых районах НКР, организация задокументировала четыре случая использования таких боеприпасов, первый из которых произошёл 27 сентября 2020 года в жилом квартале Степанакерта. Также HRW зафиксировала остатки израильской ракеты LAR-160 с кассетной боеголовкой. Использование LAR-160 с кассетной боеголовкой было задокументировано и в Гадруте. HRW не удалось идентифицировать военную технику в местах использования кассетных боеприпасов. Неоднократные обращения к правительству Азербайджана с просьбой предоставить доступ для проведения расследований на месте не были удовлетворены. Азербайджан, в свою очередь, обвинял армянскую сторону в использовании кассетных боеприпасов, но у Human Rights Watch на 23 октября не было независимых проверок этих утверждений. 5 октября Amnesty International сообщило, что идентифицировало использованные при бомбардировке Степанакерта снаряды как M095 DPICM израильского производства. Отвечая на вопрос о применении кассетных боеприпасов, представитель Минобороны Азербайджана заявил, что они не применяют запрещённые виды вооружения в НКР. Заведующий отделом по внешнеполитическим вопросам Администрации президента Хикмет Гаджиев прокомментировал заявление Amnesty International, заявив, что они выполняют «политический заказ».
29 октября Amnesty International сообщило, что произошло первое подтверждённое использование кассетных боеприпасов уже Арменией, несколько ракет 9М55 «Смерч» с кассетными боеприпасами 9N235 поразили жилой квартал города Барда. Human Rights Watch также сообщило, что при бомбардировке азербайджанского города Барда были использованы кассетные боеголовки «Смерч», которые, по мнению HRW, есть у Армении, но не у НКР. Журналисты не подтвердили присутствие в месте бомбардировки солдат или военной техники. Пресс-секретарь Минобороны Армении Шушан Степанян сообщила, что «заявление Министерства обороны Азербайджана о том, что Вооружённые силы Армении якобы нанесли удар Смерчем по городу Барда, является необоснованным и ложным».
По данным Human Rights Watch Азербайджан наносил многочисленные неизбирательные удары по жилым кварталам Степанакерта, в том числе с применением кассетных боеприпасов и ракет «Град» и «Смерч». Также Азербайджан применял неизбирательное оружие и тяжёлую артиллерию в населённых пунктах, где не было очевидных военных целей. HRW отмечает, что армянские силы (Армения или НКР) также неоднократно использовали баллистические ракеты, неуправляемые ракеты и крупнокалиберные артиллерийские снаряды для неизбирательных атак в населённых пунктах, включая ракетные и артиллерийские атаки жилых кварталов Гянджи. В ряде случаев в районах обстрелов не было видимых военных целей.
В сентябре 2021 года неправительственная организация «Коалиция по кассетным боеприпасам» опубликовала ежегодный отчёт, в котором сообщалось об использовании Азербайджаном кассетных бомб трижды при обстреле Степанакерта, дважды — Гадрута и один раз — Мардакерта. По данным этой же организации, Армения использовала кассетные бомбы при обстреле города Барда, а также сёл Кызылгаджилы, Тапкаракоюнлу, Кебирли и Караюсифли, в результате чего погибло 28 и было ранено 87 мирных азербайджанцев.

## Потери сторон
Вооружённый конфликт сопровождался многочисленными потерями личного состава воюющих сторон, а также жертвами среди мирного населения в результате ракетно-артиллерийских ударов. Однако было отмечено, что стороны преуменьшали количество собственных потерь и преувеличивали количество потерь и раненых противника.
Армения во время конфликта публиковала поимённые списки погибших. Азербайджан, в отличие от Армении, не публиковал данные о собственных военных потерях во время конфликта. В интервью российскому «Первому каналу» президент Азербайджана Ильхам Алиев заявил, что информация, связанная с военными потерями, является конфиденциальной и азербайджанская общественность будет проинформирована об этом после окончания активной фазы боевых действий. Данные о своих потерях Министерство обороны Азербайджана опубликовало 3 декабря 2020 года. 21 декабря 2020 года Министерство обороны уточнило эти данные, число убитых составило на 21 декабря 2802 человека. 11 января Азербайджан заявил, что 2841 его солдата были убиты во время войны, а ещё 64 пропали без вести. Также власти Азербайджана заявили, что ещё 11 азербайджанских военнослужащих были убиты во время послевоенных столкновений или взрывов мин. К 2 марта 2021 года число убитых военнослужащих составило 2881 человек.
23 октября 2020 года президент Азербайджана Ильхам Алиев подтвердил, что Шукюр Гамидов, удостоенный звания Национального героя Азербайджана в 2016 году, был убит в ходе боевых действий в Губадлинском районе. Это первая военная жертва, официально подтверждённая правительством.

### По данным Азербайджана

#### Боевые потери

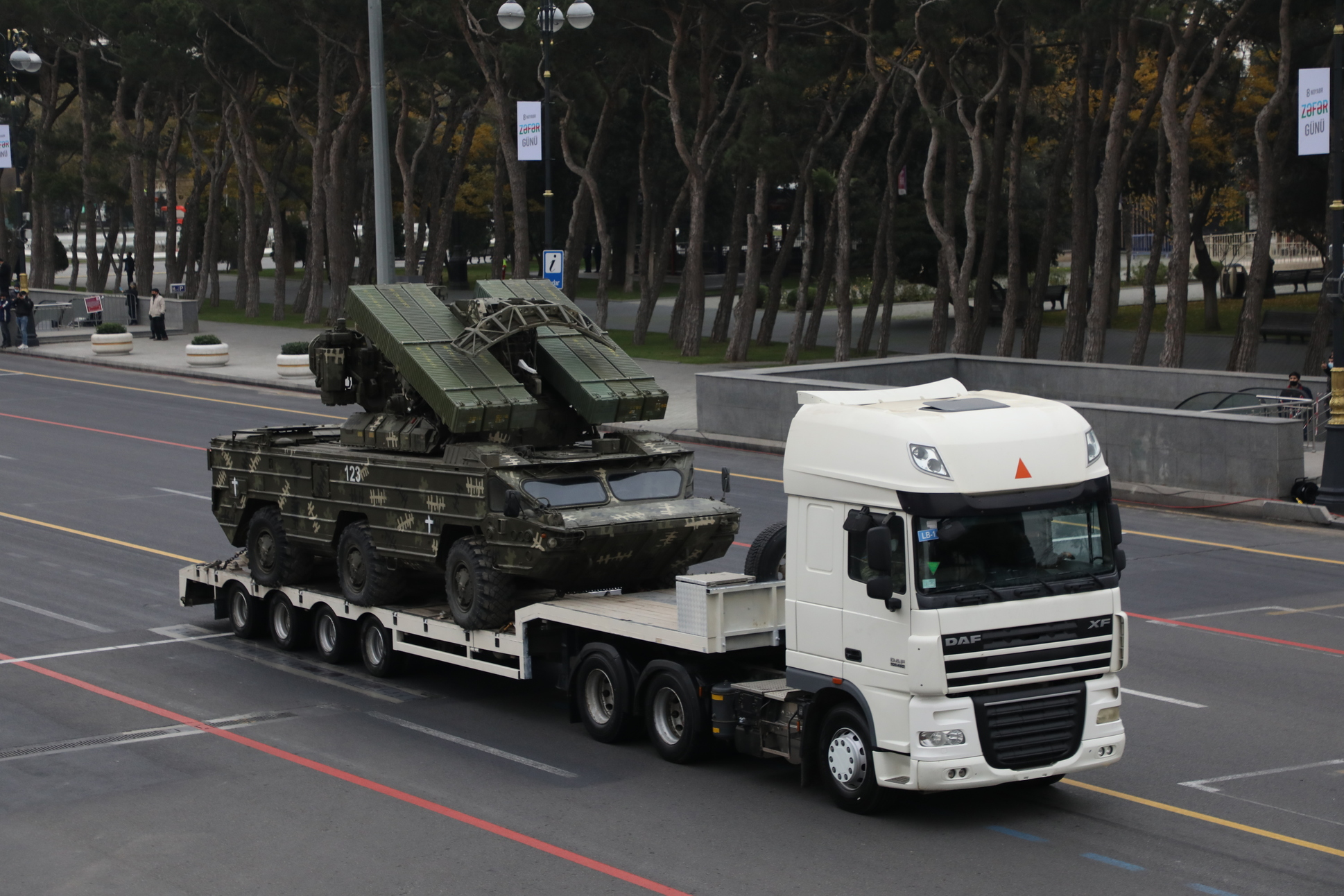
Взятый в качестве трофея армянский ЗРК 9К33 «Оса» на Параде Победы в Баку

По данным Министерства обороны Азербайджана на 3 декабря, число погибших военнослужащих Вооружённых сил Азербайджана составило 2783 человека, 1245 ранены, более 100 считаются пропавшими без вести. 28 декабря 2020 года Министерство обороны уточнило эти данные и сообщило, что число погибших на тот момент составляло 2823 человека, поиски более 30 военнослужащих всё ещё продолжались, а личности более чем 50 погибших пока не были установлены.
По официальным данным Азербайджана, за всё время боевых действий были уничтожены 287 танков противника, 79 танков захвачено в качестве военных трофеев; уничтожено 69, захвачено 47 боевых машин пехоты противника, уничтожены 315, захвачено 37 пушек различного калибра, уничтожены 63 миномёта, 97 установок «Град», 2 установки РСЗО «Ураган», одна «ТОС», 2 ОТРК «Эльбрус», один тактический ракетный комплекс «Точка-У», 40 ЗРК «Оса», пять ЗРК «Тор», четыре ЗРК «Куб», один «Круг», 14 ЗРК «Застава», семь ЗРК С-300, 2 С-125, 4 «Смерч», 1 радиолокационная станция «Оборона», 1 радиолокационная станция «Небо-М», 5 самолётов Су-25, уничтожены 28 САУ «Акация» и «Гвоздика» противника, 5 захвачено в качестве военных трофеев, уничтожено 252 грузовика, 270 взяты в качестве военных трофеев.
По оценке Центра анализа экономических реформ и коммуникаций Азербайджана на 26 октября, стоимость уничтоженной и взятой в качестве трофеев военной техники ВС Армении превысила 2,7 млрд долларов. Часть трофейной и подбитой армянской техники впоследствии была выставлена в Парке военных трофеев в Баку.
28 октября в интервью агентствам «Интерфакс» и «Интерфакс-Азербайджан» президент Азербайджана Ильхам Алиев заявил, что, по данным Азербайджана, Армения с начала конфликта потеряла более 5 тыс. убитыми.

#### Жертвы среди мирного населения

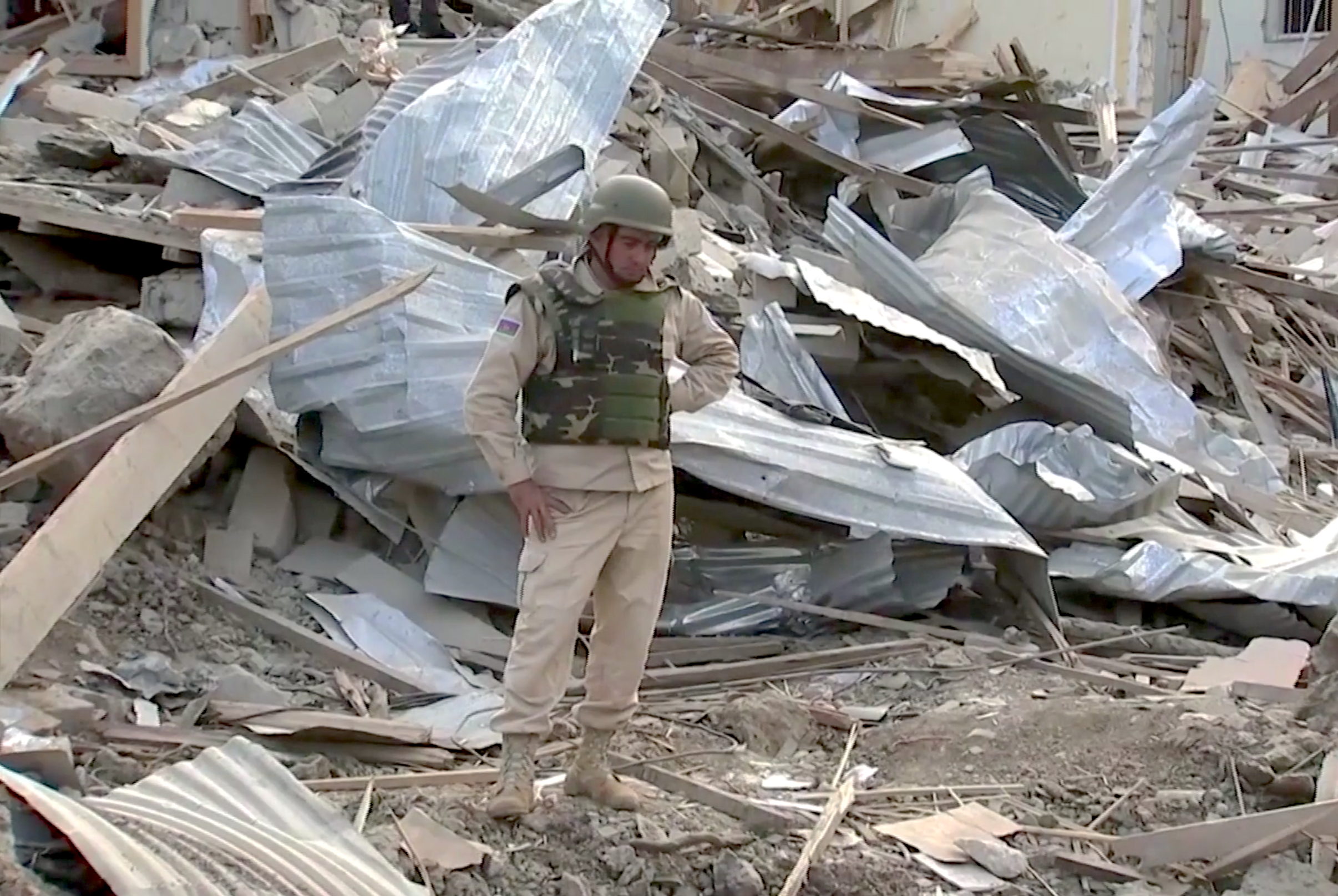
Сотрудник ANAMA стоящий среди руин разрушенного жилого дома в Гяндже после ракетного обстрела с армянской стороны

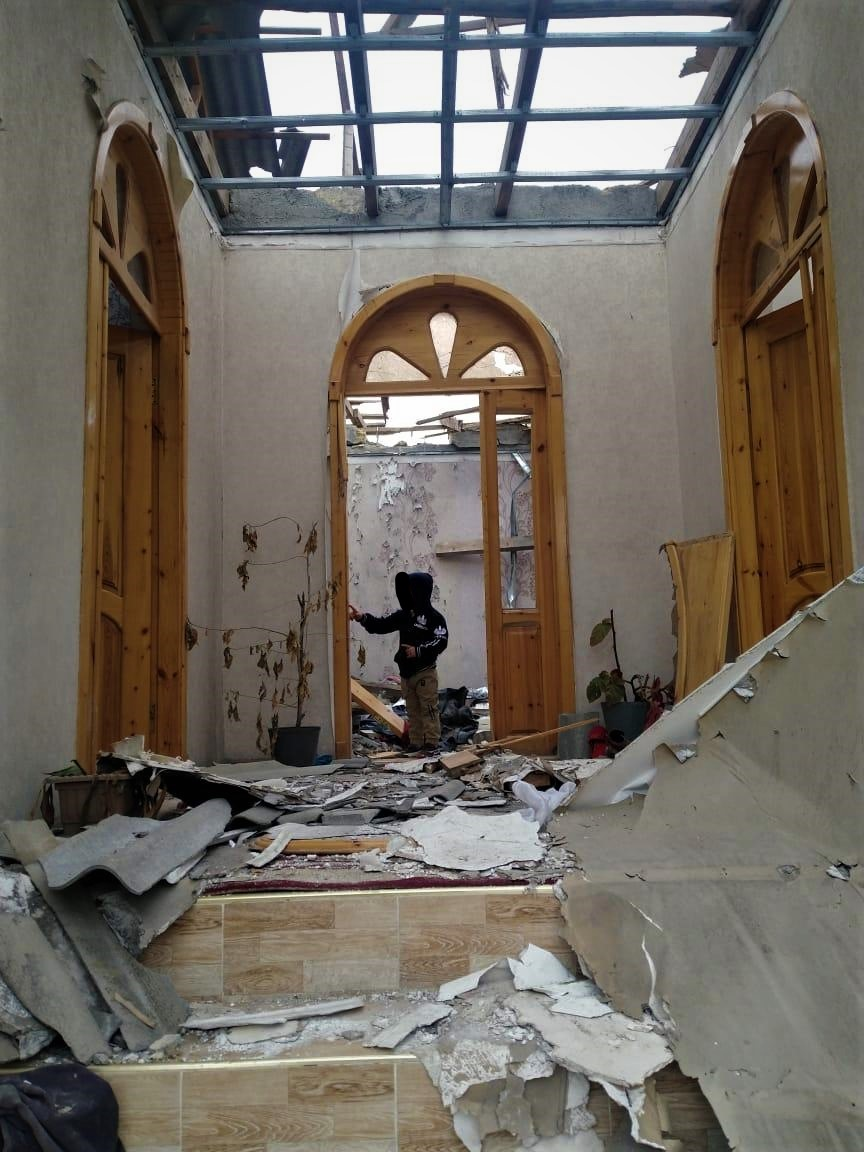
Последствия артиллерийского удара армянских сил по жилым кварталам города Тертер

Согласно азербайджанским источникам, армянские военные нанесли удар по густонаселённым районам, где находятся гражданские постройки. По данным Генеральной прокуратуры Азербайджана, по состоянию на 1 октября в результате обстрелов из тяжёлой артиллерии районов проживания населения в общей сложности 55 человек получили различные телесные повреждения, 19 человек погибли, нанесён огромный ущерб 169 жилым домам, 40 гражданским объектам, приведены в негодность транспортные средства.
За период с 27 сентября по 13 октября погибли 42 гражданских лица, ещё 206 человек получили ранения, 1479 домов, 66 многоквартирных зданий и 241 гражданский объект пришли в негодность.
В ходе конфликта обстрелам армянских формирований подвергались города Тертер, Бейлаган, Барда, Гянджа, ряд селений Агдамского, Агджабединского, Геранбойского и Тертерского районов.
19 октября 2020 года, согласно азербайджанским источникам, в Агдамском районе азербайджанский журналист AzTV получил осколочные ранения от армянского обстрела.
По данным на 16 ноября генпрокуратуры Азербайджана, число погибших среди гражданского населения с азербайджанской стороны дошло до 94, а раненных до 414. По данным за период с 27 сентября по 14 декабря 2020 года число погибших среди гражданского населения с азербайджанской стороны составило 101 человек и 423 мирных жителя были ранены.
По состоянию на 2 ноября 2020 года власти Азербайджана заявили, что в результате конфликта в Азербайджане было перемещено около 40 тысяч человек.

### По данным Армении и НКР

#### Боевые потери
29 сентября, по заявлению Минобороны Армении, истребителем F-16 ВВС Турции был сбит штурмовик Су-25 ВВС Армении, находившийся в воздушном пространстве Армении. Пилот погиб. Турция опровергла это обвинение. Позднее МИД Армении обнародовал имя погибшего пилота армянского Сy-25, которым оказался майор ВС Армении Валерий Данелин.
По данным Минобороны Армении, к 28 сентября Армией обороны НКР было уничтожено 49 беспилотников, 4 вертолёта, 1 самолёт, а также подбито 80 единиц техники и 82 единицы транспортных средств Вооружённых сил Азербайджана. 3 октября пресс-секретарь президента НКР Ваграм Погосян со ссылкой на данные разведки заявил, что потери азербайджанской армии в ходе боёв превысили 3 тысячи человек.
После окончания боевых действий Министерство здравоохранения Армении объявило, что в войне в Карабахе с армянской стороны погибло более 2,3 тыс. военных. По словам же дипломата Микаэла Минасяна, власти страны намеренно скрывают информацию о числе убитых и, по его утверждениям, оно достигает около 4,7 тысяч военных.
26 марта 2021 года бывший премьер-министр и министр обороны Армении Вазген Манукян заявил, что в этой войне армянская сторона потеряла более 5 тыс. солдат.

#### Жертвы среди мирного населения

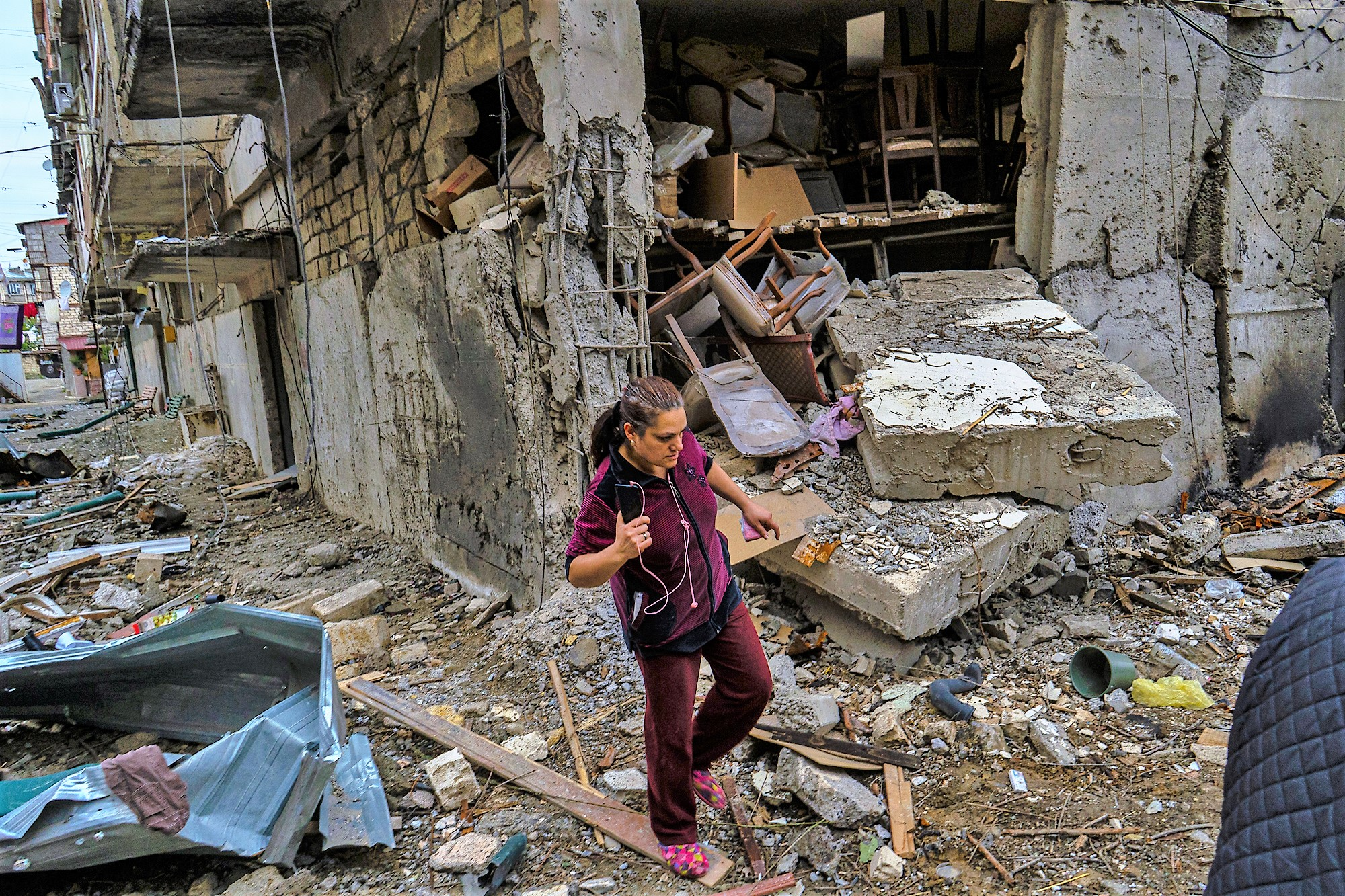
Последствия артиллерийского удара ВС Азербайджана по жилым кварталам Степанакерта

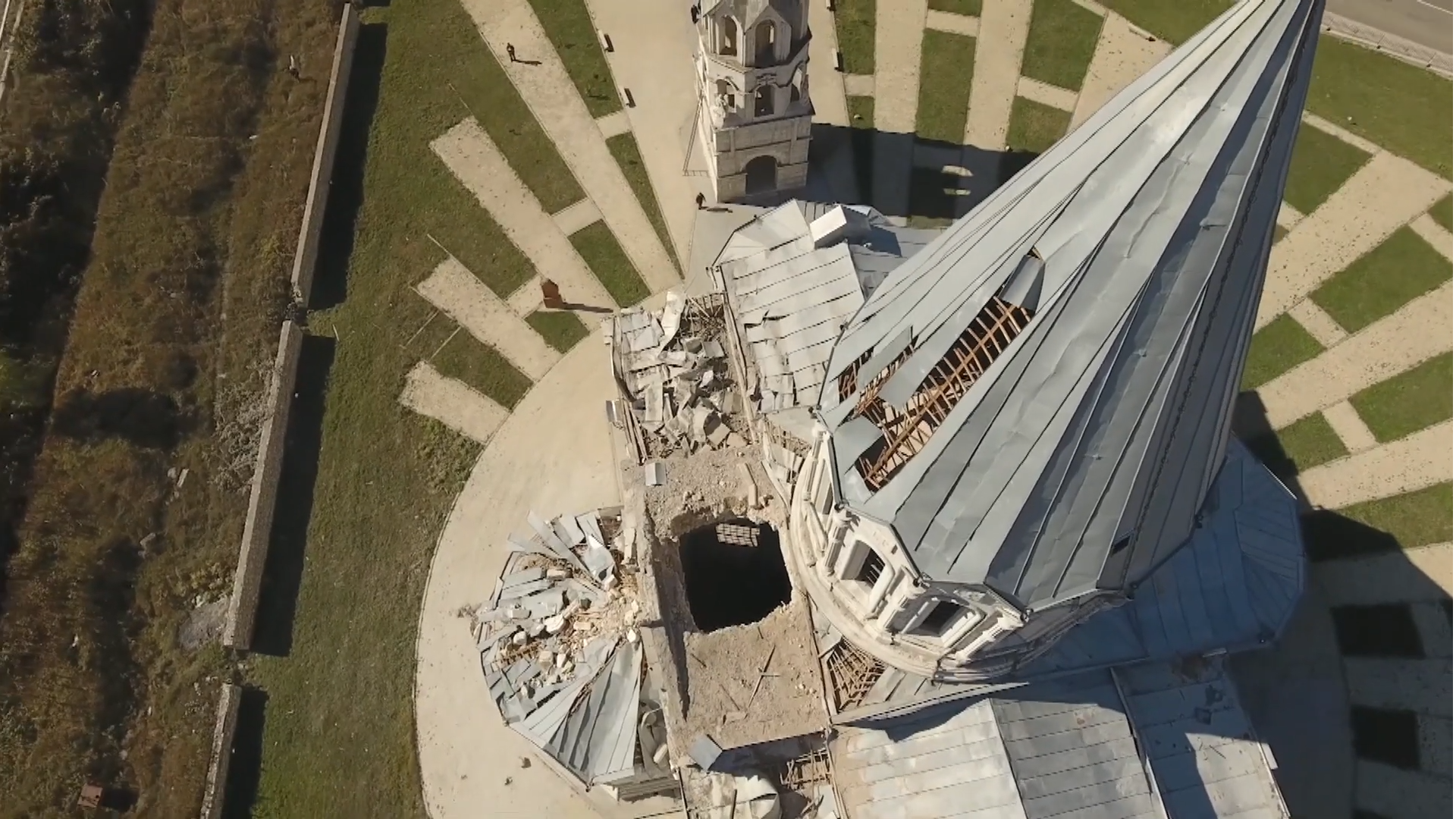
Повреждённая крыша Собора Святого Христа Всеспасителя в Шуше

Азербайджанская армия подвергала обстрелам города Степанакерт, Мардакерт, Мартуни, а также населённые пункты Мартунинского района, нанося масштабный ущерб гражданской инфраструктуре.
23 декабря омбудсмен НКР Артак Бегларян представил доклад о жертвах среди гражданского населения в результате военных действий на территории НКР, а также об убийствах гражданских лиц, оказавшихся в плену, с переходом территорий их проживания под контроль Азербайджана. Так в докладе, затрагивающий период с 27 сентября по 22 декабря 2020 года, что отмечалось что имеется документальные подтверждения об убийстве 60 гражданских лиц. Из них 39 человек было убито в результате обстрелов, а 21 человек были убиты в плену. В числе причин смерти последних значатся: избиение, ножевые ранения, обезглавливание, выстрелы в упор или с близкого расстояния. Согласно армянскому правозащитнику задокументированы многочисленные случаи пыток и нанесения увечий с намерением убийства. Кроме этого отмечается что среди пропавших без вести числятся около 40 гражданских лиц, некоторые из которых, находятся в азербайджанском плену. По словам Багларяна есть все основания полагать, что некоторые из пропавших без вести были убиты вооружёнными силами Азербайджана.

### Потери среди граждан России
По заявлению Азербайджана, 17 октября 2020 при обстреле Гянджи армянскими войсками был тяжело ранен 13-летний гражданин России, который спустя неделю скончался, не приходя в сознание.
9 ноября был сбит российский вертолёт Ми-24 на армянской территории на границе с Азербайджаном в результате погибли двое лётчиков, ещё один пострадал. В МИД Азербайджана заявили, что вертолёт поразили военные страны и извинились за инцидент.

### Другие потери
По утверждениям ряда западных СМИ, в боях погибло значительное количество сирийских наёмников, воюющих на стороне Азербайджана. По данным SOHR всего погиб 541 сирийский наёмник. Азербайджан отрицает участие на его стороне сирийских наёмников (подробнее см. секцию Предполагаемое участие сирийских наёмников).

## Невоенные действия, предпринятые Арменией и Азербайджаном

### Азербайджан
27 сентября власти Азербайджана ограничили доступ к Интернету во всех частях страны после приграничных боёв с Арменией, заявило Министерство транспорта, связи и высоких технологий Азербайджана. Согласно заявлению, такой шаг сделали, «чтобы предотвратить широкомасштабные провокации со стороны Армении». Доступ к ряду сайтов из других стран также был заблокирован: по состоянию на 15 ноября был заблокирован доступ к сайту Азербайджанских железных дорог из России и Украины, при этом сайт Бакинского метрополитена, находящийся на поддомене .gov.az, из России доступен.
Госкомитет по работе с диаспорой Азербайджанской Республики призвал азербайджанцев, проживающих за рубежом, не использовать сомнительную информацию в социальных сетях, электронных СМИ и других СМИ.
Национальное собрание Азербайджана с полуночи 28 сентября объявило комендантский час в Баку, Гяндже, Гейгелеа, Евлахе и ряде районов. Министр внутренних дел Вилаят Эйвазов был назначен комендантом территорий, на которых действует комендантский час во время военного положения.
Азербайджанские авиалинии объявили, что все аэропорты в Азербайджане будут закрыты для регулярных пассажирских рейсов до 30 сентября.
Физулинская, Тертерская, Карабахская и Гянджинская военные прокуратуры начали уголовные расследования военных и других преступлений.
28 сентября президент Азербайджанской Республики Ильхам Алиев издал указ, разрешающий частичную мобилизацию в Азербайджане.
8 октября Азербайджан отозвал своего посла в Греции для консультаций после заявлений армян из Греции, прибывших в Нагорный Карабах для борьбы с Азербайджаном.
12 октября Генеральная прокуратура Азербайджанской Республики возбудила уголовное дело против журналиста, предположительно нарушившего Уголовный кодекс Азербайджанской Республики.

### Армения
28 сентября в связи с объявлением в Армении призыва лиц до 55 лет, лицам мужского пола в возрасте от 18 до 55 лет власти страны разрешили покинуть пределы страны только с письменного позволения территориальных военных комиссариатов.
29 сентября Армения отложила судебный процесс над бывшим президентом Робертом Кочаряном и другими бывшими должностными лицами, обвиняемыми по делу о беспорядках после выборов 2008 года. Причина заключалась в том, что один из подсудимых, бывший министр обороны Армении Сейран Оганян, во время конфликта уехал в НКР.
1 октября TikTok был недоступен в Армении. В тот же день Служба национальной безопасности Армении заявила, что арестовала бывшего высокопоставленного армянского военного чиновника, обвинённого в государственной измене по подозрению в шпионаже в пользу Азербайджана. Впоследствии, 4 октября, СНБ заявила, что арестовала нескольких иностранных граждан по подозрению в шпионаже.
Также, протестуя против продажи израильского оружия Азербайджану, Армения отозвала своего посла в Израиле Армена Смбатяна.
8 октября президент Армении Армен Саркисян отправил в отставку директора СНБ. Впоследствии правительство Армении ужесточило военное положение и запретило критику государственных органов и «пропаганду, направленную на подрыв обороноспособности страны». В тот же день Минобороны Армении аннулировало журналистскую аккредитацию корреспондента «Новой газеты» Ильи Азара за въезд в Нагорный Карабах без аккредитации; Азар заявил, что этот ответ был вызван его репортажем в Шуше и Лачине. 9 октября Армения ужесточила законодательство о безопасности. 21 октября кабинет министров Армении временно запретил ввоз турецких товаров, решение вступит в силу 31 декабря. На следующий день парламент Армении принял закон о списании долгов армянских военнослужащих, раненых в ходе столкновений, и долгов семей погибших.
26 октября президент Армении Армен Саркисян отправил в отставку начальника пограничных войск Службы национальной безопасности Вагинака Саркисяна и начальника штаба пограничных войск Гагика Тевосяна, а днём позже начальника управления контрразведки Службы национальной безопасности генерал-майора Оганеса Карумяна.
8 ноября президент Армении Армен Саркисян уволил временно исполняющего обязанности директора Службы нацбезопасности страны Микаела Амбарцумяна.
18 ноября сообщил о своём уходе с поста главы контрольной службы Министерства обороны Армении генерал-полковник Мовсес Акопян. После этого Акопян дал пресс-конференцию, в ходе которой сообщил своё мнение о характере информационной кампании в ходе войны. Он высказал мысль о том, что одной из важных задач информационного центра в ходе боевых действий являлось введение противника в заблуждение, однако при этом дезинформирующие информационные вбросы не должны превышать 30 % всего объёма публикуемой информации, однако в данном случае армянская сторона публиковала исключительно дезинформацию, которая ввела в заблуждение собственный народ, что и стало причиной глубокого кризиса в Армении. Также Акопян заявил, что «Россия поставляла Армении вооружения, о которых мы даже мечтать не могли, с первых же дней войны». Пресс-секретарь премьер-министра Армении Никола Пашиняна сообщила, что заявлениями Акопяна должны заняться правоохранительные органы, Генеральный прокурор Армении Артур Давтян направил запись этой пресс-конференции в Специальную следственную службу.

## Итоги

### Азербайджан
В ходе войны Азербайджан расширил контролируемую территорию, увеличил количество контролируемых населённых пунктов в зоне конфликта. 10 ноября 2020 года было опубликовано совместное заявление Президента Азербайджанской Республики, Премьер-министра Республики Армения и Президента Российской Федерации о полном прекращении огня и всех военных действий в зоне нагорно-карабахского конфликта с 00 часов 00 минут по московскому времени 10 ноября 2020 года. Азербайджан по условиям заявления о прекращении огня возвращает под свой контроль контролируемые армянской стороной территории Агдамского, Кельбаджарского и Лачинского района.
Во время боевых действий министерство обороны Азербайджана продемонстрировало возможность успешного применения беспилотных летательных аппаратов и точечных ударов для уничтожения сил противника. Азербайджан активно закупал беспилотники у Турции и Израиля и даже организовал у себя совместное производство. Армения, в свою очередь, закупкой дронов перед началом вооружённого конфликта не занималась, что привело к недооценке угроз со стороны азербайджанских беспилотников. Система ПВО НКР включала в себя довольно старые комплексы, которые не могли противостоять беспилотникам. Вторая карабахская война показала стратегическую важность превосходства в воздухе в современных войнах.
Также в ходе войны ВС Азербайджана преобразовали старые советские бипланы Ан-2 в дистанционно управляемые ложные цели, которые поднимались в воздух и заставляли армянские С-300 активировать радары, что позволило азербайджанским Harop обнаруживать и уничтожать эти важные цели с высокой точностью и эффективностью (см. Применение Ан-2 ВС Азербайджана во Второй карабахской войне).
По словам политолога Сергея Маркедонова и британского специалиста по Кавказу Томаса де Ваала, в ходе войны Азербайджану удалось значительно изменить ситуацию в свою пользу, что нашло своё отражение и в соглашении. Так, если «Мадридские принципы» чётко отделяли сам Нагорный Карабах от занятых Арменией районов вокруг него, то в ноябрьском соглашении о статусе Нагорного Карабаха ничего нет, а некоторые пункты выглядят просто как график возвращения ряда районов под контроль Баку. Также, по словам экспертов, стёрлись различия и между самими районами, так как если в «Принципах» они шли по формуле 5+2: пять (Агдамский, Джебраильский, Зангеланский, Кубатлинский и Физулинский) предполагалось передать Баку сразу, а ещё два (Лачинский и Кельбаджарский) — лишь со временем из-за того, что через них проходит коридор безопасности между Арменией и Карабахом, то после ноябрьского соглашения эти идеи стали неактуальными. В «Мадридских принципах» ничего не говорилось и о коридоре между Нахичеванью и западными регионами Азербайджана. Этот момент на переговорах раньше вообще не привязывали к Нагорному Карабаху.

### Турция
В решительности и успешности азербайджанского наступления наблюдатели усмотрели решающую роль Турции, которая как минимум продавала союзнику военную технику, включая ударные беспилотники собственного производства. Президент Азербайджана заявил, что будет создан «центр миротворческих сил» с участием турецких военных. По мнению экспертов, Турция усилила позиции в Закавказье. Bloomberg также пишет о триумфе Эрдогана, «чья громкая поддержка Азербайджана в боевых действиях позволила ему ворваться на задний двор России на Кавказе».

### Россия
В ходе конфликта Россия участвовала в переговорах и первая добилась соглашений о прекращении огня в гуманитарных целях, однако эти соглашения фактически не выполнялись. Заявление о прекращении огня с 10 ноября 2020 года подписанное при посредничестве России документировало новые позиции Азербайджана.
По мнению одних экспертов последствия этого конфликта катастрофичны для России, которая не смогла ничего противопоставить Турции, влияние которой в регионе станет возрастать. Однако по мнению других экспертов, Россия укрепила своё влияние на Южном Кавказе, поскольку теперь российские военные будут присутствовать не только в Армении, но и в Карабахе.

### Армения
СМИ отмечали, что Азербайджан в итоге одержал победу, а Армения проиграла войну. По заявлению премьер-министра Армении Никола Пашиняна, если бы не было подписано соглашение о перемирии, то была очень большая вероятность потери Степанакерта, Мартуни, Аскерана и попадания в окружение тысяч армянских солдат.
Уголовные дела в отношении дезертиров
В разгар военных действий Армения ужесточила наказания за уклонение от службы и дезертирство. 19 ноября 2020 года начальник Генштаба ВС Армении Мовсес Акопян признал в ходе пресс-конференции, что уже на пятый день войны около 1500 армянских бойцов бежали с обороняемых ими постов. Общее число дезертиров оценивалось бывшим пресс-секретарём Минобороны Армении Арцруном Ованнисяном в 11 тысяч человек, причём отмечалось, что большинство из них были резервистами. По итогам войны властями Армении были возбуждены уголовные дела по обвинению в служебной халатности, невыполнении приказов, нарушении режима военного положения и прочих преступлениях в отношении двух командующих нагорно-карабахской армией — Джалала Арутюняна (в феврале 2025 года приговорён к пяти с половиной годам лишения свободы) и Микаэла Арзуманяна (на 17 февраля 2025 года содержался под стражей). На июнь 2023 года были инициированы  уголовные производства в отношении примерно 12 600 лиц — гражданских и военных, обвиняемых в дезертирстве, невыполнении приказов, уклонении от военных сборов и других подобных преступлениях.

## Нарушения режима прекращения огня
Согласно совместному заявлению Министерства обороны и Службы государственной безопасности Азербайджана, после установления режима прекращения огня ряд армянских подразделений оставались в лесистой местности к северо-западу от посёлка Гадрут. В сообщении говорилось, что ссылаясь на официальные армянские круги, армянские СМИ сообщали, что эти вооружённые формирования «заблудились в лесистой местности». Армянская сторона обратилась к командованию миротворческих сил Российской Федерации с просьбой вывести армянские подразделения с данной территории. Для этого азербайджанская сторона создала все условия для безопасного вывода этих армянских вооружённых формирований. Военнослужащие российского контингента миротворческих сил, несмотря на сложные погодные условия, прибыли на эту территорию и при помощи громкоговорителей обратившись к армянским подразделениям, находившимся в данной лесистой местности, сообщили о том, что азербайджанской и российской сторонами приняты необходимые меры для их эвакуации с этой территории. Азербайджанская сторона позитивно оценила действия военнослужащих миротворческого контингента России, которые «с ответственностью и высоким профессионализмом выполняли свои обязанности по сохранению режима прекращения огня и эвакуации армянских военнослужащих». Однако, как заявила азербайджанская сторона, армянские подразделения не покинули указанную территорию, но вместо этого оборудовали боевые позиции, откуда в последующие дни совершили ряд «террористически-провокационных и диверсионных» действий против азербайджанских гражданских лиц, выполнявших на данной территории гражданскую службу, а также азербайджанских военнослужащих. В итоге Служба государственной безопасности Азербайджанской Республики, согласно заявлению, была вынуждена провести «антитеррористическую операцию в этом районе».

### 2020

#### 26 ноября
По заявлению азербайджанской стороны, в селе Цур Гадрутского (Ходжавендского) района армянские военнослужащие совершили нападение на военнослужащих Министерства обороны Азербайджана, находившихся на данной территории при исполнении ими служебных обязанностей, трое азербайджанских военнослужащих были убиты, двое получили ранения.

#### 8 декабря
По заявлению азербайджанской стороны, в районе посёлка Гадрут армянские военные совершили нападение на группу азербайджанцев, которые производили монтаж средств связи и ретрансляторного оборудования. В результате нападения был убит один азербайджанский военнослужащий, а сотрудник компании сотовой связи «Azercell» получил серьёзные ранения.

#### 11 декабря
По данным азербайджанских СМИ, армянские военные совершили вооружённую провокацию в населённом пункте Гадрут на территории Азербайджана, в результате чего один солдат получил ранение. Минобороны НКР опровергло данное заявление, обвинив в ответ азербайджанских военных в попытке напасть на пост Армии обороны НКР, в результате чего, по данным ведомства, были ранены трое военных.

#### 12 декабря
По данными Министерства обороны Армении, азербайджанские военные возобновили наступление на юге Нагорного Карабахе в районе сёл Хцаберт (Чайлаккала) и Хинтаглар. Министерство обороны Азербайджана, в свою очередь, обвинило армянскую сторону в совершении «провокационных действий на освобождённых территориях Азербайджана, сопровождавшихся нарушением режима прекращения огня», и сообщило о предпринятых Вооружёнными силами Азербайджана адекватных ответных мерах.
Минобороны России подтвердило нарушение режима прекращения огня в Нагорном Карабахе с момента завершения боевых действий и начала миротворческой операции РФ в регионе.
После перестрелки в сёла Хцаберт и Хинтаглар прибыли российские миротворцы, взаимный огонь прекращён. Село Хинтаглар после наступления перемирия было в «серой зоне», и, хотя оно находилось более чем в 15 км от контролируемой российскими миротворцами линии соприкосновения сторон, в него не зашли азербайджанские войска. Однако несколько дней назад армянские подразделения, не вступая в боевой контакт с азербайджанскими войсками, вошли в это село.

#### 13 декабря
Российские миротворческие силы взяли под свой контроль сёла Хцаберт и Хинтаглар, эти населённые пункты и полоса территории Карабахского хребта в пределах границ бывшей НКАО были включены в зону контроля миротворческого контингента Российской Федерации.

#### 14 декабря
Сёла Хцаберт и Хинтаглар и полоса территории Карабахского хребта в пределах границ бывшей НКАО вместе с ведущей к сёлам дорогой, включённые днём ранее в зону контроля миротворческого контингента Российской Федерации, были исключены из зоны ответственности миротворцев. По словам главы общины села Хинтаглар Эдуарда Айвазяна, в селе находились российские миротворцы, затем к ним подошли азербайджанские военные, поговорили, показали некоторые документы, после чего миротворцы ушли в Степанакерт.
По словам источника в службе безопасности НКР, 14 декабря азербайджанские военные продолжали находиться в селе Хинтаглар, а село Хцаберт контролировали армяне, говорит он. По его словам, ситуация в районе была спокойной до 12 декабря, но после завязавшегося боя, азербайджанские подразделения окружили армянских военных и взяли около десяти человек в плен. О пленении десяти человек сообщило и «Радио Свобода».
Согласно заявлению армянской стороны, Вооружённые силы Азербайджана взяли под контроль единственную дорогу, связывающую село Киров с трассой Лачин—Шуша и ведущей к селу Мецкаладереси. Источник в службе безопасности НКР сообщил, что сёла Киров и Мецкаладереси полностью окружены азербайджанскими войсками. Вечером в сёла, по словам источника, прибыли российские миротворцы и установили там новый наблюдательный пункт.

#### 15 декабря
По словам руководителя общины села Мецкаладереси Давида Давтяна, российские миротворцы стоят между сёлами Мецкаладереси и Киров, но в самих сёлах их нет, а в районе уже несколько дней находятся азербайджанцы. Азербайджанские военные, по словам Давтяна, взяли в окружение село Киров, но не входили в село Мецкаладереси.

#### 16 декабря
В интервью радио «Азататюн» премьер-министр Армении Никол Пашинян заявил, что в сёлах Хинтаглар и Хцаберт в окружении азербайджанских войск якобы также находятся российские миротворцы. Министерство обороны России в свою очередь сообщило, что данная информация не соответствует действительности, добавив, что режим прекращения огня соблюдается по всей линии соприкосновения.

#### 27 декабря
Вечером в ряде азербайджанских СМИ появились сообщения о погибших и раненных азербайджанских и армянских военнослужащих, в результате возобновившихся боёв близ села Туг. Министерство обороны Армении опровергло эти сообщения, заявив что их подразделения соблюдают режим прекращения огня.
На следующий день Министерство обороны Азербайджана опубликовало сообщение о том, что 27 декабря около 15:30 в направлении села Агдам (Акаку) «оставшийся на территории отряд из шести остатков армянских вооружённых сил» напал на азербайджанских военнослужащих. В сообщении говорится об одном погибшем и одном раненном азербайджанских военнослужащих и уничтожении всех шести членов «незаконной армянской вооружённой группировки».

### Азербайджано-армянский пограничный кризис (с 2021)
Азербайджано-армянский пограничный кризис — противостояние между вооружёнными силами Армении и Азербайджана, которое началось 12 мая 2021 года. Армянская сторона утверждает, что азербайджанские войска пересекли границу на несколько километров вглубь Армении в областях Гегаркуник и Сюник (район Чёрного озера). По данным же Азербайджана, азербайджанские пограничные войска с улучшением погодных условий дислоцируются на позициях Азербайджана в граничащих с Арменией Лачинском и Кельбаджарском районах.
Причины продолжения конфликта между Арменией и Азербайджаном: отсутствие мирного договора и отсутствие делимитации границы.

## Память

### Азербайджан

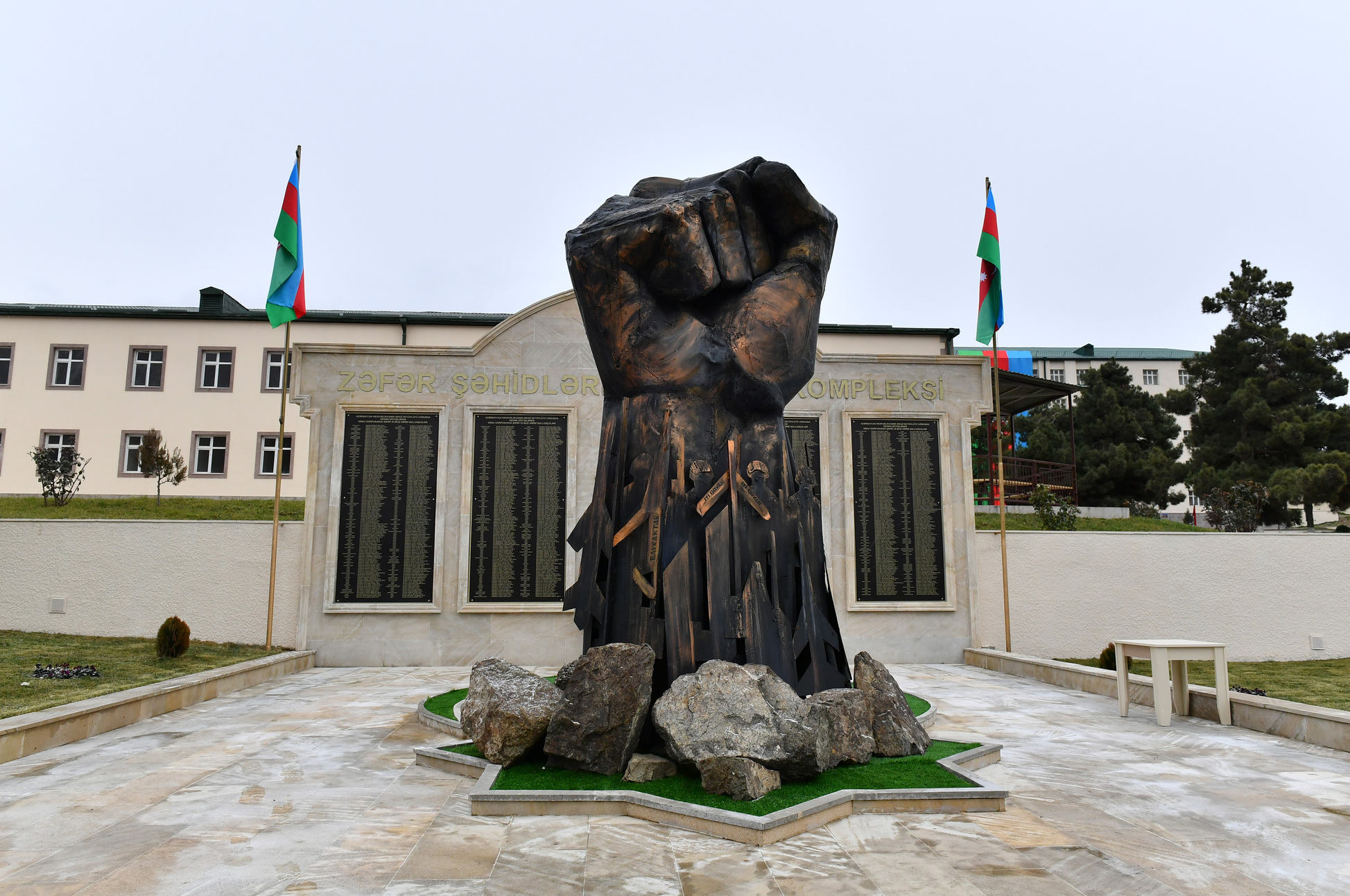
Памятник «Железный кулак» в Гадруте, посвящённый победе Азербайджана во Второй карабахской войне

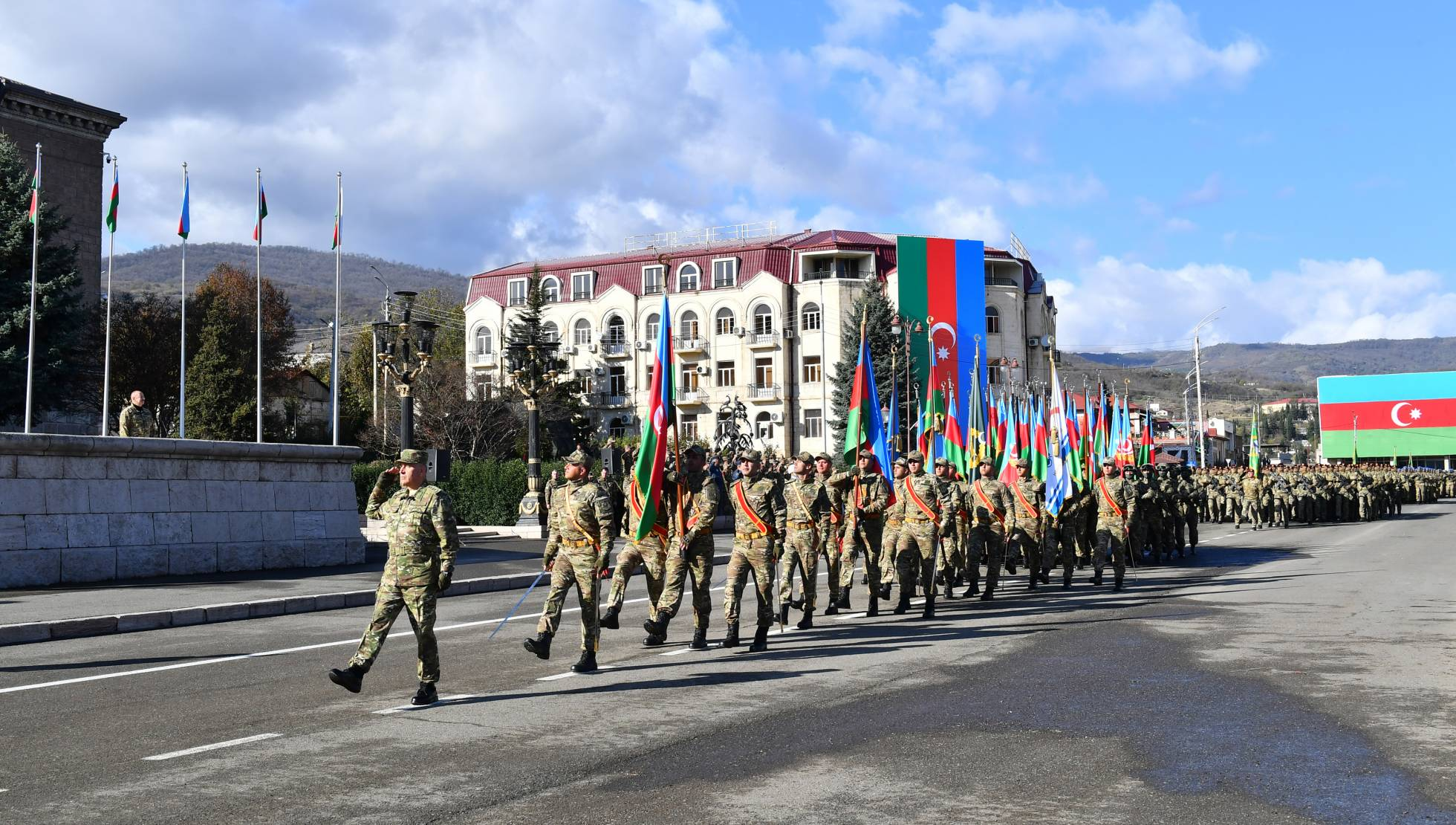
Военный парад в Ханкенди, приуроченный к третьей годовщине победы Азербайджана во Второй карабахской войне

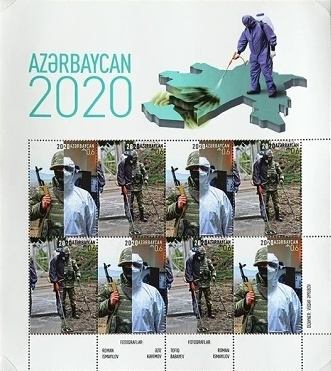
Серия почтовых марок «Азербайджан — 2020»

- В декабре 2020 года Министерство транспорта, связи и высоких технологий Азербайджана выпустило серию почтовых марок «Азербайджан — 2020»[690]. На иллюстрации, сопровождающей марки, изображён специалист по дезинфекции, стоящий над картой Азербайджана и дезинфицирующий район Нагорного Карабаха. Азербайджанские власти заявили, что иллюстрация изображает два наиболее важных события в 2020 году — победа во Второй карабахской войне и эпидемию коронавируса. Иллюстрация была раскритикована как изображающая армян Нагорного Карабаха в качестве вируса, от которого требуется избавиться[691]. По заявлению Министерства высокотехнологической промышленности Армении[англ.], Всемирный почтовый союз (ВПС) отказался регистрировать марки как противоречащие положениям Всемирной почтовой конвенции и Кодекса поведения ВПС[690].
- 24 июня 2021 года в Гадруте состоялось открытие памятника «Железный кулак», посвящённого победе Азербайджана во Второй карабахской войне. В сентябре этого же года похожий памятник был установлен в Баку[692]. В октябре 2023 года этот памятник был перевезён и установлен в Ханкенди[693].
- Распоряжением Президента Азербайджанской Республики от 2 декабря 2020 года, назначена дата Дня Победы во Второй карабахской войне - 8 ноября, день возвращения города Шуши под контроль Азербайджана[694].

### Армения
Фильмы
- «45 дней: борьба за нацию[англ.]» (англ. 45 Days: The Fight for a Nation) (2021) — документальный фильм реж. Аско Акопян
- «1489» (2023) — документальный фильм реж. Шогакат Варданян